# Список памятников культурного наследия Одессы
В данном информационном списке приведены объекты культурного наследия города Одесса, Украина. Они поделены на две категории: «Достопримечательности культурного наследия национального значения» и «Достопримечательности архитектуры и градостроительства местного значения». Каждый из разделов сгруппирован по дате получения статуса и включает название объекта, информацию об авторах, адрес, тип, а также охранный номер.

## Достопримечательности культурного наследия национального значения

### Постановление Совета Министров РСФСР от 24 августа 1963 года (№ 970)
| Название достопримечательности | Автор | Даты                             | Адрес                                                                                    | Тип достопримечательности                    | Охранный номер |
| --- | --- | -------------------------------- | ---------------------------------------------------------------------------------------- | -------------------------------------------- | -------------- |
| Приморская (Гигантская, Бульварная, Потемкинская) лестница | арх. Франческо Боффо, Авраам Мельников, Карл Потье инж. Джон Уоптон, Григорий Морозов, Борис Фон-дер-Флис                                                          | 1837 — 1841 годы                 | Приморский бульвар                                                                       | - Архитектура и градостроительство           | 541            |
| Здание Присутственных мест, в котором: - содержалась публичная библиотека, одна из самых первых из основанных в России в 1829 году; - 4 октября 1916 года был приговорён к смертной казни Котовского Григория Ивановича | арх. Франческо Боффо, Авраам Мельников | 1827 — 1830 годы                 | Приморский бульвар, 7 угол Воронцовского переулка, 13                                    | - Архитектура и градостроительство - История | 543            |
| Дом Завадского — Отель «Петербургский», в котором жили: - в 1831—1836 годах художник Брюллов Карл Павлович; - в 1843 году актёр Молчанов П. С.; - в 1846 году литератор Виссарион Григорьевич Белинский; - в 1847 году венгерский композитор и пианист Ференц Лист; - в 1849 и 1850 годах поэт Вяземский Пётр Андреевич; - в 1860 году русский драматург Александр Николаевич Островский; - в 1867 году американский писатель Марк Твен; - в 1868, 1869, 1879 годах польский скрипач и композитор Генрик Венявский; - в 1869, 1871, 1882 годах испанский скрипач и композитор Пабло Сарасате; - в 1879 году композитор Мусоргский Модест Петрович; художник Мясоедов Григорий Григорьевич; - в 1881 и 1892 годах французская актриса Сара Бернар; - в 1885 году актёр Михаил Семёнович Щепкин; химик Бутлеров Александр Михайлович; механик Жуковский Николай Егорович; доктор математики Ковалевская София Васильевна; - в 1890 году поэт Майков Аполлон Николаевич; - в 1890 году армянский актёр Петрос Адамян; - в 1899 и 1911 годах художник Василий Дмитриевич Поленов; - в 1900 году итальянский певец Энрико Карузо; - в 1913 году русский композитор и пианист Сергей Рахманинов | арх. Франческо Боффо, Авраам Мельников | 1830 год                         | Екатерининская площадь, 1 угол Приморского бульвара, 8                                   | - Архитектура и градостроительство - История | 544            |
| Ансамбль Воронцовского дворца (ныне Одесский городской дворец детского и юношеского творчества) | |                                  |                                                                                          |                                              | 546            |
| Дворец, в котором: - жил генерал-губернатор Новорусия, Новороссийского края, князь Воронцов Михаил Семенович; - в 1917 году находился Совет рабочих депутатов города Одесса | арх. Франческо Боффо | 1828 год                         | Воронцовский переулок, 2д                                                                | - Архитектура и градостроительство - История | 546/1          |
| Стайна | арх. Франческо Боффо | 1826 — 1828 годы                 | Воронцовский переулок, 2                                                                 | - Архитектура и градостроительство           | 546/2          |
| Бельведер (колоннада) | арх. Франческо Боффо | 1826 год                         | Воронцовский переулок, 2к                                                                | - Архитектура и градостроительство           | 546/3          |
| Здание Старой биржи (сейчас Одесского городского совета), где 14 (27) января 1918 года состоялось общее собрание рабочих, крестьянских, матросских и солдатских депутатов, на котором была провозглашена Советская власть в городе Одесса | арх. Франческо Боффо, Франц Моранди | 1828 — 1834 годы, 1871—1873 годы | Думская площадь, 1                                                                       | - Архитектура и градостроительство - История | 547            |
| Жилой дом Лидерса | арх. Джорджо Торричелли | 1820-е годы                      | Ланжероновская, 3                                                                        | - Архитектура и градостроительство           | 548            |
| Здание Одесского Национального Академического театра оперы и балета, на балконе которого 10 апреля 1944 года был поднят флаг освобождения города Одесса от фашистских захватчиков | арх. Фердинанд Фельнер, Герман Гельмер | 1884 — 1887 годы 1944 год        | Переулок Чайковского, 1                                                                  | - Архитектура и градостроительство - История | 549            |
| Дом Городской инфекционной клинической больницы, в котором работали: - в 1856—1858 годах хирург Пирогов Николай Иванович; - в 1859—1870 годах хирург, профессор Склифосовский Николай Васильевич | арх. Жан-Франсуа Тома де Томон, Франческо Фраполли, Джовании Фрапольли инж. Ферстер Э. Х.                                                                          | 1804 — 1820 годы                 | Пастера, 5                                                                               | - Архитектура и градостроительство - История | 550            |
| Дворец Абазы (Одесский музей западного и восточного искусства) | арх. Луи Оттон | 1856 — 1858 годы                 | Греческая, 16 угол Пушкинской, 9                                                         | - Архитектура и градостроительство           | 551            |
| Здание Новой биржи (Одесская областная филармония) | арх. Александр Бернардацци украшали скульпторы и живописцы: ск. Молинари М. Л., Менционе Л. Д., Эдуардс Борис Васильевич, Борис Эдуардс, худ. Кассиоли, Карабин М. | 1894-1899 годы                   | Пушкинская, 17 (Бунина, 15)                                                              | - Архитектура и градостроительство           | 552            |
| Жилой дом Вучини | арх. Франц Моранди | 1849 год                         | Пушкинская, 19                                                                           | - Архитектура и градостроительство           | 553            |
| Дворец Потоцкого (Одесский художественный музей) | арх. Александр Шашин (реконструкция) | 1810 год, 1852 год               | Софиевская, 5а                                                                           | - Архитектура и градостроительство           | 554            |
| Комплекс построек: - Дворец Толстого - Дом картинной галереи, в котором содержалась картинная галерея графа Михаила Толстого | - арх. Джорджо Торричелли - арх. Фердинанд Фельнер, Герман Гельмер, Герман Шеврембрандт - ск. Иорине Л.                                                            | 1830 год 1896—1897 годы          | Сабанеев мост, 4                                                                         | - Архитектура и градостроительство - История | 555            |
| Здание Сабанских казарм, где во время обороны города Одесса в 1941 году был сформирован полк морской пехоты под командованием Осипова Якова Ивановича | арх. Джорджо Торричелли, Иван Козлов | 1827 год 1831 год                | Канатная, 23                                                                             | - Архитектура и градостроительство - История | 556            |
| Жилой дом (дворец Камо) | арх. Джорджо Торричелли | 1832 год                         | Тираспольская, 4                                                                         | - Архитектура и градостроительство           | 557            |
| Аркада карантинная с башней | арх. Иван Круг | 1803 — 1807 годы                 | Маразлиевская, 1/2 Центральный парк культуры и отдыха имени Тараса Григорьевича Шевченко | - Архитектура и градостроительство           | 558            |

### Постановление Совета Министров РСФСР от 6 сентября 1979 года (№ 442)
| Название достопримечательности | Автор                                                                          | Датирование                        | Адрес                                             | Вид достопримечательности                    | Охранный номер |
| --- | ------------------------------------------------------------------------------ | ---------------------------------- | ------------------------------------------------- | -------------------------------------------- | -------------- |
| Дом Потоцкого, Маразли, в котором: - содержалась канцелярия Одесского генерал-губернатора, в которой в 1844—1846 годах служил русский поэт Яков Полонский; - в 1920—1923 годах содержалась редакция газеты «Моряк», где работали Константин Паустовский, Исак Бабель, Эдуард Багрицкий, Валентин Катаев, Лев Славин, Илья Ильф, Юрий Олеша, Вера Инбер и другие. | арх. Феликс Гонсиоровский                                                      | 1826 год 1874 год                  | Приморский бульвар, 1                             | - Архитектура - История                      | 1458/1         |
| Дом Нарышкина, где в 1856 году жил поэт Толстой Алексей Константинович |                                                                                | 1836 год                           | Приморский бульвар, 2                             | - Архитектура - История                      | 1458/2         |
| Дом Марини, Ашкинази | арх. Джованни Фраполли, Вильгельм Кабиольский                                  | 1824 — 1826 годы конец XIX века    | Приморский бульвар, 3 — Воронцовский переулок, 5  | - Архитектура и градостроительство           | 1458/3         |
| Дом Серато и Верани, Вассаля, в котором в августе 1869 жил грузинский поэт | арх. Джорджо Торричелли, Александр Шашин, Феликс Гонсиоровский                 | 1824-1826 годы 1880-е годы         | Приморский бульвар, 4                             | - Архитектура - История                      | 1458/3         |
| Дом Зонтага, в котором в августе 1837 жил поэт Василий Жуковский | инж. Хоржевский С. И.                                                          | 1826-1827 годы 1850 год            | Приморский бульвар, 6 — Воронцовский переулок, 11 | - Архитектура и градостроительство - История | 1458/6         |
| Дом Родоконаки | арх. Франц Моранди                                                             | 1823-1825 годы 1860-е годы         | Приморский бульвар, 10                            | - Архитектура и градостроительство           | 1458/7         |
| Дворец Петра Лопухина, Ралли (Гостинично-ресторанный комплекс «Лондонская»), где в разное время жили выдающиеся деятели культуры: - в 1861 году критик Добролюбов Николай Александрович; - в 1882, 1891 и 1893 годах композитор и пианист Рубинштейн Антон Григорьевич; - в 1902 году певец Шаляпин Федор Иванович; - в 1902 году русский писатель Андреев Леонид Николаевич; - в 1902 году певец Собинов Леонид Витальевич; - в 1902, 1915 и 1924 годах писатель Толстой Алексей Константинович; - в 1913 году актёр кино Макс Линдер; - в 1913 году американская танцовщица Исидора Дункан; - в 1920, 1925 годах нарком просвещения РСФСР Анатолий Луначарский; - в 1924, 1926, 1928 годах поэт Маяковский Владимир Владимирович; - в 1925 году съемочная группа к/ф «Броненосец „Потемкин“» во главе с режиссёром Эйзенштейн Сергей Михайлович, Эйзенштейном Сергеем Михайловичем, актёром Александров Григорий Василий ], оператором Тиссе Эдуард Казимирович; - в 1926 году нарком иностранных дел Чичерин Георгий Васильевич; - в 1927 году композиторы Глазунов Александр Константинович, Прокофьев Сергей Сергеевич, Шостакович Дмитрий Дмитриевич и другие; | арх. Франческо Боффо, Юрий Дмитренко, Герман Шеврембрандт                      | 1827 год 1851 год 1899 год         | Приморский бульвар, 11                            | - Архитектура и градостроительство - История | 1458/8         |
| Дом Ризо, Золотарева, Масса | арх. Франческо Боффо, О. О. Дигби, Герман Шеврембрандт                         | 1820 год 1872 год                  | Приморский бульвар, 12                            | - Архитектура и градостроительство           | 1458/9         |
| Дом Маюрова | арх. Франческо Боффо                                                           | 1827—1828 годы                     | Приморский бульвар, 13                            | - Архитектура и градостроительство           | 1458/10        |
| Дом Магнера, в котором жили: - в 1933—1937 годах пианист Эмиль Гилельс; - в 1936—1940 годах виолончелист, профессор Федоров П. П. | арх. Леонид Чернигов                                                           | 1904—1905 годы                     | Приморский бульвар, 14—Чайковского переулок, 4    | - Архитектура и градостроительство - История | 1458/11        |
| Дом Фука, Григоровича | арх. И. Риглер, Франческо Боффо, Франц Моранди                                 | 1828 год 1832 год,1846 год         | Приморский бульвар, 15                            | - Архитектура и градостроительство           | 1458/12        |
| Дворец Гагарина (дворец и хозяйственный корпус), где находилось литературно-артистическое общество, сейчас Одесский литературный музей | арх. Луи Оттон                                                                 | 1842—1850 годы                     | Ланжероновская, 2                                 | - Архитектура и градостроительство - История | 1460           |
| Дом Одесского археологического музея НАН Украины, в котором: - размещалась первая в городе Одесса Публичная библиотека; - работало первое в России, основанное в Одессе Общество истории и древностей, где работал археолог Штерн Эрнст Романович | арх. Феликс Гонсиоровский                                                      | 1883 год                           | Ланжероновская, 4                                 | - Архитектура и градостроительство - История | 1461           |
| Здание Английского клуба (Здание Одесского музея Морского флота), в котором в 1918 году находился Одесский губернский комитет РСДРП. | арх. Джорджо Торричелли, Вэй Э. Б.                                             | 1841—1842 годы, конец XIX столетия | Ланжероновская, 6                                 | - Архитектура и градостроительство - История | 1462           |
| Дом Кирхи (Кафедральный Собор святого Павла Немецкой Евангелично-Лютеранской Церкви Украины)) | арх. Франческо Боффо арх. Герман Шеврембрандт (построил на старых фундаментах) | 1824—1828 годы 1895—1896 годы      | Новосельского, 68                                 | - Архитектура и градостроительство           | 1463           |
| Дом Одесской национальной научной библиотеки, в котором: - в 1924—1927 годах работал учёный-литературовед, академик АН СССР Михаил Алексеев; - в 1940—1941 годах работала снайпер, участница обороны города Одесса и Севастополь, Герой Советского Союза Людмила Павличенко; - в 1920—1937 годах жил и работал краевед, историк и библиограф Александр Дерибас | арх. Федор Нестурх                                                             | 1904—1906 годы                     | Пастера, 13                                       | - Архитектура и градостроительство - История | 1464           |
| Дом Боффо, в котором жил одесский архитектор Франческо Боффо | арх. Франческо Боффо                                                           | 1844 год                           | Переулок Чайковского, 8                           | - Архитектура и градостроительство - История | 1465           |

### Постановление Кабинета Министров Украины от 3 сентября 2009 года (№ 928)
| Название достопримечательности                                                                                          | Автор                                                    | Датирование                   | Адрес                                                           | Вид достопримечательности                                               | Охранный номер |
| --- | -------------------------------------------------------- | ----------------------------- | --------------------------------------------------------------- | ----------------------------------------------------------------------- | -------------- |
| Дом, где находился центр тайного греческого общества «Филики Этерия» (Греческий фонд культуры)                          |                                                          | конец XVIII — начало XIX века | Красный переулок, 18                                            | - История                                                               | 150001-Н       |
| Могила художника Кириака Константиновича Константи                                                                      |                                                          | 1921 год                      | Люстдорфская дорога, 6 Второе христианское кладбище, участок 22 | - История                                                               | 150002-Н       |
| Памятник генерал-губернатору Новороссийского края Арману Эмманюэлю Ришельё                                              | ск. Иван Мартос, арх. Авраам Мельников и Франческо Боффо | 1826 год                      | Приморский бульвар                                              | - Монументальное искусство - Архитектура и градостроительство - История | 150003-Н       |
| Памятник поэту Александру Сергеевичу Пушкину                                                                            | ск. Жозефина Полонская арх. Хрисанф Васильев             | 1889 год                      | Приморский бульвар                                              | - Монументальное искусство - Архитектура и градостроительство - История | 150004-Н       |
| Памятник офтальмологу Владимиру Петровичу Филатову                                                                      | ск. Александр Ковалев                                    | 1967 год                      | Французский бульвар Парк Института им. В. П. Филатова           | - Монументальное искусство                                              | 150005-Н       |
| Памятник генерал-фельдмаршалу, генерал-губернатору Новороссийского края и Бессарабии князю Михаилу Семеновичу Воронцову | арх. Франческо Боффо                                     | 1863 год                      | Соборная площадь                                                | - Монументальное искусство - Архитектура и градостроительство           | 150006-Н       |

### Постановление Кабинета Министров Украины от 10 октября 2012 года (№ 929)
| № | Название достопримечательности                               | Автор                                    | Датирование              | Адрес                   | Вид достопримечательности | Охранный номер |
| - | ------------------------------------------------------------ | ---------------------------------------- | ------------------------ | ----------------------- | ------------------------- | -------------- |
| 1 | Здание Греческой церкви Святой Троицы (Свято-Троицкий Собор) | арх. Франческо Фраполли, Аркадий Тодоров | 1808 год, 1900—1908 годы | ул. ‚Екатерининская, 55 | - Архитектура - История   | 150025-Н       |
| 2 | Доходный дом Лерхе                                           | арх. Герман Шеврембрандт                 | 1823—1826 годы 1895 год  | Приморский бульвар, 5   | - Архитектура - История   | 150026-Н       |

### Постановление Кабинета Министров Украины от 21 августа 2019 года (№ 763)
| Название достопримечательности | Автор                | Датирование    | Адрес                 | Вид достопримечательности                    | Охранный номер |
| --- | -------------------- | -------------- | --------------------- | -------------------------------------------- | -------------- |
| Дворец Р. Шидловского, Нарышкиной (Дворец моряков), где в конце 1917—начале 1918 года находился центральный комитет Советов Румынского фронта, Черноморского флота и Одесского военного округа (Румчерод) | арх. Франческо Боффо | 1829—1830 годы | Приморский бульвар, 9 | - Архитектура и градостроительство - История | 150028-Н       |

## Достопримечательности архитектуры и градостроительства местного значения

### Приказ Министерства культуры и туризма Украины от 16 июня 2007 года (№ 662/0/16-07)
| Название достопримечательности | Автор                                                                                   | Датирование                         | Адрес                                        | Вид достопримечательности                    | Охранный номер |
| --- | --------------------------------------------------------------------------------------- | ----------------------------------- | -------------------------------------------- | -------------------------------------------- | -------------- |
| Дом Абрамсона, где в 1888—1921 годах жил писатель-пушкинист Леонид Петрович Гроссман | арх. Иван Козлов                                                                        | 1852 год                            | Бунина, 19                                   | Архитектура и градостроительство История     | 2-Од           |
| Жилой дом Барабаша |                                                                                         | середина XIX века                   | Ришельевская, 60 угол Великой Арнаутской, 42 |                                              | 3-Од           |
| Особняк | арх. Франческо Фраполли, 1893 год Маврикий Рейнгерц, реконструкция в 1929 году Карл Абт | 1830—1840 годы                      | Воронцовский переулок, 5                     | Архитектура и градостроительство             | 4-Од           |
| Доходный дом Маврокордато | арх. Юрий Дмитренко                                                                     | 1905 год                            | Грецкая, 25 угол Екатерининской, 25          |                                              | 5-Од           |
| Доходный дом Юрьевича | арх. Лев Влодек                                                                         | начало XX века                      | Греческая, 45                                |                                              | 6-Од           |
| Дом Мангуби | арх. Феликс Гонсиоровский                                                               | 1830 год 1842 год 1875 год          | Дерибасовская, 23 угол Красного переулка, 1  |                                              | 7-Од           |
| Дом Торричелли | арх. Джорджо Торричелли, инж. Альфред Юргевич                                           | 1837 год 1901 год                   | Дерибасовская, 27                            | Архитектура и градостроительство             | 9-Од           |
| Торговый дом |                                                                                         | начало XX века                      | Жуковского, 26/28                            | Архитектура и градостроительство             | 10-Од          |
| Дом со скамейками |                                                                                         | середина XIX века                   | Пантелеймоновская, 5 угол Канатной, 79а      | Архитектура и градостроительство             | 11-Од          |
| Дом Гагарина-Стурдза | арх. Никифор Черкунов, Герман Шеврембрандт                                              | середина XIX века 1891 год          | Екатерининская площадь, 7                    | Архитектура и градостроительство             | 12-Од          |
| Доходный дом Ждановой | арх. Вильгельм Кабиольский                                                              | 1910 год                            | Екатерининская площадь, 8                    | Архитектура и градостроительство             | 13-Од          |
| Жилой дом и табачная фабрика Криона-Папа-Никогда | арх. Каетон Доллаква                                                                    | 1830-е годы                         | Красный переулок, 9                          | Архитектура и градостроительство             | 14-Од          |
| Доходный дом Скаржинской, кафе Робина | арх. Маврикий Рейнгерц с участием Льва Шенкера инж. Василий Зуев                        | 1906 год                            | Ланжероновская, 24 угол Екатерининской, 12   | Архитектура и градостроительство             | 15-Од          |
| Доходный дом Клейна, в котором в 1907—1920 годах жил видный историк, профессор Флоровский Антоний Васильевич | арх. Пауль Клейн                                                                        | начало XX века                      | Лермонтовский переулок, 9                    | Архитектура и градостроительство История     | 16-Од          |
| Доходный дом | арх. Франц Моранди                                                                      | конец XIX века                      | Лермонтовский переулок, 13                   | Архитектура и градостроительство             | 17-Од          |
| Особняк | арх. Феликс Гонсиоровский                                                               | 1890-е годы                         | Лидерсовский бульвар, 19                     | Архитектура и градостроительство             | 18-Од          |
| Здание Крестьянского банка | арх. Юрий Дмитренко                                                                     | 1914 год                            | Маразлиевская, 34а                           | Архитектура и градостроительство             | 19-Од          |
| Доходный дом Роглера | арх. Христиан Бейтельсбахер                                                             | 1912 год                            | Ольгиевская, 8                               | Архитектура и градостроительство             | 20-Од          |
| Ломбард | арх. Викентий Прохаска                                                                  | 1904-1905 годы                      | Польская, 12 угол Бунина, 12 иКачинского, 12 | Архитектура и градостроительство             | 21-Од          |
| Жилые дома Соломос (2 корпуса) | арх. Викентий Прохаска                                                                  | начало XX века                      | Преображенская, 4                            | Архитектура и градостроительство             | 22-Од          |
| Пассаж и гостиница «Пассаж», где в 1921—1923 годах находился штаб 51-й Перекопской дивизии, которой командовали Василий Константинович Блюхер и Павел Ефимович Дыбенко | арх. Лев Влодек ск. Товий Фишель, С. И. Мильман                                         | 1898-1899 годы                      | Преображенская, 34 угол Дерибасовской, 33    | Архитектура и градостроительство История     | 23-Од          |
| Доходный дом Юрьевича | арх. Лев Влодек                                                                         | начало XX века                      | Преображенская, 38                           | Архитектура и градостроительство             | 24-Од          |
| Доходный дом Лившица | арх. Семён Ландесман                                                                    | 1910 год                            | Преображенская, 62                           | Архитектура и градостроительство             | 25-Од          |
| Дом Ягницкого, гостиница «Парижская» | арх. Франческо Боффо                                                                    | 1835 год                            | Пушкинская, 6 угол Дерибасовской, 7          | Архитектура и градостроительство             | 26-Од          |
| Общество взаимного кредита | арх. Александр Бернардацци                                                              | 1903 год                            | Пушкинская, 10 угол Греческой, 18            | Архитектура и градостроительство             | 27-Од          |
| Дом Сикарда («Отель дю норд») |                                                                                         | 1821 год                            | Пушкинская, 13                               | Архитектура и градостроительство             | 28-Од          |
| Отель «Бристоль» Отель «Красная», где жили: - в январе 1926 года великий американский писатель Теодор Драйзер; - в 1929 году французский писатель Анри Барбюс; - в 1940 году итальянский писатель Джованни Джермането; - 22—25 мая 1941 года немецкий писатель Вилли Бредель; - 8—21 октября 1935 года немецкий писатель-антифашист Фридрих Вольф; - в 1925 году поэт Демьян Бедный | арх. Александр Бернардацци                                                              | 1898-1899 годы                      | Пушкинская, 10 угол Бунина, 14               | - Архитектура и градостроительство - История | 29-Од          |
| Дом Шретера | арх. Вильгельм Кабиольский, Г. Н. Шретер                                                | 1910-1911 годы                      | Пушкинская, 33                               | Архитектура и градостроительство             | 30-Од          |
| Российско-Азиатский банк |                                                                                         | 1911 год                            | Ришельевская, 8                              | Архитектура и градостроительство             | 31-Од          |
| Доходный дом Гринберга | арх. Моисей Линецкий                                                                    | 1902 год                            | Жуковского, 19 угол Ришельевской, 24         | Архитектура и градостроительство             | 32-Од          |
| Дом Руссова | арх. Вильгельм Шмид, Леонид Чернигов                                                    | 1897-1898 годы                      | Садовая, 21                                  | Архитектура и градостроительство             | 34-Од          |
| Здание Спасо-Преображенского Кафедрального Собора, где похоронены выдающиеся люди города Одессы Южного региона Украины — князяВоронцова Михаила Семеновича] Елизавета Ксаверьевна \| Воронцову Елизавету Ксаверовну |                                                                                         | 1880 год перезахоронения — 2005 год | Соборная площадь, 3                          | - История                                    | 35-Од          |
| Дом экономического общества офицеров Одесского округа и гарнизонное собрание | арх. Т. А. Янчис                                                                        | 1908—1909 годы                      | Спиридоновская, 1/3                          | Архитектура и градостроительство             | 36-Од          |
| | арх. Файвиш Троупянский                                                                 | 1912—1914 годы                      | Троицкая, 43а                                | Архитектура и градостроительство             | 37-Од          |
| Концертный зал «Унион», Общество взаимной помощи приказчиков-евреев, где 6—9 декабря 1911 проходили авторские концерты композитора Александра Скрябина; −19 марта 1925 года на литературном вечере выступали поэты Михаил Светлов и Михаил Голодный, писатель Алексей Югов] | арх. Файвиш Троупянский                                                                 | 1901-1902 годы                      | Троицкая, 43                                 | - Архитектура и градостроительство - История | 38-Од          |
| Доходный дом |                                                                                         | конец XIX века                      | Богдана Хмельницкого, 3                      | Архитектура и градостроительство             | 39-Од          |
| Ресторан «Варьете» (во дворе) |                                                                                         | 1912—1913 годы                      | Переулок Чайковского, 12                     | - Архитектура и градостроительство           | 40-Од          |
| Особняк Гансевича |                                                                                         | 1903 год                            | Черноморская, 1                              | Архитектура и градостроительство             | 41-Од          |

### Приказ Министерства культуры и туризма Украины от 27 августа 2007 года (№ 983/0/16-07)
| Название достопримечательности | Автор                                         | Датирование           | Адрес                                     | Вид достопримечательности                    | Охранный номер |
| --- | --------------------------------------------- | --------------------- | ----------------------------------------- | -------------------------------------------- | -------------- |
| Особняк (Музей современного искусства Одессы) | арх. Юрий Дмитренко                           | 1906 год              | Леонтовича, 5                             | - Архитектура и градостроительство           | 41-Од          |
| Амбулатория | арх. Фёдор Нестурх                            | 1911 год              | Леонтовича, 11                            | - Архитектура и градостроительство           | 42-Од          |
| Особняк Новикова, коммерческое собрание (Одесский историко-краеведческий музей) | арх. Феликс Гонсиоровский                     | 1876 год              | Гаванна, 4                                | Архитектура и градостроительство             | 43-Од          |
| Дом Фальц-Фейна | арх. Лев Влодек, Семён Ландесман              | 1899 год              | Гоголя, 5                                 | Архитектура и градостроительство             | 44-Од          |
| Дом Кредитного общества (комплекс отдыха Ministerium) | арх. Артур&Ликс                               | 1881 год              | Гоголя, 12                                | Архитектура и градостроительство             | 45-Од          |
| Пивзавод Шпирта | арх. Бронислав Бауэр, Карл Абт                | 1910 год              | Дальницкая, 50/21                         | Архитектура и градостроительство             | 46-Од          |
| Особняк Шпенцера | арх. Адольф Минкус                            | 1912 год              | Веры Инбер, 1                             | Архитектура и градостроительство             | 47-Од          |
| Госпиталь (Украинский медицинский центр матери и ребёнка) | инж. Николай Лишин, Михаил Лишин              | 1893 год              | Итальянский бульвар, 7 угол Мариинской, 2 | Архитектура и градостроительство             | 48-Од          |
| Административное сооружение (Одесский дом профсоюзов) | арх. Генрих Топуз, Л. Н. Павловская           | 1958 год              | Куликовое Поле, 1                         | Архитектура и градостроительство             | 49-Од          |
| Водолечебница Исаковича и Люлькимахера (Одесский центр медицинской реабилитации и санаторного лечения) | арх. Моисей Линецкий                          | 1912 год              | Лермонтовский переулок, 2                 | Архитектура и градостроительство             | 50-Од          |
| Институт курортологии (Украинский научно-исследовательский институт медицинской реабилитации и курортологии) | арх. Фёдор Троупянский                        | 1936 год              | Лермонтовский переулок, 6                 | Архитектура и градостроительство             | 51-Од          |
| Дача Маразли | арх. Феликс Гонсиоровский                     | 1980-е годы           | Лидерсовский бульвар, 13                  | Архитектура и градостроительство             | 52-Од          |
| Особняк Фабрицкого | арх. Феликс Гонсиоровский                     | 1980-е годы           | Лидерсовский бульвар, 13к1                | Архитектура и градостроительство             | 53-Од          |
| Одесский академический театр музыкальной комедии им. М. Водяного | арх. Генрих Топуз, инж. А. И. Любовский       | 1981 год              | Пантелеймоновская, 3                      | Архитектура и градостроительство             | 54-Од          |
| Дом земской управы; историческое место на территории бывшей тюрьмы (ныне Комендатура военных сообщений железнодорожного участка, станции и аэропорта Одесса), где в 1879 году были заключены Народная воля народовольцы Лизогуб Дмитрий Андреевич Дмитрий Лизогуб , Иосиф Давиденко, Сергей Чубаров; — в 1882 году были казнены Степан Халтурин и Николай Желваков. В 1905 году в этом здании состоялось заседание Пленума Совета рабочих депутатов Городского района. | арх. Николай Толвинский                       | 1898—1899 годы        | Пантелеймоновская, 17                     | Архитектура и градостроительство История     | 55-Од          |
| Бессарабско-Таврический банк | арх. Семён Ландесман                          | 1900 год              | Пастера, 25                               | Архитектура и градостроительство             | 56-Од          |
| Коммерческое училище (Одесский государственный экономический институт), в котором в августе 1941 года содержался штаб 2-го полка морской пехоты; в 1907—1910 годах учился писатель Л. Никулин; в 1950—1954 годах учился акад. АН УССР П. И. Багрей | арх. Феликс Гонсиоровский                     | 1876—1877 годы        | Преображенская, 8                         | Архитектура и градостроительство История     | 57-Од          |
| Производственные корпуса | арх. Леонид Чернигов                          | 1920-е годы           | Прохоровская, 45                          | Архитектура и градостроительство             | 58-Од          |
| Отель «Биржа» | арх. Василий Сгибнев, Вильгельм Кабиольский   | 1887 год, 1896 год    | Пушкинская, 14                            | Архитектура и градостроительство             | 59-Од          |
| Здание Одесского отделения Российско-американской резиновой мануфактуры «Треугольник» (бизнес-центр Пушкинский), в которой работал учёный, украинский писатель Лесь Гомин | арх. Владимир Кундерт, Христиан Бейтельсбахер | 1910 год              | Пушкинская, 32                            | - Архитектура и градостроительство - История | 60-Од          |
| Жилой дом | арх. Каэтан Даллаква                          | 1-я половина XIX века | Ришельевская, 27                          | - Архитектура и градостроительство           | 61-Од          |
| Мавританская арка | арх. Вильгельм Шмид                           | начало XX век         | Французский бульвар, 17                   | - Архитектура и градостроительство\|         | 62-Од          |
| Ботанический сад и корпус (2 постройки) |                                               | конец XIX век         | Французский бульвар, 48/50                |                                              | 63-Од          |
| Здание института глазных болезней (Больница Филатова), где работали академики Академии медицинских наук СССР, Герои Социалистического Труда Владимир Петрович Филатов и Надежда Александровна Пучковская | арх. Моисей Кац, Л. Кордонский, М. Шлифер     | 1939 год              | Французский бульвар, 49/51                | - Архитектура и градостроительство - История | 64-Од          |
| Здание санатория имени Дзержинский Феликс Эдмундович, Дзержинского (санаторий «Одесса»), где формировались партизанские группы во главе с Молодцов Владимир Александрович Владимиром Александровичем Молодцовым (Бадаевым)] | арх. Александр Дубинин                        | 1920-е годы           | Французский бульвар, 52                   | Архитектура и градостроительство История     | 65-Од          |

### Приказ Министерства культуры и туризма Украины от 20 июня 2008 года (№ 728/0/16-08)
| Название достопримечательности | Автор                                                                                            | Датирование | Адрес | Вид достопримечательности                                                           | Охранный номер |
| --- | ------------------------------------------------------------------------------------------------ | --- | --- | ----------------------------------------------------------------------------------- | -------------- |
| Дом, в котором жили: — Кац Адам Захарович — украинский живописец; — Буше Иван Семенович — украинский переводчик |                                                                                                  | 1923—1941 годы 1944—1979 годы | Асташкина, 3 | История                                                                             | 66-Од          |
| Доходный дом Рыбака |                                                                                                  | конец XIX века | Асташкина, 9 | Архитектура и градостроительство                                                    | 67-Од          |
| Доходный дом |                                                                                                  | конец XIX века | Асташкина, 15 | - Архитектура и градостроительство                                                  | 68-Од          |
| Дом, в котором родился и жил Донской Марк Семенович — советский кинорежиссёр, народный артист СССР |                                                                                                  | 1901—1918 годы | Асташкина, 17 | История                                                                             | 69-Од          |
| Дом Когановских дешевых квартир в котором жил Козачинский Александр Владимирович — одесский писатель | арх. Альберт Шейнс                                                                               | 1890-е годы | Базарная, 3 | - Архитектура и градостроительство - История                                        | 70-Од          |
| Дом в котором родились: Катаев Валентин Петрович, Петров (Катаев) Евгений Петрович — писатели | арх. Генрих Оттон                                                                                | 1887 год (построен), 1897 год, 1902 год | Базарная, 4 | История                                                                             | 71-Од          |
| Комплекс жилых домов Мироненко, в котором в 1900—1925 годах жила Бать Лидия Григорьевна — писательница, критик, переводчик |                                                                                                  | | |                                                                                     | 72-Од          |
| Жилой дом |                                                                                                  | II половина XIX века 1900—1925 годы | Базарная, 7 | - Архитектура и градостроительство - История                                        | 72/1-Од        |
| Жилой дом |                                                                                                  | II половина XIX века 1900—1925 годы | Базарная, 7 | - Архитектура и градостроительство - История                                        | 72/2-Од        |
| Жилой дом |                                                                                                  | II половина XIX века 1900—1925 годы | Базарная, 7 | - Архитектура и градостроительство - История                                        | 72/3-Од        |
| Забор |                                                                                                  | II половина XIX века | Базарная, 7 | - Архитектура и градостроительство                                                  | 72/4-Од        |
| Доходный дом Сташевских в котором жил Архоров Владимир Иванович физик, академик АН УССР | арх. Илья Крестинский                                                                            | 1897—1898 годы, 1907—1925 годы | Базарная, 13 | - Архитектура и градостроительство - История                                        | 73-Од          |
| Доходный дом Политаки | арх. Павел Заварзин, Дмитрий Климов, Михаил Коган (перестройка)                                  | 1887 год, 1902 год | Базарная, 18 | - Архитектура и градостроительство                                                  | 74-Од          |
| Доходный дом Курбатова | арх. Семен Ландесман                                                                             | 1890 год | Базарная, 24 | - Архитектура и градостроительство                                                  | 75-Од          |
| Доходный дом Штрекенбаха | арх. Весселли Л. И.                                                                              | 1899 год | Базарная, 25 | - Архитектура и градостроительство                                                  | 76-Од          |
| Доходный дом Шварца |                                                                                                  | конец XIX века | | Базарная, 26 - Архитектура и градостроительство                                     | 77-Од          |
| Доходный дом Файнштейна |                                                                                                  | 1897 год | Базарная, 27 | Архитектура и градостроительство                                                    | 78-Од          |
| Доходный дом Файнштейна | арх. Семен Ландесман                                                                             | 1893 год | Базарная, 29; угол Осипова, 29 | Архитектура и градостроительство                                                    | 79-Од          |
| Особняк Гейзеля |                                                                                                  | середина XIX века | Базарная, 31 | Архитектура и градостроительство                                                    | 80-Од          |
| Доходный дом Гелеловича | арх. Яков Пономаренко                                                                            | 1900 год | Базарная, 33 | Архитектура и градостроительство                                                    | 81-Од          |
| Дом Еврейского общества |                                                                                                  | 1830-е годы | Базарная, 35 | Архитектура и градостроительство                                                    | 82-Од          |
| Жилой дом Зайченко |                                                                                                  | 1840-е годы | Пушкинская, 55 угол Базарной, 37 | - Архитектура и градостроительство                                                  | 83-Од          |
| Жилой дом Горичева, в котором: — родился Багрицкий Эдуард Георгиевич — поэт; — жил Лизогуб Дмитрий Андреевич — революционер-народноволец |                                                                                                  | 1840-е годы | Базарная, 40 угол Осипова, 27 | Архитектура и градостроительство История                                            | 84-Од          |
| Доходный дом Минца |                                                                                                  | 1870-е годы | Базарная, 41 | - Архитектура и градостроительство                                                  | 85-Од          |
| Доходный дом Розенблата | арх. Феликс Колович                                                                              | 1874 год | Ришельевская, 43 угол Базарной, 45 | - Архитектура и градостроительство                                                  | 86-Од          |
| Доходный дом Хаджи | арх. Лев Влодек                                                                                  | 1901 год | Базарная, 47 угол Ришельевской, 52 | - Архитектура и градостроительство                                                  | 87-Од          |
| Доходный дом Севастопуло |                                                                                                  | начало XX века | Базарная, 48 | - Архитектура и градостроительство                                                  | 88-Од          |
| Доходный дом Черкесских | арх. Лев Влодек                                                                                  | 1890-е годы | Базарная, 49 | - Архитектура и градостроительство                                                  | 89-Од          |
| Доходный дом Гальперина | арх. Маврикий Рейнгерц                                                                           | 1894 год | Базарная, 52 | - Архитектура и градостроительство                                                  | 90-Од          |
| Дом, где жил Лернер Николай Осипович — писатель, профессор |                                                                                                  | 1877—1901 годы | Базарная, 51/53 | - История                                                                           | 91-Од          |
| Доходный дом Вайнгурта | арх. Демосфен Мазыров                                                                            | 1892 год | Екатерининская, 64 угол Базарной, 55 | - Архитектура и градостроительство                                                  | 92-Од          |
| Жилой дом Цаузмера | арх. Павел Заварзин                                                                              | 1883 год | Базарная, 56 | - Архитектура и градостроительство                                                  | 93-Од          |
| Доходный дом Барского |                                                                                                  | 1870-е годы | Базарная, 57 | - Архитектура и градостроительство                                                  | 94-Од          |
| Дом торговых рядов | арх. Иван Козлов, Осип Колович                                                                   | 1842 год | переулок Ониловой, 19 угол Базарной, 59                                                                                                  | - Архитектура и градостроительство                                                  | 95-Од          |
| Здание Греческого училища |                                                                                                  | 1875-е годы | Базарная, 74 угол Ришельевской, 50 | Архитектура и градостроительство                                                    | 96-Од          |
| Жилой дом Байша |                                                                                                  | середина XIX века | Базарная, 76 | Архитектура и градостроительство                                                    | 97-Од          |
| Доходный дом Розена, в котором жил Айсберг Илья Семенович]— композитор, пианист, педагог и музыкальный писатель | арх. Демосфен Мазыров                                                                            | 1893 год 1868—1887 годы | Базарная, 80 угол Екатерининской, 65 | - Архитектура и градостроительство - История                                        | 98-Од          |
| Жилой дом Черепенникова | арх. Джорджо Торричелли                                                                          | 1830—1832 годы | Базарная, 89 | Архитектура и градостроительство                                                    | 99-Од          |
| Дом, в котором жил Деготь Владимир Александрович — один из организаторов «Иностранной коллегии» |                                                                                                  | 1918—1919 годы | Базарная, 93 | История                                                                             | 100-Од         |
| Доходный дом Фролова | арх. Лев Влодек                                                                                  | 1892 год | Базарная, 94 угол Преображенской, 55 | Архитектура и градостроительство                                                    | 101-Од         |
| Дом, в котором жил Зильберштейн Илья Самойлович — литературовед и искусствовед, лауреат Государственных премий СССР, Герой Социалистического труда, профессор |                                                                                                  | 1905—1921 годы | Базарная, 102 | История                                                                             | 102-Од         |
| Жилой дом | арх. Николай Толвинский                                                                          | 1895 год | Базарная, 110 | Архитектура и градостроительство                                                    | 103-Од         |
| |                                                                                                  | Леонтовича, 2 от Успенской до Базарной | |                                                                                     | 104-Од         |
| Богадельня (Областной очный госпиталь инвалидов ВОВ) | арх. Франц Моранди                                                                               | 1849—1852 годы | Леонтовича, 2 угол Успенской, 3 | Архитектура и градостроительство                                                    | 104/1-Од       |
| Скорбящая церковь (Храм Иконы Пресвятой Богородицы Всех Скорбящих Радость) | арх. Александр Шашин                                                                             | 1868 год | Базарная, 2а | Архитектура и градостроительство                                                    | 104/2-Од       |
| Жилой дом | арх. Викентий Прохаска                                                                           | 1911 год | Леонтовича, 14 | Архитектура и градостроительство                                                    | 105-Од         |
| Доходный дом Ганелина | арх. Маврикий Рейнгерц                                                                           | 1890-е годы | Коблевская, 20 угол переулка Вильгельма Габсбурга, 2                                                                                     | Архитектура и градостроительство                                                    | 106-Од         |
| Жилой дом, в котором жил Зак Яков Израилевич — пианист, народный артист СССР, профессор |                                                                                                  | середина XIX века 1913—1932 годы | переулок Вильгельма Габсбурга, 3 — Конная, 30                                                                                            | Архитектура и градостроительство История                                            | 107-Од         |
| Доходный дом Станкова |                                                                                                  | начало XX века | переулок Вильгельма Габсбурга, 4 | Архитектура и градостроительство                                                    | 108-Од         |
| Доходный дом Домбровского |                                                                                                  | конец XIX века | переулок Вильгельма Габсбурга, 6 | Архитектура и градостроительство                                                    | 109-Од         |
| Доходный дом Домбровского |                                                                                                  | начало XX века | Нежинская, 7 угол переулка Вильгельма Габсбурга, 8                                                                                       | Архитектура и градостроительство                                                    | 110-Од         |
| Мост Коцебу (Полицейский) | арх. Семен Ландесман инж. Эдмонд Гаррис                                                          | 1889—1890 годы | Бунина | Архитектура и градостроительство                                                    | 111-Од         |
| Жилой дом Панченко | арх. Франц Моранди, Александр Шашин Генрих Лонский — перестройка                                 | 2-я половина XIX века перестройка — 1880-е годы | Бунина, 3 | Архитектура и градостроительство                                                    | 112-Од         |
| Доходный дом Ганзена | арх. Иван Яценко                                                                                 | 2-я половина XIX века | Бунина, 4 | Архитектура и градостроительство                                                    | 113-Од         |
| Доходный дом Новикова в котором в 1926—1936 годах жил и работал Шовкуненко Алексей Алексеевич — художник | арх. Феликс Гонсиоровский                                                                        | 1891 год; 1926—1936 годы | Бунина, 8 | - Архитектура и градостроительство - История                                        | 114-Од         |
| Жилой дом |                                                                                                  | 1895—1896 годы | Бунина, 16 | - Архитектура и градостроительство                                                  | 115-Од         |
| Доходный дом Тарасевича | арх. Фридрих Кюнер                                                                               | 1912 год | Бунина, 17 | - Архитектура и градостроительство                                                  | 116-Од         |
| Здание Католической школы (Одесский научно-исследовательский институт связи) | арх. Каэтан Даллаква                                                                             | 1849 год | Бунина, 23 | - Архитектура и градостроительство                                                  | 117-Од         |
| Жилой дом Кумбари, где жили: — Давид Фёдорович Ойстрах — скрипач; — Аветик Саакович Исаакян — армянский поэт | арх. Джовании Фрапольли                                                                          | 1825 год 1908—1932 годы 1898 год | Бунина, 24 угол Екатерининской, 29 | Архитектура и градостроительство История                                            | 118-Од         |
| Дом Миловановой (гостиница «Берлин») | арх. Франческо Боффо, Жабокрицкий С. С.                                                          | 1837 год 1951 год | Бунина, 30 | Архитектура и градостроительство                                                    | 119-Од         |
| Доходный дом Рауша |                                                                                                  | конец XIX века | Бунина, 33 | Архитектура и градостроительство                                                    | 120-Од         |
| Дом Буша |                                                                                                  | 1-я половина XIX века | Бунина, 38 уголВицеадмирала Жукова, 27                                                                                                   | Архитектура и градостроительство                                                    | 121-Од         |
| Жилой дом Мартыновой, где в 1917 году находился одесский комитет РСДРП(б) |                                                                                                  | середина XIX века 1917 год | Бунина, 39 | Архитектура и градостроительство История                                            | 122-Од         |
| Доходный дом Ландесмана | арх. Вильгельм Кабиольский                                                                       | конец XIX века | Бунина, 40 | Архитектура и градостроительство                                                    | 123-Од         |
| Дом, в котором работал Скроцкий Аркадий Иванович — профессор |                                                                                                  | 1908—1954 годы | Валиховский переулок, 5 | История                                                                             | 124-Од         |
| Дом родильного приюта (Валиховская богадельня), в котором работал Коровицкий Леонид Константинович — заслуженный деятель науки УССР инфекционист, профессор | арх. Иван Яценко                                                                                 | конец XIX века 1949—1968 годы | Валиховский переулок, 6 | Архитектура и градостроительство История                                            | 125-Од         |
| Комплекс станции скорой медицинской помощи |                                                                                                  | | Валиховский переулок, 8 — 10 |                                                                                     | 126-Од         |
| 1-й корпус станции скорой помощи, где была основана профессором Бардахом Яковом Юльевичем на средства графа Михаила Михайловича Толстого первая в России станция скорой помощи | арх. Федор Нестурх                                                                               | 1903 год 1903—1905 годы | Валиховский переулок, 8 | Архитектура и градостроительство История                                            | 126/1-Од       |
| 2-й корпус станции скорой помощи, где была основана профессором Бардахом Яковом Юльевичем на средства графа Михаила Михайловича Толстого первая в России станция скорой помощи | арх. Федор Нестурх                                                                               | 1903 год 1903—1905 годы | Валиховский переулок, 10 | Архитектура и градостроительство История                                            | 126/2-Од       |
| Здание женского еврейского профессионального училища | арх. Маврикий Рейнгерц                                                                           | 1891 год | Большая Арнаутская, 3 | Архитектура и градостроительство                                                    | 127-Од         |
| Доходный дом Верготе | арх. Иван Яценко                                                                                 | 1887 год | Канатная, 58 угол Великой Арнаутской, 6                                                                                                  | Архитектура и градостроительство                                                    | 128-Од         |
| Доходный дом | арх. Адольф Минкус                                                                               | 1906—1908 годы | Большая Арнаутская, 10 | Архитектура и градостроительство                                                    | 129-Од         |
| Доходный дом Михелевича | арх. Адольф Минкус                                                                               | 1904—1906 годы | Большая Арнаутская, 14 | Архитектура и градостроительство                                                    | 130-Од         |
| Доходный дом Теперь | арх. Адольф Минкус                                                                               | 1906—1908 годы | Большая Арнаутская, 16 | Архитектура и градостроительство                                                    | 131-Од         |
| Доходный дом Бернштейна | арх. Александр Бернардацци                                                                       | 1900-е годы | Большая Арнаутская, 24 | Архитектура и градостроительство                                                    | 132-Од         |
| Доходный дом Шполянского | арх. Александр Бернардацци                                                                       | 1894 год | Большая Арнаутская, 32 угол Пушкинской, 61                                                                                               | Архитектура и градостроительство                                                    | 134-Од         |
| Жилой дом | арх. Константин Попов                                                                            | 1891 год | Большая Арнаутская, 47 | Архитектура и градостроительство                                                    | 135-Од         |
| Жилой дом Шифмана |                                                                                                  | 1-я половина XIX века | Большая Арнаутская, 52 угол Екатерининской, 79                                                                                           | - Архитектура и градостроительство                                                  | 136-Од         |
| Жилой дом |                                                                                                  | середина XIX века | Большая Арнаутская, 55; угол Ришельевской, 53                                                                                            | Архитектура и градостроительство                                                    | 137-Од         |
| Жилой дом Зонштейна | арх. Лев Влодек                                                                                  | 1881 год | Большая Арнаутская, 57; уголРишельевской, 62                                                                                             | - Архитектура и градостроительство                                                  | 138-Од         |
| Доходный дом Шумбройта |                                                                                                  | 1903 год | Большая Арнаутская, 58 | - Архитектура и градостроительство                                                  | 139-Од         |
| Жилой дом |                                                                                                  | 2-я половина XIX века | Большая Арнаутская, 59 | Архитектура и градостроительство                                                    | 140-Од         |
| Здание торговых рядов Яловикова (Одесское профессиональное училище железнодорожного транспорта и строительства) | арх. Джорджо Торричелли                                                                          | 1836 год | Большая Арнаутская, 68 | Архитектура и градостроительство                                                    | 141-Од         |
| Доходный дом Клеймана, в котором жила Герой Советского Союза, участница обороны городов Одессы и Севастополя в годы Великой Отечественной войны | арх. Иван Мальгерб                                                                               | 1891 год 1936—1941 годы | Большая Арнаутская, 80 | - Архитектура и градостроительство - История                                        | 142-Од         |
| Доходный дом Шапиро | арх. Иван Мальгерб                                                                               | 1891 год | Большая Арнаутская, 84 | - Архитектура и градостроительство                                                  | 143-Од         |
| Доходный дом |                                                                                                  | 2-я половина XIX века | Большая Арнаутская, 91 | - Архитектура и градостроительство                                                  | 144-Од         |
| Доходный дом | конец XIX века                                                                                   | Большая Арнаутская, 95 | - Архитектура и градостроительство |                                                                                     | 145-Од         |
| Доходный дом | арх. Арнольд Гольцврум                                                                           | 1913 год | Большая Арнаутская, 99 угол Преображенской, 86                                                                                           | - Архитектура и градостроительство                                                  | 146-Од         |
| Жилой дом | арх. Николай Шаповаленко, Адольф Минкус                                                          | 1935—1936 годы | Веры Холодной площадь, 3 | - Архитектура и градостроительство                                                  | 147-Од         |
| Доходный дом Бистаня, в котором: - жил и работал художник, заслуженный деятель искусств УССР, профессор; - жил Собольщиков-Самарин Николай Иванович — театральный режиссёр, народный артист РСФСР | арх. Демосфен Мазыров                                                                            | 1887-1888 годы 1911—1941 годы 1917—1924 годы | Вицеадмирала Жукова, 4 | - Архитектура и градостроительство - История                                        | 148-Од         |
| Здание греческого общества (Клуб «Омония») в котором жил: - Гаврило Жуков — вицеадмирал, командующий Одесским оборонным районом; - Владимир Татищев — театральный режиссёр, организатор и первый художественный руководитель театра «Красный факел» | арх. Моисей Линецкий                                                                             | 1913 год 1954—1957 годы | Вицеадмирала Жукова, 9 | - Архитектура и градостроительство - История                                        | 149-Од         |
| Доходный дом Фридерикса-Маразли | арх. Эдуард Меснер                                                                               | 1913 год | Вицеадмирала Жукова, 25 | - Архитектура и градостроительство                                                  | 150-Од         |
| Доходный дом Наума | арх. Арон Панпулов                                                                               | начало XX века | Военный Спуск, 3 | Архитектура и градостроительство                                                    | 151-Од         |
| Дом, где в 1918—1919 годы находился подпольный комитет портовиков | инж. Моисей Сталь                                                                                | 1918—1919 годы | Военный Спуск, 8 | История                                                                             | 152-Од         |
| Жилой дом Чижевича | арх. Брунс В. Г.                                                                                 | середина XIX века | Военный Спуск, 18 | Архитектура и градостроительство                                                    | 153-Од         |
| Здания служебных корпусов в составе ансамбля Воронцовского дворца | арх. Франческо Боффо                                                                             | | Воронцовский переулок, 2— восточный склон Военной балки                                                                                  |                                                                                     | 154-Од         |
| Тыльное здание (кухонный корпус) | арх. Франческо Боффо                                                                             | 1826—1829 годы | Воронцовский переулок, 2 — восточный склон Военной балки                                                                                 | Архитектура и градостроительство                                                    | 154/1-Од       |
| Правооборотное здание | арх. Франческо Боффо                                                                             | 1826—1829 годы | Воронцовский переулок, 2 — восточный склон Военной балки                                                                                 | Архитектура и градостроительство                                                    | 154/2-Од       |
| Левооборотное здание, в котором жил и работал гистолог и морфолог Третьяков Дмитрий Константинович | арх. Франческо Боффо                                                                             | 1826—1829 годы 1920—1941 годы | Воронцовский переулок, 2 — восточный склон Военной балки                                                                                 | Архитектура и градостроительство История                                            | 154/3-Од       |
| Особняк Вассаля | арх. Джорджо Торричелли                                                                          | 1845 год | Воронцовский переулок, 7 | Архитектура и градостроительство                                                    | 155-Од         |
| Дом, в котором жил: — механик, ректор Новороссийского университета, профессор Лигин Валерьян Николаевич; — кинорежиссёр, оператор, журналист и сценарист, Герой Социалистического Труда, народный артист СССР Кармен Роман Лазаревич | арх. Дмитрий Климов                                                                              | 1887 год 1887—1895 годы 1918—1923 годы | Воронцовский переулок, 8 | - История                                                                           | 156-Од         |
| Отличительное место, где находилась усадьба Феликса де Рибаса, генерального консула Королевства Обеих Сицилий, в честь которого названа улица Дерибасовская, который подарил городу парк «Городской сад» (сохранился двухэтажный флигель) | арх. Каетон Доллаква                                                                             | 1796 год | Гаванна, 1 справа от ворот | - История                                                                           | 157-Од         |
| Доходный дом Вассаля и флигель в каком: - размещался первый в Одессе шахматно-шашечный клуб; - 3 января состоялось первое заседание Одесских врачей и размещалась первая в России бесплатная больница для прихожих больных; - содержалось одно из первых автомобильных обществ России Сергия Уточкина и библиотека общества; - жил организатор советского торгового флота Богуш Ф. С.; - жил первый начальник ЧМП Кремлянский М. А. | арх. Эдуард Меснер инж. Христиан Скведер                                                         | начало XX века 1835 год 1850 год 1880—1917 годы 1920—1924 годы 1920—1938 годы | Гаванна, 3, 5-а | - Архитектура и градостроительство - История                                        | 158-Од         |
| Римо-Католический Костел Святого Апостола Петра | инж. Весселли Л. И.                                                                              | 1913 год | Гаванна, 5 | - Архитектура и градостроительство                                                  | 159-Од         |
| Дом, где жил и работал флорист-систематик, геоботаник и путешественник Альбов Николай Михайлович | арх. Феликс Гонсиоровский                                                                        | 1885—1896 годы | Гаванна, 6 (левоворотный флигель во дворе)                                                                                               | История                                                                             | 160-Од         |
| Дом, принадлежавший губернатору Луи Александру Андро де Ланжерону участнику русско-турецких войн, герою Отечественной войны 1812 года, «Южный обзор» (редактор — Николай Цакни) | арх. Дмитрий Климов                                                                              | 1825-1830 годы 1900 год | Гаванна, 9 | История                                                                             | 161-Од         |
| Жилой дом, в котором жил и работал поэт Семен Кирсанов | арх. Демосфен Мазыров                                                                            | XIX век 1906—1926 годы | Гаванна, 10 | - Архитектура и градостроительство - История                                        | 162-Од         |
| Жилой дом Сегаля, в котором содержалась редакция Одесского журнала «Крокодил», в котором сотрудничали писатели-сатирики Ефим Давидович Зозуля и Эмиль Кроткий | арх. Яков Пономаренко                                                                            | конец XIX века 1911—1912 годы | Гаванна, 11 | - Архитектура и градостроительство - История                                        | 163-Од         |
| Дом, в котором жил учёный-физик Николай Дмитриевич Папалекси |                                                                                                  | 1918—1922 годы | Гаванна, 12 | - История                                                                           | 164-Од         |
| Доходный дом |                                                                                                  | конец XIX века | Гимназическая, 9 | - Архитектура и градостроительство                                                  | 165-Од         |
| Жилой дом |                                                                                                  | начало XX века | Гимназическая, 17 | - Архитектура и градостроительство                                                  | 166-Од         |
| Жилой дом |                                                                                                  | 1-я половина XIX века | Гимназическая, 23 | Архитектура и градостроительство                                                    | 167-Од         |
| Дом, в котором жил генерал-лейтенант, Герой русского Союза Рослий И. П. |                                                                                                  | 1968—1980 годы | Гоголя, ⅓ | История                                                                             | 168-Од         |
| Ансамбль дворца Бжозовского («Шахского») | арх. Феликс Гонсиоровский                                                                        | | Гоголя, 2 |                                                                                     | 169-Од         |
| Дворец | арх. Феликс Гонсиоровский                                                                        | 1851—1852 годы | Гоголя, 2 | - Архитектура и градостроительство                                                  | 169/1-Од       |
| Службы | арх. Феликс Гонсиоровский                                                                        | 1851—1852 годы | Гоголя, 2 | (Архитектура и градостроительство                                                   | 169/2-Од       |
| Приватническая | арх. Феликс Гонсиоровский                                                                        | 1851—1852 годы | Гоголя, 2 | Архитектура и градостроительство                                                    | 169/3-Од       |
| Жилой дом Вальтуха, в котором жил учёный-судостроитель Чарльз Кларк | арх. Феликс Гонсиоровский                                                                        | 1878 год 1918—1925 годы | Гоголя, 6 | Архитектура и градостроительство История                                            | 170-Од         |
| Доходный дом Фальц-Фейна | арх. Лев Влодек, Семен Ландесман                                                                 | 1900-1901 годы | Гоголя, 7 | Архитектура и градостроительство                                                    | 171-Од         |
| Комплекс домов Оттона | инж. Круг И. И., арх. Оттон Л. Ц.                                                                | | Гоголя ул., 8— угол Некрасова пер. |                                                                                     | 172-Од         |
| Жилой дом | инж. Круг И. И., арх. Оттон Л. Ц.                                                                | | Гоголя ул., 8-угол Некрасова пер. (Казарменого)                                                                                          | Достопримечательность архитектуры и градостроительства                              | 172/1-Од       |
| Жилой дом | (инж. Круг И. И., арх. Оттон Л. Ц.)                                                              | 1810 год,1828 год | Гоголя ул., 8 | - Достопримечательность архитектуры и градостроительства                            | 172/2-Од       |
| Жилой дом Шемякина, в котором жили: - начало XX ст. — Филатов В. П. — учёный-офтальмолог, академик; - начало XX ст. — Головин С. С. — профессор-офтальмолог; - начало XX ст. — Шевалев Е. А. — учёный-психиатр; - начало XX ст. — Иванов И. И. — историк и литературный критик, профессор; - Агаронов А. М. — профессор | арх. Каэтан Даллаква, Шашин О. С.                                                                | сер. XIX ст. 1906—1954 годы | Гоголя ул., 9 | Архитектура и градостроительство История                                            | 173-Од         |
| Жилой дом Зарифи | арх. Черкунов Н. Н., Франц Моранди                                                               | | Гоголя ул., 10 угол Некрасова пер. (Казарменного), 1                                                                                     | - Достопримечательность архитектуры и градостроительства                            | 174-Од         |
| Жилой дом и флигель Трощинского, в котором жил: - Гоголь М. В. — русский писатель | арх. Каэтан Даллаква, Шашин О. С.                                                                | 1850—1851 годы | Гоголя ул., 11 | Архитектура и градостроительство История                                            | 175-Од         |
| Жилой дом и флигель Ковалевского, в котором жил Вериго Б. Ф. — физик, профессор | арх. Каэтан Даллаква, Шашин О. С.                                                                | 1846 год, кон. XIX ст. 1897—1925 годы | Гоголя ул., 13 | - Архитектура и градостроительство - История                                        | 176-Од         |
| Доходный дом Заблудовского с флигелем, в котором жил - Железняков А. Г. — герой гражданской войны | арх. Клейн П. У., Бронислав Бауэр                                                                | 1919 год | Гоголя ул., 14 | - Архитектура и градостроительство - История                                        | 177-Од         |
| Особняк Манук-Бея, в котором жил: - Гоголь М. В. — русский писатель | арх. Каэтан Даллаква, Шашин О. С.                                                                | 1845—1846 годы 1848 год | Гоголя ул., 15 | - Архитектура и градостроительство - История                                        | 178-Од         |
| Жилой дом Масса | арх. Феликс Гонсиоровский                                                                        | 1870—1880-е годы | Гоголя ул., 16 | - Достопримечательность архитектуры и градостроительства                            | 179-Од         |
| Жилой дом Машевского, в котором: - родился Коптюх А. И. — руководитель восстания на крейсере «Память Азовая» (1906). | арх. Феликс Гонсиоровский                                                                        | 1850—1860 годы 1886 год | Гоголя ул., 17 | - Архитектура и градостроительство - История                                        | 180-Од         |
| Особняк Обамелика | арх. Оттон Л. Ц., Каэтон Даллаква                                                                | сер. XIX ст. | Гоголя ул., 18 угол Маяковского пер. (Малого), 4                                                                                         | - Достопримечательность архитектуры и градостроительства                            | 181-Од         |
| Доходный дом Толстого | арх. Феликс Гонсиоровский                                                                        | 1880 год | Гоголя ул., 19 угол Сабанеева моста (Менделеева)                                                                                         | - Достопримечательность архитектуры и градостроительства                            | 182-Од         |
| Комплекс жилых домов фон-Деши | арх. Викентий Прохаска                                                                           | | Гоголя ул., 21 |                                                                                     | 183-Од         |
| Жилой дом | арх. Прохаско В. И.                                                                              | 1908—1909 годы | Гоголя ул., 21; угол Сабанеева моста (Менделеева), 5/7                                                                                   | Достопримечательность архитектуры и градостроительства                              | 183/1-Од       |
| Жилой дом, в котором жили: - начало XX ст. — Гуртовой Т. И. — дирижёр, народный артист; - Покатило В. Л. — хирург, профессор |                                                                                                  | 1870—1890 годы; 1920—1940 годы | Сабанеев мост (Менделеева), 5/7 (левоворотное сооружение)                                                                                | - Архитектура и градостроительство - История                                        | 183/2-Од       |
| Дом Вассала, в котором жили: - Освецимский В. И. — артист; - Старов Л. П. — артист; - Попов М. — невропатолог, профессор | арх. Александр Бернардацци                                                                       | II пол. XIX в.; 1893 год; 1941—1955 годы; 1955—1981 годы; 1903—1938 годы | Гоголя ул., 23 | Архитектура и градостроительство История                                            | 184-Од         |
| Доходный дом Канаки |                                                                                                  | кон. XIX ст. | Греческая ул. (К.Либкнехта), 7 | Достопримечательность архитектуры и градостроительства                              | 185-Од         |
| Жилой дом Штейнберга | арх. Каетон Доллаква                                                                             | 1856 год | Греческая ул. (К.Либкнехта), 9 | Достопримечательность архитектуры и градостроительства                              | 186-Од         |
| Жилой дом Константиновского в котором жили: - Главче Е. С. — учёный, профессор; - Левинсон Е. А. — архитектор, профессор |                                                                                                  | I пол. XIX ст. 1900—1919 годы 1916—1923 годы | Греческая ул. (К.Либкнехта), 12 | Архитектура и градостроительство История                                            | 187-Од         |
| Жилой дом Ремера | арх. Франческо Боффо                                                                             | 1835 год | Греческая ул. (К.Либкнехта), 14 | Достопримечательность архитектуры и градостроительства                              | 188-Од         |
| Доходный дом Маврокордато | арх. Феликс Гонсиоровский                                                                        | 1870-е годы | Греческая ул. (К. Либкнехта), 20 | Достопримечательность архитектуры и градостроительства                              | 189-Од         |
| Доходный дом Маврокордато | арх. Юрий Дмитренко                                                                              | 1900 год | Греческая ул. (К. Либкнехта), 21, угол Ришельевской (Ленина)                                                                             | Достопримечательность архитектуры и градостроительства                              | 190-Од         |
| Доходный дом Аглицкого | арх. Франческо Боффо, Демосфен Мазиров                                                           | 1830-е годы, кон. XIX ст. | Греческая ул. (К.Либкнехта), 22 | Достопримечательность архитектуры и градостроительства                              | 191-Од         |
| Дом Ржевуской | арх. Франческо Боффо                                                                             | 1832 год | Греческая ул. (К.Либкнехта), 23 | Достопримечательность архитектуры и градостроительства                              | 192-Од         |
| Доходный дом Клименко с магазинами | арх. Вильгельм Кабиольский                                                                       | 1890-е годы | Греческая ул. (К.Либкнехта), 30 | Достопримечательность архитектуры и градостроительства                              | 193-Од         |
| Жилой дом | арх. Джовании Фрапольли                                                                          | 1825 год | Греческая ул. (К. Либкнехта), 32 - угол Екатерининской (К. Маркса)                                                                       | Достопримечательность архитектуры и градостроительства                              | 194-Од         |
| Жилой дом Скулич | арх. Торичелли Г. И.                                                                             | 1840—1842 годы | Греческая ул. (К.Либкнехта), 33 | Достопримечательность архитектуры и градостроительства                              | 195-Од         |
| Жилой дом Филиппаки | арх. Франческо Боффо                                                                             | 1835 год | Греческая ул. (К. Либкнехта), 35 | Достопримечательность архитектуры и градостроительства                              | 196-Од         |
| Жилой дом Гершенкопа | арх. Адольф Минкус                                                                               | 1897—1898 годы | Греческая ул. (К.Либкнехта), 36 | Достопримечательность архитектуры и градостроительства                              | 197-Од         |
| Жилой дом | арх. Тандарин Б. И.                                                                              | 1938 год | Греческая ул. (К. Либкнехта), 37 | Достопримечательность архитектуры и градостроительства                              | 198-Од         |
| Здание гостиницы «Версаль», в котором в 1909 году жил украинский писатель Франко И. Я. | арх. Сценко И. Ф.                                                                                | 1894 год | Греческая ул. (К. Либкнехта), 42 угол Красного пер., 5                                                                                   | Архитектура и градостроительство История                                            | 199-Од         |
| Жилой дом в котором жил Жуков Г. В. — вице-адмирал, командующий Одесским оборонным районом | Фельдштейн В. Л.                                                                                 | 1954—1957 годы | Греческая ул. (К.Либкнехта), 43 угол Вице-адм. Железнодорожный пер. (Колодежного), 8                                                     | Архитектура и градостроительство История                                            | 200-Од         |
| Жилой дом Анатра, в котором жили: - начало XX ст. — Жуков Г. В. — вице-адмирал, командующий Одесским оборонным районом; - Татищев В. К. — театральный режиссёр, организатор и первый художественный руководитель театра «Красный факел», и. о. РСФСР | арх. Кюнер Ф. Э.                                                                                 | 1911 год | Греческая ул. (К. Либкнехта), 46 угол пл. Греческой (Мартиновского) и угол пер. Вице-адмирала Жукова (Колодежного), 9                    | Архитектура и градостроительство История                                            | 201-Од         |
| Здание Российского театра (Скетинг-ринг), в котором: — 16 января 1914 года. выступал Маяковский В. В. — русский поэт; — работал Астангов М. Ф. — актёр; -¦ 21 августа 1928 года. Булгаков М. А., русский писатель, читавший пьесу «Бег» — работал — актёр, народный артист УССР | архитектор Федор Троупянский                                                                     | 1910—1912 годы 1914 год 1927—1928 годы 1928 год 1936—1940 годы | Греческая ул. (К.Либкнехта), 48 угол пер. Вите-адм. Жукова (Колодежного)                                                                 | - Архитектура и градостроительство - История                                        | 202-Од         |
| Комплекс зданий литературно-артистического общества | арх. Моисей Линецкий                                                                             | | Греческая ул., 50 |                                                                                     | 203-Од         |
| Здание литературно-артистического общества | арх. Линецкий М. И.                                                                              | 1914—1916 годы | Греческая ул. (К.Либкнехта), 50 (правоворотное здание)                                                                                   | - Архитектура и градостроительство - История                                        | 203/1-Од       |
| Дом, в котором жили актёры: - Аркадьев А. И.; - Голубинский Д. М.; - Максимов А. М.; - Франко Д. Ф.; - Полежаев Г. Н. |                                                                                                  | 1914—1916 годы 1944—1953 годы 1944—1958 годы 1944—1953 годы 1944—1947 годы 1944—1953 годы | Греческая ул. (К. Либкнехта), 50 (левоворотное здание)                                                                                   | - Архитектура и градостроительство - История                                        | 203/2-Од       |
| Здание технологического института, в котором: - во время обороны г. Одессы находился отряд моряков-разведчиков Одесского оборонного района; - работал Мартыновский В. С. — учёный, профессор, ректор института холодильной промышленности | арх. Адольф Минкус                                                                               | 1936—1938 годы 1946—1977 годы | Дворянская ул. (Петра Великого), 1—3 угол Пастера (Херсонской) и Елисаветинской (Щепкина)                                                | - Архитектура и градостроительство - История                                        | 204-Од         |
| Здание Ришельевского лицея (Новороссийский университет), в котором: - начался и работал Заболотный Д. К. — академик, микробиолог и эпидемиолог, президент АН УССР; - рабочие связи приняли устав союза и провели избрание делегатов на съезд портовиков | арх. Шашин О. С.                                                                                 | 1852—1857 годы 1885—1891 годы 1905. | Дворянская ул. (Петра Великого), 2 угол Пастера (Херсонской) и Елисаветинской (Щепкина)                                                  | - Архитектура и градостроительство - История                                        | 205-Од         |
| Памятник студентам, преподавателям и сотрудникам, погибшим в годы Великой Отечественной войны, (ск. Давыдович Б., арх. Зорин М.) | арх. Франческо Боффо                                                                             | 1975 год | Дворянская ул. (Петра Великого), 2 — угол Пастера (Херсонской) и Елисаветинской                                                          | Достопримечательность монументального искусства                                     | 206-Од         |
| Памятник Ляпунову О. М. математику, механику, академику Петербургской АН | скульптор Ломыкина З. Д., архитектор Мусаров В. В.                                               | 1957 год | Дворянская ул. (Петра Великого), 2 — угол Пастера ('Херсонской') и Елисаветинской (двор)                                                 | Достопримечательность монументального искусства                                     | 207-Од         |
| Жилой дом | II пол. XIX ст.                                                                                  | II пол. XIX ст. | Дворянская ул. (Петра Великого), 5 | Достопримечательность архитектуры и градостроительства                              | 208-Од         |
| Доходный дом Шварца | арх. Кейнс А. К, арх. Зелинский Ц. Э.                                                            | 1887 год 1890-е годы | Дворянская ул. (Петра Великого), 8 - угол Садовой, 9                                                                                     | Достопримечательность архитектуры и градостроительства                              | 209-Од         |
| Дом детской больницы, бывшего дворянского собрания (Дом Шуваловой) | арх. Шашин О. С., Иван Яценко (перестрой.)                                                       | | Дворянская ул. (Петра Великого), 10 угол Садовой                                                                                         | Достопримечательность архитектуры и градостроительства                              | 210-Од         |
| Дом, в котором жил и работал Дворников Т. Я. — художник, член Общества южно-русских художников |                                                                                                  | 1910—1922 годы | Дворянская ул. (Петра Великого), 12 | Достопримечательность истории                                                       | 211-Од         |
| Дом, в котором: — жил и работал Андрусов М. И. — геолог и палеонтолог, академик Петербургской АН и АН УССР; — жил Сосновский А. Г — известный хирург, профессор |                                                                                                  | кон. ХІХ ст. 1879—1890 годы 1944—1961 годы | Дворянская ул. (Петра Великого), 18 | Достопримечательность истории                                                       | 212-Од         |
| Особняк Яновской, где размещалась и работала редакция газеты «Коммуна», орган центрального бюро болгарской коммунистической партии | арх. Александр Бернардацци                                                                       | 1894 год | Дворянская ул. (Петра Великого), 20 | Архитектура и градостроительство История                                            | 213-Од         |
| Жилой дом Ильменской |                                                                                                  | II пол. XIX ст. | Дворянская ул. (Петра Великого), 21 | Достопримечательность архитектуры и градостроительства                              | 214-Од         |
| Дом, в котором живёт Жуков Г. К. — военачальник, маршал Советского Союза, Герой Советского Союза (4) |                                                                                                  | 1946—1948 годы | Дворянская ул. (Петра Великого), 23 | Достопримечательность истории                                                       | 215-Од         |
| Дом, в котором жил Корш Ф. Е. — филолог, академик Петербургской АН |                                                                                                  | 1886—1891 годы | Дворянская ул. (Петра Великого), 25 | Достопримечательность истории                                                       | 216-Од         |
| Доходный дом Мармарино | арх. Серадский Ю. Г.                                                                             | 1881 год | Дворянская ул. (Петра Великого), 27 - угол Нежинской (Франца Меринга), 49                                                                | Достопримечательность архитектуры и градостроительства                              | 217-Од         |
| Дом, в котором жил и работал Мачтет Г. А. — русский писатель |                                                                                                  | 1887 год | Дворянская ул. (Петра Великого), 28 | Достопримечательность истории                                                       | 218-Од         |
| Жилой дом, в котором жил и работал Строганов Н. А.-¦ русский патологоанатом |                                                                                                  | сер. XIX ст. 1877—1887 годы | Дворянская ул. (Петра Великого), 30 | Архитектура и градостроительство История                                            | 219-Од         |
| Доходный дом Рогозинской, в котором жил Золотарев В. А. - композитор, н.а. БССР, лауреат Государственной премии СССР, профессор |                                                                                                  | II пол. XIX ст. 1924—1930 годы | Дворянская ул. (Петра Великого), 31 | Архитектура и градостроительство История                                            | 220-Од         |
| Доходный дом Рогозинской, в котором в 1890—1915 годах жил Циммерман Н. В. — астроном, председатель Астрономической комиссии и Астрономического совета АН СССР, профессор |                                                                                                  | кон. XIX ст. | Дворянская ул. (Петра Великого), 33 | Архитектура и градостроительство История                                            | 221-Од         |
| Доходный дом Илькевича | арх. Каэтан Даллаква, Феликс Гонсиоровский                                                       | 1845 год, 1880-е годы | Дерибасовская ул., 1 — угол Польской ул. (Гарибальди)                                                                                    | Достопримечательность архитектуры и градостроительства                              | 222-Од         |
| Жилой дом Илькевича, в котором жил Южаков С. Н. — экономист | арх. Джовании Фрапольли                                                                          | 1820-е годы 1868—1873 годы | Дерибасовская ул., 3 | Архитектура и градостроительство История                                            | 223-Од         |
| Памятник Заменгофу Л. — основателю эсперанто (ск. Блажков М. В.; бюст — гипс, постамент — камень-ракушечник оцементированный) |                                                                                                  | 1935 год | Дерибасовская ул., 3, во дворе | Достопримечательность монументального искусства                                     | 224-Од         |
| Здание конторы РТПтаТ | арх. Вильгельм Кабиольский, Клепинин А. Н.                                                       | 1912 год | Дерибасовская ул., 4 | Достопримечательность архитектуры и градостроительства                              | 225-Од         |
| Здание проектного института | арх. Фельдштейн В. Л.                                                                            | 1950—1953 годы | Дерибасовская ул., 14 | Достопримечательность архитектуры и градостроительства                              | 226-Од         |
| Дом китобойной флотилии, в котором жил Водяной М. Г. — артист оперетты, народный артист СССР | арх. Генрих&Nbsp;Топуз, Фельдштейн В. Л.                                                         | 1953 год | Дерибасовская ул., 14 — угол Екатерининской ('К. Маркса'), 17                                                                            | Архитектура и градостроительство История                                            | 227-Од         |
| Здание Ришельевского лицея (дом Вагнера), в котором: - жил Мицкевич А. — польский поэт; - преподавал Менделеев Д. И. — русский учёный-химик | арх. Франсуа Шаль                                                                                | 1819 год 1825 год 1855—1856 годы | Дерибасовская ул., 16 угол Екатерининской (К. Маркса), 14 и Ланжероновской (Ласточкина), 17                                              | - Архитектура и градостроительство - История                                        | 228-Од         |
| Комплекс жилых домов Санца | арх. Феликс Гонсиоровский                                                                        | | Дерибасовская ул., 17 — угол Екатеринской ул., — Екатерининская ул., 16                                                                  |                                                                                     | 229-Од         |
| Жилой дом |                                                                                                  | сер. XIX ст. | Дерибасовская ул., 17 (правовортное сооружение)                                                                                          | Достопримечательность архитектуры и градостроительства                              | 229/1-Од       |
| Жилой дом, в котором жили: - начало XX ст. — учёный в области технологии металлов, профессор М. Я. Дикис - начало XX ст. — художник В. В. Кандинский. | арх. Гонсиоровский Ф. В.                                                                         | 1875 год 1903—1979 годы | Дерибасовская ул., 17 — угол Екатерининской ул.                                                                                          | Достопримечательность архитектуры и градостроительства                              | 229/2-Од       |
| Жилой дом |                                                                                                  | сер. ХІХ ст. | Екатерининская, 16 | Достопримечательность архитектуры и градостроительства                              | 229/3-Од       |
| Дом Жульена | арх. Джорджо Торричелли                                                                          | 1842 год | Дерибасовская ул., 19 | Достопримечательность архитектуры и градостроительства                              | 230-Од         |
| Жилой дом Исаковича | арх. Гофман Ж. Л.                                                                                | 1880-е годы | Дерибасовская ул., 22 угол Гаванной (Халтурина) — Городской сад                                                                          | Достопримечательность архитектуры и градостроительства                              | 231-Од         |
| Городской сад |                                                                                                  | начало XIX ст. | Дерибасовская ул. | Достопримечательность садово-паркового искусства                                    | 232-Од         |
| Скульптурная группа «Лев и львица» | ск. Кен А.                                                                                       | | |                                                                                     | 233-Од         |
| Скульптура «Лев». Скульптура — бронза, постамент — камень ракушечник оцементированный | ск. Кен А. (Франция)                                                                             | 1854 год, реставр. 2006. | Дерибасовская ул., Городской сад | - Достопримечательность монументального искусства, архитектуры и градостроительства | 233/1-Од       |
| Скульптура «Львица». Скульптура — бронза, постамент — камень ракушечник оцементированный | ск. Кен А. (Франция)                                                                             | 1854 год, реставр. 2006. | Дерибасовская ул., Городской сад | - Достопримечательность монументального искусства, архитектуры и градостроительства | 233/2-Од       |
| Дом Ф.Дерибаса. Здание бывшей канцелярии Новороссийского генерал-губернатора Н. С. Воронцова, где служили Пушкин А. С. и Туманский В. — поэты | арх. Викентий Ванрезант и Франсиско Фраполли                                                     | 1797 год; 1807 год; 1823—1824 годы | Дерибасовская ул., 24 | - Архитектура и градостроительство - История                                        | 234-Од         |
| Комплекс домов |                                                                                                  | | Дерибасовская ул., 24&— угол угол Преображенской ул., 32                                                                                 |                                                                                     | 234/1-Од       |
| Жилой дом |                                                                                                  | 1872 год | Дерибасовская ул., 24 угол Преображенской (Сов. Армии), 32                                                                               | - Достопримечательность архитектуры и градостроительства                            | 234/2-Од       |
| Здание гостиницы «Великий Московский», в котором жили: — Гаккебуш Л. М. - народная артистка УССР; — Вилен Зитек — чешский оперный певец; — Ужвий Н. М. — актриса, народная артистка СССР; — Жуков Г. В. — командующий Одесским оборонным районом | арх. Лев Влодек, худ. Товий Фишель, Мильман С. И.                                                | 1901—1904 годы 1926—1928 годы октябрь 1932 год март 1933 года. 1925—1926 годы 1939—1941 годы | Дерибасовская ул., 29 угол Вице-адмирала Жукова пер. (Колодежного)                                                                       | Архитектура и градостроительство История                                            | 235-Од         |
| Дом Крамарева (отель «Франция»), Табачный магазин Эгиза Здание гостиницы «Франция», в которой жили: - Скыталец С. Г. (Петров) — русский писатель и поэт; - Райский М. И. — судебный медик, профессор; - Орлов М. М. — терапевт, профессор; - Ершкович И. Г. — офтальмолог, профессор; - Соколовский М. П. — хирург, профессор | арх. Джорджо Торричелли, арх. Бернардацци О. И.                                                  | 1835 год 1894 год октябрь—декабрь 1896 год 1949—1956 годы 1944—1949 годы 1944—1954 годы 1945—1973 годы | Дерибасовская ул., 31 угол Вице-адмирала Жукова пер. (Колодежного)                                                                       | Архитектура и градостроительство История                                            | 236-Од         |
| Жилой дом |                                                                                                  | I пол. XIX ст. | Дигтерная ул. (Сов. Милиции), 7 — рог Тираспольской ул. (1905 года), 20                                                                  | Достопримечательность архитектуры и градостроительства                              | 237-Од         |
| Жилой дом |                                                                                                  | сер. XIX ст. | Дигтерная ул. (Сов. Милиции), 9 | Достопримечательность архитектуры и градостроительства                              | 238-Од         |
| | арх. Федор Троупянский, Каневский Н. М., Моисей Кац                                              | 1937—1939 годы | Дигтярная ул. (Сов. Милиции), 24 — угол Льва Толстого пер.                                                                               | Достопримечательность архитектуры и градостроительства                              | 239-Од         |
| Скульптурная группа «Лаокоон» скульптурная группа — белый итальянский мрамор, постамент облицован серым мрамором | ск. Чевран К.                                                                                    | | Думская пл. (Коммуны), 3 | Достопримечательность монументального искусства, архитектуры и градостроительства   | 240-Од         |
| Пушка из фрегата «Тигр» пушка стальная, лафет деревянный, постамент — бетон облицован серой гранитной плиткой | арх. Владимир Кундерт                                                                            | 1904, реставр. 2004. | Думская пл. (Коммуны), 1 | - Достопримечательность истории, архитектуры и градостроительства                   | 241-Од         |
| Доходный дом Докса | арх. Феликс Гонсиоровский                                                                        | 1880-е годы | Еврейская ул.(Бебеля), 1 | Достопримечательность архитектуры и градостроительства                              | 242-Од         |
| Дом Анатра | арх. Юрий Дмитренко                                                                              | 1902 год | Еврейская ул. (Бебеля), 2— угол Карантинной (Лизогуба)                                                                                   | Достопримечательность архитектуры и градостроительства                              | 243-Од         |
| Доходный дом Топуза в котором жил Медведев Д. И. Советского Союза, руководитель партизанского соединения, действовавшего на Украине в период Великой Отечественной войны | арх. Маврикий Рейнгерц                                                                           | 1910 год 1925—1934 годы | Еврейская ул. (Бебеля), 4 угол Карантинной (Лизогуба)                                                                                    | Архитектура и градостроительство История                                            | 244-Од         |
| Дом, в котором жил и работал Бант М. В. — художник |                                                                                                  | 1910-1933 годы | Еврейская ул.(Бебеля), 6 | Достопримечательность истории                                                       | 245-Од         |
| Дом, в котором жил и работал Овсяннико-Куликовский Д. М. — литературовед и языковед, академик Петербургской АН |                                                                                                  | 1882—1886 годы | Еврейская ул.(Бебеля), 8 | Достопримечательность истории                                                       | 246-Од         |
| Доходный дом Ксида |                                                                                                  | сер. XIX ст. | Еврейская ул.(Бебеля), 10— угол Польской (Гарибальди), 20                                                                                | Достопримечательность архитектуры и градостроительства                              | 247-Од         |
| Доходный дом Ксида | арх. Викентий Прохаска                                                                           | 1899—1900 годы | Еврейская ул. (Бебеля), 12 | Достопримечательность архитектуры и градостроительства                              | 248-Од         |
| Доходный дом Анатра, в котором жил и работал Брамбилла Э. Ф. — виолончелист, музыкальный педагог, профессор | арх. Александр Бернардацци                                                                       | 1892 год 1909—1915 годы | Еврейская ул. (Бебеля),14 | Архитектура и градостроительство История                                            | 249-Од         |
| Доходный дом Мельникова | арх. Демосфен Мазыров                                                                            | 1899 год | Еврейская ул. (Бебеля), 19 | Достопримечательность архитектуры и градостроительства                              | 250-Од         |
| Здание синагоги | арх. Франц Моранди, инж. Любенков М. Т.                                                          | 1846 год, 1850—1853 годы | Еврейская ул. (Бебеля), 25 — угол Ришельевской ул. (Ленина)                                                                              | Достопримечательность архитектуры и градостроительства                              | 251-Од         |
| Дом Нищего со скамейками | арх. Франческо Боффо                                                                             | 1830-е годы | Еврейская ул. (Бебеля), 47 — угол Александровского просп. (Мира), и переул. Покровского, 6                                               | Достопримечательность архитектуры и градостроительства                              | 252-Од         |
| Доходный дом Бомзе |                                                                                                  | начало ХХ ст. | Еврейская ул. (Бебеля), 49 — угол Александровского просп. (Мира), 12                                                                     | Достопримечательность архитектуры и градостроительства                              | 253-Од         |
| Дом общества ремесленников и промышленников, «Новый театр» | арх. Ниес А.                                                                                     | 1873 год | Еврейская ул. (Бебеля), 55 | Достопримечательность архитектуры и градостроительства                              | 254-Од         |
| Доходный дом Летника | арх. Иван Яценко                                                                                 | 1893 год | Еврейская ул. (Бебеля), 57 (правоворотное сооружение) — угол Предображенской (Сов. Армии)                                                | Достопримечательность архитектуры и градостроительства                              | 255-Од         |
| Доходный дом Билифштейна, в котором жил Кефер М. И. — ортопед, организатор и руководитель клиники «Красного Креста» в г. Одессе, профессор | арх. Серадский Ю. Г.                                                                             | 1890-е годы 1920—1944 годы | Еврейская ул. (Бебеля), 58 угол Преображенской, 54 (Сов. Армии)                                                                          | Архитектура и градостроительство История                                            | 256-Од         |
| Комплекс жилых домов |                                                                                                  | | Елизаветинская ул., 1&— угол Конной ул., 3                                                                                               |                                                                                     | 257-Од         |
| Доходный дом | арх. Джовании Фрапольли                                                                          | 1824 год | Елисаветинская ул. (Щепкина), 1, угол Конной ул. (Артема), 3                                                                             | Достопримечательность архитектуры и градостроительства                              | 257/1-Од       |
| Доходный дом в котором жили: - Иофан Б. М. — архитектор, народный архитектор СССР, лауреат Гос.премии СССР; - Криштофович А. Н. — основатель отечественной памоботаники, член-корреспондент АН СССР, академик АН УССР, лауреат Гос.премии СССР | арх. Зелинский Ц. Е.                                                                             | 1880-е годы 1891—1911 годы 1903—1914 годы | Елизаветинская (Щепкина), 1 | Архитектура и градостроительство История                                            | 257/2-Од       |
| Дом, в котором жил Кончаловский М. П. — терапевт, ревматолог, заслуженный деятель науки РСФСР, вице-президент Международной Лиги по борьбе с ревматизмом, профессор |                                                                                                  | 1875—1894 годы | Елисаветинская ул. (Щепкина), 3 | Достопримечательность истории                                                       | 258-Од         |
| Жилой дом Сафонова, в котором жил Алоиз В. Ф. — чешский композитор и виолончелист | арх. Даллаква К. О., арх. Зелинский Ц. Э.                                                        | И пол. ХІХ ст. 1891—1897 годы | Елисаветинская ул. (Щепкина), 5— угол угол Торговой (Красной Гвардии)                                                                    | Архитектура и градостроительство История                                            | 259-Од         |
| Дом в котором жили: - Вдовиковский Т. Г. — уролог и венеролог, основатель первой в Одессе и в России специализированной урологической клиники, профессор; - Аксентьев Б. Н. — физиолог растений, один из основателей ОСГИ, профессор; - Аксентьева З. Н. — геофизик и астроном, член-корреспондент АН УССР; - Бокариус М. С. — один из основателей отечественной судебной медицины и криминалистики, профессор |                                                                                                  | сер. ХІХ ст., рек. 1906, восстановление 1947 год 1850—1916 годы 1894—1939 годы 1900—1924 годы 1869—1877 годы | Елисаветинская ул. (Щепкина), 7 | Достопримечательность истории                                                       | 260-Од         |
| Жилой дом | арх. Сталь М. И.                                                                                 | 1903 год | Елисаветинская ул. (Щепкина), 8 | Достопримечательность архитектуры и градостроительства                              | 261-Од         |
| Доходный дом (торговый дом Теохариди), в котором жили: - Боровиков Г. А. — ботаник, профессор; - Половцев В. В. — российский ботаник, профессор; - Заузе В. Х. — член ТПРХа, художник; - Дитерикс М. М. — хирург, з. д.н. РСФСР, профессор; - Снежков В. П. — хирург, художник, профессор; - Алексеев-Попов В. С. — пушкиновед, краевед; - Асадуров И. Е. — химик-технолог, профессор | арх. Александр Бернардацци                                                                       | 1890 год 1920—1958 годы 1909—1915 годы 1885—1925 годы 1901—1912 годы 1920—1959 годы 1928—1933 годы | Елисаветинская ул. (Щепкина), 9 | Архитектура и градостроительство История                                            | 262-Од         |
| Особняк в котором жили: - Линниченко И. А. — историк, академик Петербургской АН, основатель и председатель Одесского библиографического общества; - Оксман Ю. Г. — пушкиновед, профессор; - Холдин С. Л. — хирург-онколог, член-корреспондент АМН СССР, Лауреат Государственных премий СССР |                                                                                                  | 1900 год 1900—1920 годы 1920—1923 годы 1915—1926 годы | Елисаветинская ул. (Щепкина), 10 | Архитектура и градостроительство История                                            | 263-Од         |
| Жилой дом Ришельевского лицея | арх. Шашин О.С                                                                                   | 1850-е годы | Елисаветинская ул. (Щепкина), 12 | Достопримечательность архитектуры и градостроительства                              | 264-Од         |
| Дом учебный Ришельевского лицея | арх. Шашин О.С                                                                                   | 1850-е годы | Елисаветинская ул. (Щепкина), 12-я | Достопримечательность архитектуры и градостроительства                              | 265-Од         |
| Дом водолечебницы Шорштейна, докторов Абеля и Валиха (гидропатический санаторий А. Б. Гинесина) в котором размещалось арт-кафе «ХЛАМ» (в 1921 год «Мебос») где создавали новые программы для театра революционной сатиры «Теревсат» известные писатели и поэты: Е. Багрицкий, И. Ильф, Ю. Олеша, А. Фиолетов, В. Сосюра, Остап Шор. | арх. Маас В. Ф., перестр. арх. Александр Бернардацци                                             | 1876 год; кон. ХІХ ст.; 1918 год | Елисаветинская ул. (Щепкина), 16 | - Архитектура и градостроительство - История                                        | 266-Од         |
| Дом, в котором жили: - начало XX ст. — Подвысоцкий В. В.— патолог и бактериолог, профессор; - начало XX ст. — Котляр Л. И. — физик, профессор; - начало XX ст. — Фрумкин О. М. — электрохимик, академик АН СССР, Герой Социалистического Труда, лауреат Ленинской и Государственных премий |                                                                                                  | 1903—1905 годы 1944—1971 годы 1910—1915 годы | Елисаветинская ул. (Щепкина), 17 | Достопримечательность истории                                                       | 267-Од         |
| Дом, где жили: - Шведов Ф. И. — физик, ректор Новороссийского университета; - Занчевский И. М. — учёный-механик, ректор Новороссийского университета - Пузанов И. И. — зоолог, зоограф, путешественник и поэт, з. д.н. профессор |                                                                                                  | 1870—1905 годы 1870—1905 годы 1892—1928 годы 1947—196 4 годы | Елисаветинская ул. (Щепкина), 19 | Достопримечательность истории                                                       | 268-Од         |
| жил Мицкевич А.— польский поэт |                                                                                                  | 1825 год | Елисаветинская ул. (Щепкина), 21; флигель во дворе                                                                                       | Достопримечательность истории                                                       | 269-Од         |
| Мост Новиков (инж. Гаюи Ю. В., Дигби О. П.) | инж. Юст Гаюи, Дигби О. П.                                                                       | 1822—1824 годы | Жуковского ул. | Достопримечательность архитектуры и градостроительства                              | 270-Од         |
| Жилой дом | арх. Гольденберг Я. С.                                                                           | 1930-е годы | Жуковского ул., 5 | Достопримечательность архитектуры и градостроительства                              | 271-Од         |
| Жилой дом Атласа |                                                                                                  | сер. XIX ст. | Жуковского ул., 14 | Достопримечательность архитектуры и градостроительства                              | 272-Од         |
| Здание складов Скальковского | арх. Скудиери И. Б.                                                                              | 1846 год | Жуковского ул., 20 | Достопримечательность архитектуры и градостроительства                              | 273-Од         |
| Дом Шполянского |                                                                                                  | сер. XIX ст. | Жуковского ул., 21 | Достопримечательность архитектуры и градостроительства                              | 274-Од         |
| Доходный дом Залужного, в котором жили: - Комаров М. В. — украинский литературовед и библиограф в семье которого в 1889 год, 1890 и 1898 годах жила украинская поэтесса Леся Украинка | арх. Александр Бернардацци                                                                       | 1887 год 1887—1913 годы | Жуковского ул., 27 угол Екатерининской (К. Маркса)                                                                                       | - Архитектура и градостроительство - История                                        | 275-Од         |
| Жилой дом Китовера |                                                                                                  | I пол. XIX ст. | Жуковского ул., 30 угол Екатерининской (К. Маркса)                                                                                       | Достопримечательность архитектуры и градостроительства                              | 276-Од         |
| Комплекс жилых домов |                                                                                                  | Параскевы Жуковского ул., 32 | |                                                                                     | 277-Од         |
| Жилой дом |                                                                                                  | сер. XIX ст. | Жуковского ул., 32 | Достопримечательность архитектуры и градостроительства                              | 277/1-Од       |
| Жилой дом |                                                                                                  | сер. XIX ст. | Жуковского ул., 32 | Достопримечательность архитектуры и градостроительства                              | 277/2-Од       |
| Жилой дом |                                                                                                  | сер. XIX ст. | Жуковского ул., 32 | Достопримечательность архитектуры и градостроительства                              | 277/3-Од       |
| Забор |                                                                                                  | сер. XIX ст. | Жуковского ул., 32 | Достопримечательность архитектуры и градостроительства                              | 277/4-Од       |
| |                                                                                                  | конец XIX в. | Жуковского, 36 — угол Александровского просп.                                                                                            | Достопримечательность архитектуры и градостроительства                              | 278-Од         |
| Жилой дом | арх. Жуковский А. И.                                                                             | 1875 год | Жуковского, 42 — угол Преображенской (Сов. Армии)                                                                                        | Достопримечательность архитектуры и градостроительства                              | 279-Од         |
| Доходный дом Ивановой | арх. Эдуард Меснер                                                                               | 1905 год | Заславского ул. (Мещанская), 5 | Достопримечательность архитектуры и градостроительства                              | 280-Од         |
| Доходный дом | арх. Заварзин П. О.                                                                              | 1887 год | Заславского ул. (Мещанская), 12 угол Базарной ('Кировая')                                                                                | Достопримечательность архитектуры и градостроительства                              | 281-Од         |
| Дом, где жил Тимонов В. Е. — гидротехник, организатор первой в России гидротехнической лаборатории |                                                                                                  | 1862-1879 годы | Заславского ул. (Мещанская), 17 | Достопримечательность истории                                                       | 282-Од         |
| Дом, в котором жил и работал Эмиль Млинарский — польский композитор, дирижёр и педагог |                                                                                                  | 1893—1895 годы | Канатная ул. (Свердлова), 2 | Достопримечательность истории                                                       | 283-Од         |
| Дом Бларамберга И. П. — одного из первых исследователей истории Северного Причерноморья, археолога и нумизмата, в котором бывали Пушкин А. С. и Батюшков К. П. — русские поэты |                                                                                                  | 1820—1835 годы | Канатная ул. (Свердлова), 2 , флигель во дворе                                                                                           | Достопримечательность истории                                                       | 284-Од         |
| Дом Диалигмено | инж. Шведов А. И.                                                                                | 1880-е годы | Канатная ул. (Свердлова), 3 угол переул. Нахимова (Барятинского)                                                                         | Достопримечательность архитектуры и градостроительства                              | 285-Од         |
| Здание гимназии Мягенко, где обучался Герой Советского Союза Потемкин год Ф. | арх. Гольцврум А. И.                                                                             | 1911 год 1932—1941 годы | Канатная ул. (Свердлова), 4, во дворе | Архитектура и градостроительство История                                            | 286-Од         |
| Доходный дом Биржевой артели | арх. Добровольский М. М., Шведов А. И.                                                           | кон. XIX ст. | Канатная ул. (Свердлова), 5 — угол Нахимова пер. (Барятинского)                                                                          | Достопримечательность архитектуры и градостроительства                              | 287-Од         |
| Жилой дом в Корони | арх. Лонский Г. П. или Линецкий М.                                                               | 1900 год | Канатная ул. (Свердлова), 7 | Достопримечательность архитектуры и градостроительства                              | 288-Од         |
| Здание училища торгового мореходства, где учились: - Маринеско О. И. — подводник, Герой Советского Союза; - Следюк. О. К — Герой Социалистического Труда и другие | арх. Лев Влодек                                                                                  | 1904 год 1930—1933 годы 1934—1938 годы | Канатная ул. (Свердлова), 8 | - Архитектура и градостроительство - История                                        | 289-Од         |
| Доходный дом Леонарди |                                                                                                  | начало XX ст. | Канатная ул. (Свердлова), 9 | Достопримечательность архитектуры и градостроительства                              | 290-Од         |
| Доходный дом Урусова, в котором жили: - Вылье де Лиль-Адан Е. С. — художник; - Полизо Д. год — учёный-теплотехник, профессор | арх. Толвинский М.                                                                               | начало ХХ ст. 1886—1948 годы 1886—1889 годы 1920—1948 годы | Канатная ул. (Свердлова), 10, угол Греческой (К.Либкнехта)                                                                               | Архитектура и градостроительство История                                            | 291-Од         |
| Жилой дом Котляревского |                                                                                                  | начало XX ст. | Канатная ул. (Свердлова), 11 | Достопримечательность архитектуры и градостроительства                              | 292-Од         |
| Особняк Переяславцева |                                                                                                  | кон. XIX ст. | Канатная ул. (Свердлова), 18— угол Бунина ул., (Р.Люксембург), 2                                                                         | Достопримечательность архитектуры и градостроительства                              | 293-Од         |
| Доходный дом Ливанского | арх. Лонский Г. Ф.                                                                               | 1890-е годы | Канатная ул. (Свердлова), 28 | Достопримечательность архитектуры и градостроительства                              | 294-Од         |
| Доходный дом Бишлера | арх. Домбровский В. А.                                                                           | 1909—1910 годы | Канатная ул. (Свердлова), 31 | Достопримечательность архитектуры и градостроительства                              | 295-Од         |
| Особняк Пташниковой, в котором находился штаб Дунайской военной флотилии | арх. Лев Влодек                                                                                  | 1890 год 1941 год | Канатная ул. (Свердлова), 35 | Архитектура и градостроительство История                                            | 296-Од         |
| - Доходный дом Антоновича | арх. Владимир Кундерт                                                                            | 1911 год | Канатная ул. (Свердлова), 41 | Достопримечательность архитектуры и градостроительства                              | 297-Од         |
| Жилой дом Пикеля |                                                                                                  | 1910 год | Канатная ул. (Свердлова), 52 | Достопримечательность архитектуры и градостроительства                              | 298-Од         |
| Доходный дом Трушевской | арх. Иван Яценко                                                                                 | 1888 год | Канатная ул. (Свердлова), 54 | Достопримечательность архитектуры и градостроительства                              | 299-Од         |
| Жилой дом |                                                                                                  | I пол. XIX ст. | Канатная ул. Свердлова), 72 — угол Малой .Арнаутской (Воровского), 39                                                                    | Достопримечательность архитектуры и градостроительства                              | 300-Од         |
| Дом, где жил и работал Жук М. И.— украинский художник и поэт, проф. | арх. Федор Троупянский                                                                           | 1945—1964 годы | Канатная ул. (Свердлова), 76 | Достопримечательность истории                                                       | 301-Од         |
| Доходный дом | арх. Троупянский Ф. А.                                                                           | 1910—1911 год | Канатная ул. (Свердлова), 78 — угол Пантелеймоновской (Чижикова), 38                                                                     | Достопримечательность архитектуры и градостроительства                              | 302-Од         |
| Здание гимназии Панченко | арх. Добровольский М. М.                                                                         | 1911 год | Канатный пер. (Дм. Ульянова), 1 — угол Большой Арнаутской (Чкалова), 9                                                                   | Достопримечательность архитектуры и градостроительства                              | 303-Од         |
| Доходный дом | арх. Радбиль Р. Л.                                                                               | 1911 год | Канатный пер. (Дм. Ульянова), 4 | Достопримечательность архитектуры и градостроительства                              | 304-Од         |
| Доходный дом | арх. Гольденберг Я. С.                                                                           | 1912 год | Канатный пер. (Дм. Ульянова), 5 | Достопримечательность архитектуры и градостроительства                              | 305-Од         |
| Дом, в котором жил и работал Стилиануди О. Н. — художник, один из основателей ТЮРХа и его постоянный секретарь |                                                                                                  | 1899—1948 годы | Каретный пер. (Попова), 15 | Достопримечательность истории                                                       | 306-Од         |
| Доходный дом Стремиади | арх. Попов К. М., инж. Иванов С. С.                                                              | 1900 год | Каретный пер. (Попова), 17 — угол Лютеранского пер. и Дегтярной ул.                                                                      | Достопримечательность архитектуры и градостроительства                              | 307-Од         |
| Дом Андреевского |                                                                                                  | II пол. XIX ст. | Екатерининская пл. (Потемкинцев), 3 | Достопримечательность архитектуры и градостроительства                              | 308-Од         |
| Жилой дом Масса (особняк и манеж) | арх. Франц Моранди                                                                               | 1849—1850 годы | Екатерининская пл. (Потемкинцев), 4 — угол Воронцовского пер.; (Краснофлотского), 10                                                     | - Достопримечательность архитектуры и градостроительства                            | 309-Од         |
| Доходный дом Бродской | арх. Вильгельм Кабиольский                                                                       | кон. XIX ст. | Екатерининская пл. (Потемкинцев), 4-я | Достопримечательность архитектуры и градостроительства                              | 310-Од         |
| Доходный дом Януша | арх. Александр Бернардацци                                                                       | 1901 год | Екатерининская пл. (Потемкинцев), 5; угол Екатерининской (К. Маркса)                                                                     | Достопримечательность архитектуры и градостроительства                              | 311-Од         |
| Доходный дом Ждановой, где жил Тоцкий И. К. — украинский оперный певец, н.а. УССР | арх. Вильгельм Кабиольский, Дюпон Ю. Л.                                                          | 1901—1902 годы | Екатерининская пл. (Потемкинцев), 6 | - Архитектура и градостроительство - История                                        | 312-Од         |
| Доходный дом Гагарина |                                                                                                  | кон. XIX ст. | Екатерининская пл. (Потемкинцев), 9 | Достопримечательность архитектуры и градостроительства                              | 313-Од         |
| Дом Брандта и Шульца | арх. Вильгельм Кабиольский                                                                       | 1901—1903 годы | Екатерининская ул. (К. Маркса), 1 | Достопримечательность архитектуры и градостроительства                              | 314-Од         |
| Комплекс домов Гагарина | арх. Христиан Бейтельсбахер, Маврикий Рейнгерц                                                   | | Екатерининская ул. (К. Маркса), 2 |                                                                                     | 315-Од         |
| Доходный дом Гагарина, в котором жили: - Яновский Ю. И.— писатель; - Макс Кюсс — композитор | арх. Бейтельсбахер Х., Рейнгерц М. Г.                                                            | 1902—1903 годы; 1922—1941 годы | Екатерининская ул. (К. Маркса), 2 (правоворотное сооружение)                                                                             | Архитектура и градостроительство История                                            | 315/1-Од       |
| Флигель жилой |                                                                                                  | 1902—1903 годы | Екатерининская ул. (К. Маркса), 2 (во дворе)                                                                                             | Архитектура и градостроительство История                                            | 315/2-Од       |
| Дом Стурдзи | арх. Черкунов Н. Н.                                                                              | 1850 год | Екатерининская ул. (К. Маркса), 2 (левооборотное сооружение)                                                                             | Достопримечательность архитектуры и градостроительства                              | 316-Од         |
| Жилой дом | арх. Джорджо Торричелли                                                                          | 1835 год | Екатерининская ул. (К. Маркса), 3 (правоворотное сооружение)                                                                             | Достопримечательность архитектуры и градостроительства                              | 317-Од         |
| Доходный дом Росси | арх. Франц Моранди                                                                               | 1843 год, 1870-е годы (двор. флигель) | Екатерининская ул. (К. Маркса), 4 | Достопримечательность архитектуры и градостроительства                              | 318-Од         |
| Дом Дрона с лавками |                                                                                                  | II пол. XIX ст. | Екатерининская ул. (К. Маркса), 5; угол Чайковского пер. (Театральный)                                                                   | Достопримечательность архитектуры и градостроительства                              | 319-Од         |
| Усадьба городская | арх. Черкунов Н. Н.                                                                              | . | Екатерининская ул. (К. Маркса), 6 |                                                                                     | 320-Од         |
| Жилой дом Посохова | арх. Черкунов Н. Н.                                                                              | 1851 год | Екатерининская ул. (К. Маркса), 6 | Достопримечательность архитектуры и градостроительства                              | 320/1-Од       |
| Жилой дом (дворовой флигель) | арх. Троупянский Ф.                                                                              | 1912 год | Екатерининская ул. (К. Маркса), 6 | Достопримечательность архитектуры и градостроительства                              | 320/2-Од       |
| Дом Родоконаки с лавками |                                                                                                  | II пол. XIX ст. | Екатерининская ул. (К. Маркса), 7 | Достопримечательность архитектуры и градостроительства                              | 321-Од         |
| Жилой дом Рассель дель Турко | арх. Маврикий Рейнгерц                                                                           | 1910 год | Екатерининская ул. (К. Маркса), 8—10 | Достопримечательность архитектуры и градостроительства                              | 322-Од         |
| Дом братьев Лантье | арх. Герман Шеврембрандт                                                                         | 1903 год | Екатерининская ул. (К. Маркса), 9 | Достопримечательность архитектуры и градостроительства                              | 323-Од         |
| Доходный дом Распопова | арх. Вильгельм Шмид                                                                              | 1899 год | Екатерининская ул. (К. Маркса), 18 | Достопримечательность архитектуры и градостроительства                              | 324-Од         |
| Дом Севастопуло с торговым залом | арх. Викентий Прохаска                                                                           | 1911—1912 годы | Екатерининская ул. (К. Маркса), 19 | Достопримечательность архитектуры и градостроительства                              | 325-Од         |
| Жилой дом Колпакчи |                                                                                                  | I пол. XIX ст. | Екатерининская ул. (К. Маркса), 20 угол Греческой (К. Либкнехта)                                                                         | Достопримечательность архитектуры и градостроительства                              | 326-Од         |
| Доходный дом Эльмана | арх. Шейнс А. Э.                                                                                 | 1887 год | Екатерининская ул. (К. Маркса), 22 | Достопримечательность архитектуры и градостроительства                              | 327-Од         |
| Жилой дом Актарова, в котором жил и работал Жуковский П. М. — ботаник и растениевед, академик ВАСХНИЛ | арх. Радбиль Р. Л.                                                                               | 1913—1914 годы 1916—1920 годы | Екатерининская ул. (К. Маркса), 24 | Архитектура и градостроительство История                                            | 328-Од         |
| Жилой дом Лесли |                                                                                                  | 1880-е годы | Екатерининская ул. (К. Маркса), 30 | Достопримечательность архитектуры и градостроительства                              | 329-Од         |
| Собор (костел) Римско-католический Успения Пресвятой Богородицы | арх. Феликс Гонсиоровский, с участием Франца Моранди                                             | 1849—1853 годы | Екатерининская ул. (К. Маркса), 33 | Достопримечательность архитектуры и градостроительства                              | 330-Од         |
| Комплекс магазинов католической общины, арендовавшихся фирмами «Братья Тарнаполь» и «Фиат» | арх. Федор Троупянский                                                                           | | Екатерининская ул., 33 |                                                                                     | 331-Од         |
| Здание магазина | арх. Троупянский Ф. А.                                                                           | 1910—1913 годы | Екатерининская ул. (К. Маркса), 33 (слева от костела)                                                                                    | Достопримечательность архитектуры и градостроительства                              | 331/1-Од       |
| Здание магазина | арх. Троупянский Ф. А.                                                                           | 1910—1913 годы | Екатерининская ул. (К. Маркса), 33 (справа от костела)                                                                                   | Достопримечательность архитектуры и градостроительства                              | 331/2-Од       |
| Доходный дом Чернигова (Шестопала), в котором жила Алейникова Л. Й. — кардиолог, з. д.н. УССР. профессор | арх. Леонид Чернигов, ск. Паолине                                                                | 1912 год; 1945—1981 годы | Екатерининская ул. (К. Маркса), 35; угол Жуковского                                                                                      | - Архитектура и градостроительство - История                                        | 332-Од         |
| Доходный дом Дробинского | арх. Иван Яценко                                                                                 | 1890-е годы | Екатерининская ул. (К. Маркса), 54; угол Успенской (Чичерина)                                                                            | Достопримечательность архитектуры и градостроительства                              | 333-Од         |
| Здание, в котором жили Фигнер В., Кибальчич М. — революционеры-народовольцы |                                                                                                  | 1888 год | Екатерининская ул. (К. Маркса), 66 | Достопримечательность истории                                                       | 334-Од         |
| Доходный дом Серебренникова | арх. Семён Ландесман                                                                             | 1901 год | Екатерининская ул. (К. Маркса), 70; угол Большой Арнаутской, 54 (Чкалова)                                                                | Достопримечательность архитектуры и градостроительства                              | 335-Од         |
| Жилой дом | арх. Александр Дубинин, инж. Любельский Л. А.                                                    | кон. 1920-х годов | Конная ул. (Артёма), 2—4; угол Софиевской (Короленко), 12                                                                                | Достопримечательность архитектуры и градостроительства                              | 336-Од         |
| Дом, где жили: - Вериго А. А. — химик, профессор; - Гогитидзе С. К. — педиатр, основатель и заведующий первой в г. Одессе педиатрической клиникой детских болезней при Новороссийском университете, профессор |                                                                                                  | 1880—1905 годы 1920—1957 годы | Конная ул. (Артема), 6 | Достопримечательность истории                                                       | 337-Од         |
| Жилой дом Зака, в котором жили: - Ковалевский В. В. — биохимик и биогеохимик, организатор Одесской экологической лаборатории, лауреат Ленинской премии, член-корреспондент ВАСХНИЛ; - Сапежко К. М. — хирург, профессор; - Гапонов Е. А. — геолог, профессор | арх. Феликс Гонсиоровский                                                                        | 1870-е годы 1921—1933 годы 1902—1919 годы 1920—1962 годы | Конная ул. (Артёма), 8—10 | Архитектура и градостроительство История                                            | 338-Од         |
| Жилой дом |                                                                                                  | кон. XIX ст. | Конная ул. (Артема), 11 | Достопримечательность архитектуры и градостроительства                              | 339-Од         |
| Доходный дом Стамерова | арх. Моисей Линецкий                                                                             | 1913 год | Конная ул. (Артема), 12 | Достопримечательность архитектуры и градостроительства                              | 340-Од         |
| Жилой дом | арх. Моисей Линецкий                                                                             | 1913—1914 годы | Конная ул. (Артема), 16 | Достопримечательность архитектуры и градостроительства                              | 341-Од         |
| Дом и ряд | арх. Франсиско Фраполли, Иван Козлов                                                             | 1810-е годы | Конная ул. (Артема), 15—17 угол Новобазарного пер. и Нежинской (Ф.Меринга)                                                               | Достопримечательность архитектуры и градостроительства                              | 342-Од         |
| Здание Народной читальни | арх. Юрий Дмитренко                                                                              | 1890—1891 годы | Книжный пер., 1-я | Архитектура и градостроительство История                                            | 343-Од         |
| Комплекс зданий Одесского отделения Российского технического общества |                                                                                                  | | |                                                                                     | 345-Од         |
| Здание Одесского отделения Российского технического общества, в каком: - на ІV съезде железнодорожных электротехников России с докладом выступил Попов А. С. — российский физик-изобретатель радио; - содержался первый в мире институт радиологии под руководством Буксера Е. С. | арх. Александр Бернардацци, Месер Э. Я.                                                          | 1892—1894 годы 17.09.1897 год на начало 20-х годов ХХ ст. | Княжеская ул. (Бараново), 1-а угол Новосельского ул. (Островидова)                                                                       | Архитектура и градостроительство История                                            | 345/1-Од       |
| Здание школы Одесского отделения Российского технического общества | арх. Семен Ландесман                                                                             | 1902 год | Княжеская ул. (Баранова), 1 угол Старпопортофранковской ул.                                                                              | Достопримечательность архитектуры и градостроительства                              | 345/2-Од       |
| Дом, где жили: — Кангер А. М. — фармаколог, основатель фармакологической школы, основатель и первый ректор Одесского фармакологического института; — Сараджишвили П. М. и Мязин О. И. — нейрохирурги и невропатологи, акад. — Чеботарев М. Г. — математик, член-корреспондент АН СССР; — Сосновский Д. И. — ботаник, акад. АН ГССР |                                                                                                  | 1899 год 1912—1928 годы | Княжеская ул. (Бараново), 2 | Достопримечательность истории                                                       | 346-Од         |
| Доходный дом Штейнберга | арх. Оттон Л. Ц.                                                                                 | кон. XIX ст. | Княжеская ул. (Барано-ва), 4 — угол Новосельского ул. (Островидова) угол Сеченова пер. (Рождественского)                                 | Достопримечательность архитектуры и градостроительства                              | 347-Од         |
| Жилой дом в Ашкинази, в котором жили: - Яновский Ф. Г. — академик АН УССР; - Каган В. Ф. — математик, з. д.н. РСФСР, лауреат Гос.премий СССР, профессор; - Алексеев В. Ф. — литературовед, академик АН СССР; - на 1-м этаже которого содержалась редакция журнала «Вестник винодела», главным редактором которого был проф. Таиров В. Е. и журнал «Опытная физика и элементарная математика» | арх. Рейнгерц М. Г.                                                                              | 1894 год | Княжеская ул. (Бараново), 6; угол Сеченова пер. (Рождественского)                                                                        | Архитектура и градостроительство История                                            | 348-Од         |
| Жилой дом, в котором жили: — Максутов Д. Д. — учёный в области астрономической оптики, изобретатель телескопа, член-корреспондент АН СССР, Лауреат Гос.премии СССР; — Томсон А. И. — член корреспондент АН СССР, искусствовед; — Танатар С. М. — химик, профессор; — Стефанский В. К. — инфекционист и эпидемиолог, профессор |                                                                                                  | II пол. XIX ст. | Княжеская ул. (Бараново), 8 | Архитектура и градостроительство История                                            | 349-Од         |
| Доходный дом Поповиченко |                                                                                                  | начало XX ст. | Княжеская ул. (Бараново), 10 | Достопримечательность архитектуры и градостроительства                              | 350-Од         |
| Дом, где жили: — Тимченко И. Ю. — механик, один из учредителей и первый ректор Одесского политехнического института, профессор; — Григорович В. И. — филолог-словист, чл.-корр. Российской АН; |                                                                                                  | 1865—1939 годы | Княжеская ул. (Бараново), 11 | Достопримечательность истории                                                       | 351-Од         |
| Доходный дом Трубича, в котором жили: - начало XX ст. — Виппер Р. Ю. — историк, акад. АН СССР; - начало XX ст. — Бабский О. О. — микробиолог и эпидемиолог, профессор; - начало XX ст. — Медведев О. К. — учёный химик и физиолог, профессор; - начало XX ст. — Гернет Н. В. — одесская писательница; - начало XX ст. — Лебединский Я. Л. — зоолог | арх. Александр Бернардацци                                                                       | 1891 год 1894—1897 годы 1944—1961 годы 1901—1931 годы 1912—1919 годы | Княжеская ул. (Бараново), 12 | Архитектура и градостроительство История                                            | 352-Од         |
| Дом, где жила. Старкова М. М. — пианистка, педагог, одна из основательниц Одесской музыкальной школы им. С. Столярского, засл. деятель науки УССР, профессор |                                                                                                  | 1944—1970 годы | Княжеская ул. (Бараново), 14 | Достопримечательность истории                                                       | 353-Од         |
| Дом, в котором жил Гаук А. В. — дирижёр, композитор и педагог, н.а. РСФСР, профессор |                                                                                                  | 1893—1909 годы | Княжеская ул. (Бараново), 16 | Достопримечательность истории                                                       | 354-Од         |
| Жилой дом Мандражи, в котором жили: - Бодаревский М. К. — художник, академик Петербургской АХ; - Павловский А. А. — археолог, председатель Одесского Императорского общества древностей; - Дворников Т. Я. — художник, член Южнороссийского общества; - Цомакион Б. Ф. — физик, проф. Политехнический институт; - Буткевич В. С. — физиолог, микробиолог, чл.-корр. АН СССР | арх. Маврикий Рейнгерц                                                                           | 1893 год | Княжеская ул. (Бараново), 21 | - Архитектура и градостроительство - История                                        | 355-Од         |
| Дом, где жили: - начало XX века Минх Г. И. (1836—1896), доктор медицины, инфекционист, эпидемиолог; - начало XX ст.- Головкинский М. А. (1834—1897) — геолог, гидрогеолог, ректор Новороссийского университета в 1877—1881 годы, проф. |                                                                                                  | 1861—1876 годы | Княжеская ул. (Бараново), 23 | Достопримечательность истории                                                       | 356-Од         |
| Дом, где жил Ефимов М.Н — летчик, участник первых полетов 1903 год . |                                                                                                  | 1895—1911 годы | Княжеская ул. (Бараново), 24 | Достопримечательность истории                                                       | 357-Од         |
| Дом. Доходный дом (справа от ворот), в котором в 1917 году жил Старостин П. Ф. — организатор профсоюза металлистов, один из организаторов Красной гвардии в г. Одессе. Дом (слева от ворот) Буковецкого Е. О. — художника, члена Общества южно-русских художников, у которого жили: - Нилус П. — художник; - Бунин И. О. и Толстой О. — писатели | арх. Александр Бернардацци                                                                       | II пол. XIX ст. | Княжеская ул. (Бараново), 27 | - Архитектура и градостроительство - История                                        | 358-Од         |
| Дом, где жили: — Юшкевич С. И. — писатель — Цонев М. С. — учёный химик, профессор |                                                                                                  | 1912—1921 годы | Княжеская ул. (Бараново), 28 | Достопримечательность истории                                                       | 359-Од         |
| Дом, в котором жил Трачевский А. С. — историк, профессор Новороссийского университета |                                                                                                  | 1889—1906 годы | Княжеская ул. (Бараново), 29 | Достопримечательность истории                                                       | 360-Од         |
| Дом, в котором жили: — Юркевич В. Н. — археолог; — Кочубинский О. А. — славист, член Чешской АН, профессор Новороссийского университета |                                                                                                  | 1864—1897 годы | Княжеская ул. (Бараново), 31 | Достопримечательность истории                                                       | 361-Од         |
| Жилой дом Кухты, в котором жил Ротерт В. А. — ботаник и путешественник, член Польской Академии знаний, профессор | арх. Александр Бернардацци                                                                       | 1890-е годы | Княжеская ул. (Баранова), 40 угол Торговой (Красной Гвардии)                                                                             | Архитектура и градостроительство История                                            | 362-Од         |
| Доходный дом Свинцинского | арх. Кюнер Ф. Э.                                                                                 | нач XX ст. | Коблевская ул. (Подбельского), 2—4 угол Новосельского (Островидова)                                                                      | Достопримечательность архитектуры и градостроительства                              | 363-Од         |
| Доходный дом |                                                                                                  | кон. XIX ст. | Коблевская ул. (Подбельского), 7 | Достопримечательность архитектары и градостроительство                              | 364-Од         |
| Дом, где жили: — Палаузов В. — юрист, профессор; — Варнеке Б. В. — театровед и литературовед, профессор |                                                                                                  | 1884—1916 годы 1920—1944 годы | Коблевская ул. (Подбельского), 19 | Достопримечательность истории                                                       | 365-Од         |
| Доходный дом Ганелина | арх. Маврикий Рейнгерц                                                                           | 1891 год | Коблевская ул. (Подбельского), 20 | Достопримечательность архитектуры и градостроительства                              | 366-Од         |
| Здание цирка Санценбахера | арх. Шейнс А. Э., Инж. Гельфанд А. Д., арх.-ры Карл Абт, арх. Лев Влодек (дострой.)              | 1889, 1894, 1899 год | Коблевская ул. (Подбельского), 25 | Достопримечательность архитектуры и градостроительства                              | 367-Од         |
| Доходный дом (жилой дом для почтово-телеграфных служащих), в котором жили: — Зелинский М. Д. — химик-органик, академик АН СССР; — Лопатин Г. — член Генерального Совета и Интернационала | арх. Маврикий Рейнгерц Харламов В. Ф., участие Домбровского В.                                   | 1890 год 1891—1893 годы август—октябрь 1906 год | Коблевская ул. (Подбельского), 29 | Архитектура и градостроительство История                                            | 368-Од         |
| Дом, в котором: — содержалась конспиративная квартира партизанского отряда Молодцова В. А. — Героя Советского Союза — жил Истрин В. М. — литературовед, акад. Петербургской АН и АН СССР; — жила Истрина С. С. — лингвист и педагог, чл.-корр. АН СССР, Лауреат Ленинской премии, главный редактор 17-ти томного Словаря современного русского литературного языка; — жил Щепкин Е. М. — историк, профессор |                                                                                                  | 1941—1942 годы 1897—1907 годы 1902—1907 годы 1904—1906 годы | Коблевская ул. (Подбельского), 30 | Достопримечательность истории                                                       | 369-Од         |
| Жилой дом |                                                                                                  | I пол. XIX ст. | Коблевская ул. (Подбельского), 32 | Достопримечательность архитектуры и градостроительства                              | 370-Од         |
| Доходный дом (инж. Яворский О. М.) в котором жили: — Безредко О. М. — микробиолог, директор Пастеровского института в г. Париже, профессор; — Хавкин В. — микробиолог, бактериолог, изобретатель противочумной, противохолерной вакцины, лауреат Нобелевской премии | инж. Яворский О. М.                                                                              | 1881 год | Коблевская ул. (Подбельского), 36 угол Дворянской (Петра Великого), 19                                                                   | Архитектура и градостроительство История                                            | 371-Од         |
| Жилой дом, в котором жили: — Стражеско М. Д. — терапевт и патафизиолог, акад. АН СССР, АМН СССР, АМ УССР, Герой Соц. Стирать; — Николаев О.М — оперный певец и композитор | арх. Джовании Фрапольли                                                                          | 1821 год 1876—1894 годах и в 1909—1922 годах 1894—1901 годы | Коблевская ул. (Подбельского), 37; угол Дворянской (Петра Великого)                                                                      | Архитектура и градостроительство История                                            | 372-Од         |
| Комплекс домов Русова |                                                                                                  | | Коблевская ул., 38 А, 38 Б |                                                                                     | 373-Од         |
| Доходный дом Русова в котором жили: - Богдановский А. М. — директор Ришельевского лицея, один из основателей и первый проректор Новороссийского университета, профессор; - Климов Д. Д. — пианист, дирижёр и педагог |                                                                                                  | Кон. ХІХ ст. 1896—1902 годы 1887—1917 годы | Коблевская ул. (Подбельского), 38-я | Архитектура и градостроительство История                                            | 373/1-Од       |
| Доходный дом Руссова | арх. Леонид Чернигов                                                                             | начало XX ст. | Коблевская ул. (Подбельского), 38-б | Достопримечательность архитектуры и градостроительства                              | 373/2-Од       |
| Доходный дом |                                                                                                  | кон. XIX ст. | Коблевская ул. (Подбельского), 39 | Достопримечательность архитектуры и градостроительства                              | 374-Од         |
| Жилой дом | арх. Феликс Гонсиоровский                                                                        | 1886 год | Коблевская ул. (Подбельского), 40 | Достопримечательность архитектуры и градостроительства                              | 375-Од         |
| Доходный дом | арх. Маас В. Ф.                                                                                  | 1875 год. | Коблевская ул. (Подбельского), 41 | Достопримечательность архитектуры и градостроительства                              | 376-Од         |
| Доходный дом в котором у жил Строганов М. О. — патологоанатом | арх. Вильгельм Шмид                                                                              | 1895 год. 1888—1897 годы | Коблевская ул. (Подбельского), 42 | Архитектура и градостроительство История                                            | 377-Од         |
| Доходный дом |                                                                                                  | II пол. XIX ст. | Коблевская ул. (Подбельского), 43 | Достопримечательность архитектуры и градостроительства                              | 378-Од         |
| Жилой дом |                                                                                                  | сер. XIX ст. | Коблевская ул. (Подбельского), 44 | Достопримечательность архитектуры и градостроительства                              | 379-Од         |
| Жилой дом Вейнберга | арх. Маас В. Ф.                                                                                  | 1875 год | Коблевская ул. (Подбельского), 47 | Достопримечательность архитектуры и градостроительства                              | 380-Од         |
| Здание института связи | арх. Брейбурд И. С.                                                                              | 1946—1948 годы | Кузнечная ул. (Челюскинцев), 1—3 — угол Лютеранского пер. (К.Цеткин) и пер. Топольского                                                  | Достопримечательность архитектуры и градостроительство                              | 381-Од         |
| Памятник. Попову О. — русскому ученому-физику |                                                                                                  | 1970 год | Кузнечная ул. (Челюскинцев), 1—3 угол Лютеранского пер. (К.Цеткин) и пер. Топольского                                                    | Достопримечательность монументального искусства                                     | 382-Од         |
| Памятник студентам, преподавателям и сотрудникам Одесского электротехнического института связи, погибшим в годы Великой Отечественной войны (ск. Еременко М., арх. Циркун А.) скульптура — гранит, кованая медь, постамент-бетон |                                                                                                  | 1975 год | Кузнечная ул. (Челюскинцев), 1—3 угол Лютеранского пер. (К.Цеткин) и переул. Топольского                                                 | Достопримечательность монументального искусства                                     | 383-Од         |
| Доходный дом Табунщикова | арх. Карл Абт                                                                                    | | Кузнечная ул. (Челюскинцев), 14 | Архитектура и градостроительство История                                            | 384-Од         |
| Жилой дом | арх. Феликс Гонсиоровский                                                                        | 1881 год | Кузнечная ул. (Челюскинцев), 20 — угол Льва Толстого ул. (Игровой)                                                                       | Достопримечательность архитектуры и градостроительства                              | 385-Од         |
| Доходный дом | арх. Арон Панпулов                                                                               | 1902 год | Кузнечная ул. (Челюскинцев), 25; угол Спиридоновской (Горького), 19                                                                      | Достопримечательность архитектуры и градостроительства                              | 386-Од         |
| Жилой дом |                                                                                                  | Сер. XIX ст. | Кузнечная ул. (Челюскинцев), 29 | Достопримечательность архитектуры и градостроительства                              | 387-Од         |
| Доходный дом |                                                                                                  | кон. XIX ст. | Кузнечная ул. (Челюскинцев), 33 | Достопримечательность архитектуры и градостроительства                              | 388-Од         |
| Дом, где жил Заблудовский П. Е. — историк медицины, заслуженный деятель науки СССР, профессор |                                                                                                  | 1908—1914 годы | Кузнечная ул. (Челюскинцев), 36 | Достопримечательность истории                                                       | 389-Од         |
| Доходный дом (инж. Розен И. М.) | инж. Розен И. М.                                                                                 | 1913 год | Кузнечная ул. (Челюскинцев), 39 | Достопримечательность архитектуры и градостроительства                              | 390-Од         |
| Дом Рудь, в котором жил Аганин М. А. — геофизик, чл.-корр. АН УССР, один из основателей Одесского политехнического института | арх. Кюнер Ф. Э.                                                                                 | 1910 год 1920—1940 годы | Кузнечная ул. (Челюскинцев), 42 угол Тираспольской (1905 года), 16                                                                       | Архитектура и градостроительство История                                            | 391-Од         |
| Дом, где жил Количев О. Я. — поэт |                                                                                                  | 1904—1923 годы | Кузнечная ул. (Челюскинцев), 43 | Достопримечательность истории                                                       | 392-Од         |
| Дом, где жил Коздоба А. С.- хирург, профессор |                                                                                                  | 1880 год 1902—1941 годы | Кузнечная ул. (Челюскинцев), 46 | Достопримечательность истории                                                       | 393-Од         |
| Доходный дом Трандафиловой, в котором жил историк, дипломат, академик АН СССР Потемкин В. П. | арх. Кюнер Ф. Э.                                                                                 | 1910-е годы 1920—1922 годы | Кузнечная ул. (Челюскинцев), 52 | Архитектура и градостроительство История                                            | 394-Од         |
| Дом Вольфа | арх. Пономаренко Я. М.                                                                           | 1902 −1903 годы | Кузнечная ул. (Челюскинцев), 54 — угол Успенской (Чичерина), 72                                                                          | Достопримечательность архитектуры и градостроительства                              | 395-Од         |
| Дом бани Исаковича | арх. Ландесман С. А.                                                                             | 1902 год | Кузнечная ул. (Челюскинцев), 57 | Достопримечательность архитектуры и градостроительства                              | 396-Од         |
| Дом Нитче с торговыми лавками | арх. Каетон Доллаква                                                                             | 1840-е годы | Красный пер., 11 угол Бунина (Р.Люксембург), 30                                                                                          | Достопримечательность архитектуры и градостроительства                              | 397-Од         |
| Дом Кислова со скамейкой . |                                                                                                  | начало XIX в. | Красный пер., 16 — пл. Греческий (Мартиновского), 15                                                                                     | Достопримечательность архитектуры и градостроительства                              | 398-Од         |
| Дом Крамарева со скамейкой |                                                                                                  | начало XIX ст. | Красный пер., 20 — пл. Греческий (Мартиновского), 19                                                                                     | Достопримечательность архитектуры и градостроительства                              | 399-Од         |
| Дом Милованова со скамейкой |                                                                                                  | начало XIX в. | Красный пер., 22 — пл. Греческий (Мартиновского), 21                                                                                     | Достопримечательность архитектуры и градостроительства                              | 400-Од         |
| Лестница и подпорные стены | арх. Круг П. И., Каетон Доллаква                                                                 | сер. XIX ст. | Ланжероновский спуск (Ласточкина) | Достопримечательность архитектуры и градостроительства                              | 401-Од         |
| Жилой дом Жерболини | арх. Франческо Боффо                                                                             | 1841 год | Ланжероновский спуск (Ласточкина), 1; угол Польского спуска (Кангуна), 6                                                                 | Достопримечательность архитектуры и градостроительства                              | 402-Од         |
| Здание склада Папудова (ночлеговый приют), в котором жили: - начало XX ст. Горький О. М. — русский писатель; - начало XX ст. Грин О. С. — русский писатель | арх. Круг П. И.                                                                                  | 1850—1852 годы 1891 год 1897 год. | Ланжероновский спуск (Ласточкина), 2 угол Польского спуска (Кангуна), 4                                                                  | Архитектура и градостроительство История                                            | 403-Од         |
| Комплекс построек | арх. Джорджо Торричелли                                                                          | | Ланжероновская ул. 1 — Дерибасовская ву. 2                                                                                               |                                                                                     | 404-Од         |
| Дворец Витта | арх. Торричелли Г. И.                                                                            | 1830-е годы | Ланжероновская ул. (Ласточкина), 1 | Достопримечательность архитектуры и градостроительства                              | 404/1-Од       |
| Жилой дом |                                                                                                  | 1 пол XIX в. | Дерибасовская ул. 2 | Достопримечательность архитектуры и градостроительства                              | 404/2-Од       |
| Скульптурная группа «Дети и лягушонок» («Нарциссы») и фонтан (ск. Макс Блондо (Франция); скульптура — белый мрамор, постамент — бетон) |                                                                                                  | 1890 год, 1925 год | Ланжероновская ул. (Ласточкина), 6 | Достопримечательность монументального искусства                                     | 405-Од         |
| Жилой дом Навроцкого, в котором содержалась редакция газеты «Одесский листок», где работали Навроцкий В. — редактор и владелец газеты Влас Дорошевич журналист, критик, и фельетонист | арх. Иван Яценко                                                                                 | 1891 год 1897—1922 годы | Ланжероновская ул. (Ласточкина), 8— Пале-Рояль                                                                                           | Архитектура и градостроительство История                                            | 406-Од         |
| Сквер Пале-Рояль |                                                                                                  | сер. XIX ст. | Ланжероновская ул. (Ласточкина) — Екатерининская ул. (К. Маркса) — Чайковского пер. (Театральный)                                        | Достопримечательность садово-паркового искусства                                    | 407-Од         |
| Скульптурная группа «Эрот и Психея», копия из оригинала, изготовленного во II в. до н. е. в Греции (скульптура — белый мрамор, постамент — бетон) |                                                                                                  | кон. XIX ст. 1925 год. | Ланжероновская ул. (Ласточкина) — Екатерининская (К. Маркса) — Чайковского пер. (Театральный) сквер Палео-Рояль                          | Достопримечательность монументального искусства архитектуры и градостроительства    | 408-Од         |
| Фонтан |                                                                                                  | II пол. XIX ст. | Ланжероновская ул. (Ласточкина) — Екатерининская (К. Маркса) — Чайковского пер. (Театральный), сквер Пале-Рояль                          | Достопримечательность архитектуры и градостроительства                              | 409-Од         |
| Доходный дом Белино |                                                                                                  | кон. XIX ст. | Ланжероновская ул. (Ласточкина), 9 | Достопримечательность архитектуры и градостроительства                              | 410-Од         |
| Жилой дом |                                                                                                  | 1870-е годы | Ланжероновская ул. (Ласточкина), 13 | Достопримечательность архитектуры и градостроительства                              | 411-Од         |
| Доходный дом Григорьевой (кафе Фанкони) | арх. Юрий Дмитренко, Скведер Х. Я.                                                               | 1912—1913 годы | Ланжероновская ул. (Ласточкина), 15 угол Екатерининской (К. Маркса)                                                                      | Достопримечательность архитектуры и градостроительства                              | 412-Од         |
| Доходный дом Черепенникова |                                                                                                  | сер. XIX ст. | Ланжероновская ул. (Ласточкина), 19 | Достопримечательность архитектуры и градостроительства                              | 413-Од         |
| Комплекс торговых домов Страца | арх. Джорджо Торричелли                                                                          | | Ланжероновская ул., 20/22 — Пале-Рояль                                                                                                   |                                                                                     | 414-Од         |
| Дом торговый | арх. Торичелли Г. И.                                                                             | 1842 год, сэр. XIX (надстройка) | Ланжероновская ул. (Ласточкина), 20/22 — Палео-Рояль                                                                                     | - Достопримечательность архитектуры и градостроительства                            | 414/1-Од       |
| Дом торговый | арх. Торичелли Г. И.                                                                             | 1842 год, сэр. XIX (надстройка) | Ланжероновская ул. (Ласточкина), 20/22 — Палео-Рояль                                                                                     | Достопримечательность архитектуры и градостроительства                              | 414/2-Од       |
| Дом торговый | арх. Торичелли Г. И.                                                                             | 1842 год, сэр. XIX (надстройка) | Ланжероновская ул. (Ласточкина), 20/22 — Палео-Рояль                                                                                     | Достопримечательность архитектуры и градостроительства                              | 414/3-Од       |
| Доходный дом Генцельмана, в котором в 20-х годах ХХ ст. работал театр рабочей молодежи «ТРАМ» |                                                                                                  | II пол. XIX ст. 1856 год. | Ланжероновская ул. (Ласточкина), 24-а (левоворотное сооружение)                                                                          | - Архитектура и градостроительство - История                                        | 415-Од         |
| Жилой дом Страца | арх. Франческо Боффо                                                                             | 1852 год. | Ланжероновская ул. (Ласточкина), 26 | - Достопримечательность архитектуры и градостроительства                            | 416-Од         |
| Жилой дом Карузо | арх. Франц Моранди                                                                               | сер. XIX ст. | Ланжероновская ул. (Ласточкина), 28 | Достопримечательность архитектуры и градостроительства                              | 417-Од         |
| Доходный дом | арх. Лев Влодек                                                                                  | 1890-е годы | Лейтенанта Шмидта ул., 1 — угол Большой Арнаут-ской ул. (Чкалова)                                                                        | - Достопримечательность архитектуры и градостроительства                            | 418-Од         |
| Доходный дом | арх. Николай Толвинский                                                                          | 1890-е годы | Лейтенанта Шмидта ул., 4 | Достопримечательность архитектуры и градостроительства                              | 419-Од         |
| Доходный дом | арх. Николай Толвинский                                                                          | 1890-е годы | Лейтенанта Шмидта ул., 6 | Достопримечательность архитектуры и градостроительства                              | 420-Од         |
| Доходный дом |                                                                                                  | кон. XIX ст. | Лейтенанта Шмидта ул., 24 | Достопримечательность архитектуры и градостроительства                              | 421-Од         |
| Доходный дом | арх. Лев Влодек                                                                                  | 1890 год | Лейтенанта Шмидта ул., 25 | Достопримечательность архитектуры и градостроительства                              | 422-Од         |
| Здание школы, в котором до Великой Отечественной войны учился Гордиенко Я. — партизан-разведчик |                                                                                                  | 1930-е годы | Льва Толстого по ул. (Игровая), 1 угол Соборной пл. (Сов. Армии), 10                                                                     | - Достопримечательность истории                                                     | 423-Од         |
| Дом, где находилась первая в Роси, вторая в мире бактериологическая станция, которую основал Гамалея М. на средства Маразли Г. |                                                                                                  | 1886—1888 годы | Льва Толстого ул. (Игровая), 4 | Достопримечательность истории                                                       | 424-Од         |
| Жилой дом, в котором: - жил Бардах Я. Ю. — бактериолог, один из организаторов первой в России бактериологической станции, организатор второй в России станции скорой помощи, профессор; - жил Заболотный Д. К. — микробиолог, академик АН СССР АН УССР, её основатель и первый президент |                                                                                                  | начало ХХ ст. 1917—1929 годы 1919—1923 годы | Льва Толстого ул. (Игровая), 6 | - Архитектура и градостроительство - История                                        | 425-Од         |
| Жилой дом |                                                                                                  | сер. XIX ст. | Льва Толстого ул. (Игровая), 7 | Достопримечательность архитектуры и градостроительства                              | 426-Од         |
| Здание Мариинской гимназии: - училась Катульская Е. К. — оперная певица, н.а. СССР, Лауреат Госпремии СССР, доктор искусствоведения, профессор; - училась Нежданова А. В. — певица, н.а. СССР Герой Соц. Труды, доктор искусствоведения, профессор; - учился Гефт М. А. — чекист-подпольщик. |                                                                                                  | сер XIX в. 1897—1905 годы 1883—1886 годы 1921—1926 годы | Льва Толстого ул. (Игровая), 9 угол Новосельского (Островидова)                                                                          | Архитектура и градостроительство История                                            | 427-Од         |
| Доходный дом | арх. Демосфен Мазыров                                                                            | 1892 год | Льва Толстого ул. (Игровая), 12 | Достопримечательность архитектуры и градостроительства                              | 428-Од         |
| Доходный дом Телала | арх. Арон Панпулов                                                                               | 1914 год | Льва Толстого ул. (Игровая), 13 | Достопримечательность архитектуры и градостроительства                              | 429-Од         |
| Дом училища глухонемых детей | арх. Кюнер Ф. Э., Доллаква К. О.                                                                 | 1850 год | Льва Толстого ул. (Игровая), 20 | Достопримечательность архитектуры и градостроительства                              | 430-Од         |
| Доходный дом | арх. Кюнер Ф. Э.                                                                                 | 1914 год | Льва Толстого ул. (Игровая), 28, угол переул. Каретного (Попова), 2                                                                      | Достопримечательность архитектуры и градостроительства                              | 431-Од         |
| Здание училища Кефера и Ферстера | арх. Эдуард Меснер, инж. Скведер Х. Я.                                                           | 1912—1913 годы | Льва Толстого ул. (Игровая), 30 угол Каретного пер. (Попова) правоворотное сооружение                                                    | Достопримечательность архитектуры и градостроительства                              | 432-Од         |
| Доходный дом, в котором у. жил и работал Ладыженский Г. А., академик Петербургской АХ | арх. Шейнс А. Э.                                                                                 | 1899 год 1884—1912 годы | Льва Толстого ул. (Игровая), 30— угол Дегтярной (Сов. Милиции), 25 (левоворотное сооружение)                                             | Архитектура и градостроительство История                                            | 433-Од         |
| Дом Прокудина | арх. Викентий Прохаска                                                                           | 1903 год | Льва Толстого ул. (Игровая), 32 — Льва Толстого пл.                                                                                      | Достопримечательность архитектуры и градостроительства                              | 434-Од         |
| Памятник Толстому Л. М. — русскому писателю (ск. Нарузецкий М., Князик О., Соловьев А., арх. Безчастнов И.) , Рашковский К., бюст-мрамор, постамент-гранит) |                                                                                                  | 1967 год | Льва Толстого пл. | Достопримечательность монументального искусства                                     | 435-Од         |
| Доходный дом Аглико в котором жили: — Гумперт Б. — один из руководителей подпольного движения; — Озолин М. И. —химик-технолог, один из организаторов ОПИ, профессор; — Синельников Е. Й. — физиолог, ученик И.Павлова, профессор |                                                                                                  | кон. XIX ст. 1941—1944 годы 1920—1940 годы 1918—1955 годы | Лютеранский пер. (К. Цеткин), 3 | Архитектура и градостроительство История                                            | 436-Од         |
| Дом, где жили: - начало XX ст. Эдуардс Б.В— скульптор, академик Петербургской АХ, один из основателей ТЮРХ; - начало XX ст. Батуев М. И. — учёный-анатом, профессор |                                                                                                  | 1883—1917 годы | Ляпунова пер. (Софиевский), 3 | Достопримечательность истории                                                       | 437-Од         |
| Доходный дом Эдуардса (инж. Чехович С. П.) | инж. Чехович С. П.                                                                               | 1893 год | Ляпунова пер. (Софиевский), 12 | Достопримечательность архитектуры и градостроительства                              | 438-Од         |
| Доходный дом Шимановского | арх. Шейнс А. Э.                                                                                 | 1894 год | Маланова, пер., 12 | Достопримечательность архитектуры и градостроительства                              | 439-Од         |
| Жилой дом |                                                                                                  | сер. XIX ст. | Манежная ул., 32 | Достопримечательность архитектуры и градостроительства                              | 440-Од         |
| Доходный дом Никифорова |                                                                                                  | кон. XIX ст. | Маразлиевская ул. (Энгельса), 1 | Достопримечательность архитектуры и градостроительства                              | 441-Од         |
| Доходный дом Луцкого, в котором жили: - Куприн О. И. — писатель; - Пинегин В. Н. — учёный гидравлик, профессор | арх. Моисей Линецкий                                                                             | 1902 год 1910—1957 годы 1905—1928 годы | Маразлиевская ул. (Энгельса), 2 угол Нахимова пер. (Барятинского)                                                                        | - Архитектура и градостроительство - История                                        | 442-Од         |
| Комплекс доходных домов | арх. Александр Бернардацци, арх. Кюнер Ф. Э.                                                     | | Маразлиевская ул., 3 |                                                                                     | 443-Од         |
| - корпус 1 | арх. Бернардацци О. Й.                                                                           | 1887 год | Маразлиевская ул. (Энгельса), 3 | Достопримечательность архитектуры и градостроительства                              | 443/1-Од       |
| - корпус 2 | арх. Кюнер Ф. Э.                                                                                 | 1911 год | Маразлиевская ул. (Энгельса), 3 (дворовое сооружение)                                                                                    | Достопримечательность архитектуры и градостроительства                              | 443/2-Од       |
| Доходный дом Озмидова | арх. Дмитренко Ю. М.                                                                             | 1899 год | Маразлиевская ул. (Энгельса), 4 | Достопримечательность архитектуры и градостроительства                              | 443/3-Од       |
| Доходный дом Беликовича | арх. Мазыров Д. Е.                                                                               | 1902 год | Маразлиевская ул. (Энгельса), 5 | Достопримечательность архитектуры и градостроительства                              | 443/4-Од       |
| Доходный дом Гринчака | арх. Бернардацци О. И.                                                                           | 1893 год | Маразлиевская ул. (Энгельса), 7 угол Базарной ('Кировая')                                                                                | Достопримечательность архитектуры и градостроительства                              | 443/5-Од       |
| Особняк Блюмберга, в котором жил и работал Танфильев Г. И. учёный-геоботаник и почвовед |                                                                                                  | начало XX в. | Маразлиевская ул. (Энгельса), 8 | Архитектура и градостроительство История                                            | 443/6-Од       |
| Усадьба городская |                                                                                                  | | Маразлиевская ул., 10 |                                                                                     | 444-Од         |
| Жилой дом Котляревских |                                                                                                  | кон. XIX ст. | Маразлиевская ул. (Энгельса), 10 | Достопримечательность архитектуры и градостроительства                              | 444/1-Од       |
| Флигель жилой |                                                                                                  | кон. XIX ст. | Маразлиевская ул. (Энгельса), 10 | Достопримечательность архитектуры и градостроительства                              | 444/2-Од       |
| Дом Петрококкино | арх. Бернардацци О. И.                                                                           | кон. XIX ст. | Маразлиевская ул. (Энгельса), 12 | Достопримечательность архитектуры и градостроительства                              | 445-Од         |
| Доходный дом Мортона | арх. Линецкий М. И.                                                                              | 1905 год | Маразлиевская ул. (Энгельса), 14-а | Достопримечательность архитектуры и градостроительства                              | 446-Од         |
| Доходный дом Наума | арх. Гольденберг Я. С.                                                                           | 1913 год | Маразлиевская ул. (Энгельса), 14-б | Достопримечательность архитектуры и градостроительства                              | 447-Од         |
| Доходный дом Мортона | арх. Мазыров Д. Е.                                                                               | 1880-е годы | Маразлиевская ул. (Энгельса), 16 | Достопримечательность архитектуры и градостроительства                              | 448-Од         |
| Доходный дом Панкеева | арх. Влодек Л. Л.                                                                                | 1890-е годы | Маразлиевская ул. (Энгельса), 20 | Достопримечательность архитектуры и градостроительства                              | 449-Од         |
| Доходный дом Снитковского |                                                                                                  | начало XX в. | Маразлиевская ул. (Энгельса), 22 | Достопримечательность архитектуры и градостроительства                              | 450-Од         |
| Особняк Менделевича | арх. Прохаско В. И.                                                                              | 1909 год | Маразлиевская ул. (Энгельса), 28 | Достопримечательность архитектуры и градостроительства                              | 451-Од         |
| Жилой дом Маргулиса | арх. Паппе Ф. Л.                                                                                 | 1912 год | Маразлиевская ул. (Энгельса), 34 — угол Сабанского пер. (Суворова), 1                                                                    | Достопримечательность архитектуры и градостроительства                              | 452-Од         |
| Комплекс сооружений |                                                                                                  | | Маразлиевская ул. 36 |                                                                                     | 453-Од         |
| Жилой дом Петровой | арх. Кабиольский В. М.                                                                           | 1896 год. | Маразлиевская ул. (Энгельса), 36 | Достопримечательность архитектуры и градостроительства                              | 453/1-Од       |
| Забор | арх. Кабиольский В. М.                                                                           | 1896 год. | Маразлиевская ул. (Энгельса), 36 | Достопримечательность архитектуры и градостроительства                              | 453/2-Од       |
| Доходный дом Вассаля | арх. Влодек Л. Л.                                                                                | 1902—1912 годы | Маразлиевская ул. (Энгельса), 38 | Достопримечательность архитектуры и градостроительства                              | 454-Од         |
| Здание Мореходного училища. Выдающееся место, где в период фашистской оккупации, в октябре 1941 год, был взорван дом, в котором находилась фашистская комендатура. | арх. Наркевич Л. М.                                                                              | 1957 год | Маразлиевская ул. (Энгельса), 40/42 | Архитектура и градостроительство История                                            | 455-Од         |
| Доходный дом Кефала, в котором жил и работал Головин С. С. — офтальмолог |                                                                                                  | 1899 год; 1903—1905 годы | Маразлиевская ул. (Энгельса), 44 | Архитектура и градостроительство История                                            | 456-Од         |
| Жилой дом Крыжановского |                                                                                                  | начало XX в. | Маразлиевская ул.(Энгельса), 46 | Достопримечательность архитектуры и градостроительства                              | 457-Од         |
| Доходный дом Половинской, в котором в 1920—1949 годах жил и работал Матяш М. И. — писатель |                                                                                                  | I пол. XIX ст. | Маразлиевская ул. (Энгельса), 48 | Архитектура и градостроительство История                                            | 458-Од         |
| Дом Крыжановского — Аудерского | арх. Влодек Л. Л.                                                                                | 1900 год | Маразлиевская ул. (Энгельса), 54 | Достопримечательность архитектуры и градостроительства                              | 459-Од         |
| Доходный дом | арх. Дистерло год А.                                                                             | 1890—1891 годы | Малая Арнаутская ул. (Воровского), 1; угол Белинского                                                                                    | Достопримечательность архитектуры и градостроительства                              | 460-Од         |
| Доходный дом, где жили: - Жилой дом — Ульянов Д. И. — революционер; - Жилой дом — Равницкий Т. Х. — писатель, журналист, издатель; - Жилой дом — Бялык Х. Н. — еврейский писатель; - Жилой дом — Ильф И. — писатель |                                                                                                  | кон. XIX ст. | Малая Арнаутская ул. (Воровского), 9 | Архитектура и градостроительство История                                            | 461-Од         |
| Доходный дом |                                                                                                  | 1880-е годы | Малая Арнаутская ул. (Воровского), 11 | Достопримечательность архитектуры и градостроительства                              | 462-Од         |
| Доходный дом | арх. Ландесман С. А., Славкин П. Л.                                                              | 1911 год | Малая Арнаутская ул. (Воровского), 43; угол гимназической (Иностранной коллегии)                                                         | Достопримечательность архитектуры и градостроительства                              | 463-Од         |
| Доходный дом Булгака | арх. Линецкий М. И., Шейнс А. Э.                                                                 | 1899 год. | Малая Арнаутская ул. (Воровского), 45 | Достопримечательность архитектуры и градостроительства                              | 464-Од         |
| Доходный дом | инж. Корницкий Д. О.                                                                             | 1883 год | Малая Арнаутская ул. (Воровского), 46 | Достопримечательность архитектуры и градостроительства                              | 465-Од         |
| Здание синагоги |                                                                                                  | 1909 год | Малая Арнаутская ул. (Воровского), 46, во дворе                                                                                          | Достопримечательность архитектуры и градостроительства                              | 466-Од         |
| Доходный дом |                                                                                                  | 1890-е годы | Малая Арнаутская ул. (Воровского), 47 | Достопримечательность архитектуры и градостроительства                              | 467-Од         |
| Доходный дом |                                                                                                  | 1900-е годы | Малая Арнаутская ул. (Воровского), 51 | Достопримечательность архитектуры и градостроительства                              | 468-Од         |
| Доходный дом |                                                                                                  | 1900-е годы | Малая Арнаутская ул. (Воровского), 53 | Достопримечательность архитектуры и градостроительства                              | 470-Од         |
| Жилой дом |                                                                                                  | сер. XIX ст. | Малая Арнаутская ул. (Воровского), 57 | Достопримечательность архитектуры и градостроительства                              | 471-Од         |
| Доходный дом | арх. Зелинский Ц. Э.                                                                             | 1890 год | Малая Арнаутская ул. (Воровского), 59 | Достопримечательность архитектуры и градостроительства                              | 472-Од         |
| Доходный дом |                                                                                                  | 1890-е годы | Малая Арнаутская ул. (Воровского), 60; угол Екатерининской (К. Маркса), 85                                                               | Достопримечательность архитектуры и градостроительства                              | 473-Од         |
| Доходный дом |                                                                                                  | 1890-е годы | Малая Арнаутская ул. (Воровского), 73 | Достопримечательность архитектуры и градостроительства                              | 474-Од         |
| Жилой дом |                                                                                                  | 1870-е годы | Малая Арнаутская ул. (Воровского), 82 | Достопримечательность архитектуры и градостроительства                              | 475-Од         |
| Трансформаторная подстанция электрического трамвая | арх. Абт К. К.                                                                                   | 1910 год | Малая Арнаутская ул. (Воровского); угол Екатерининской (К. Маркса)                                                                       | Достопримечательность архитектуры и градостроительства науки и техники              | 476-Од         |
| Жилой дом |                                                                                                  | 1820—1830-е годы | Малая Арнаутская ул. (Воровского), 106 угол Заславского                                                                                  | Достопримечательность архитектуры и градостроительства                              | 477-Од         |
| Трансформаторная подстанция электрического трамвая | арх. Абт К. К.                                                                                   | 1910 год | Малая Арнаутская ул. (Воровского); угол Заславского                                                                                      | Достопримечательность науки и техники                                               | 478-Од         |
| Доходный дом Викторова | арх. Шмидт В. И.                                                                                 | 1899 год | Маяковского пер.(Малый), 3 | Достопримечательность архитектуры и градостроительства                              | 479-Од         |
| Доходный дом Абомелика О. П., в котором жили: - Блюхер В. К. — командир 51-й Перекопской дивизии; - Пильчиков М. Д. — физик, изобретатель сейсмографа |                                                                                                  | II пол. XIX ст.; 1894—1902 годы | Маяковского пер.(Малый), 4 | Архитектура и градостроительство История                                            | 480-Од         |
| Дом, в котором жил Прибык Й. — композитор, педагог и главный дирижёр Одесского театра оперы и балета |                                                                                                  | 1894—1937 годы | Маяковского пер. (Малый), 6 | Достопримечательность истории                                                       | 481-Од         |
| Комплекс сооружений |                                                                                                  | | Маяковского пер., 7 |                                                                                     | 482—Од         |
| Жилой дом |                                                                                                  | первая половина XIX ст. | Маяковского пер.(Малый), 7 (левоворотное сооружение)                                                                                     | Достопримечательность архитектуры и градостроительства                              | 482/1-Од       |
| Учебное здание |                                                                                                  | начало ХХ ст. | Маяковского пер.(Малый), 7 (во дворе) | Достопримечательность архитектуры и градостроительства                              | 482/2-Од       |
| Жилой дом |                                                                                                  | I пол. XIX ст. | Маяковского пер. (Малый), 7 (правоворотное сооружение)                                                                                   | Достопримечательность архитектуры и градостроительства                              | 482/3-Од       |
| Дом, в котором в 1874—1894 годах жил и работал Успенский Ф. И. — историк-византолог |                                                                                                  | 1874—1894 годы | Маяковского пер. (Малый), 8 | Достопримечательность истории                                                       | 483-Од         |
| Жилой дом | арх. Каневский Н. М.                                                                             | 1930-е годы | Маяковского пер. (Малый), 9 угол Преображенской (Сов. Армии)                                                                             | Достопримечательность архитектуры и градостроительства                              | 484-Од         |
| Дом, где жили: - Самойлов О. Ф. — учёный-физиолог; - Васильев В. П. — учёный-энтомолог |                                                                                                  | 1867 — 1894 годы; 1912—1930 годы | Маяковского пер. (Малый), 10 | Достопримечательность истории                                                       | 485-Од         |
| Особняк |                                                                                                  | 1893 год | Мечникова ул. (Внешний бульв.), 51 | Достопримечательность архитектуры и градостроительства                              | 486-Од         |
| Дом Инвалидный | арх. Бернардацци О. И., Лонский Г. П.                                                            | 1886 год | Мечникова ул. (Внешний бульв.), 53 | Достопримечательность архитектуры и градостроительства                              | 487-Од         |
| Доходный дом Толстого | арх. Троупянский Ф. А.                                                                           | 1912 год | Нахимова пер. (Барятинский), 2 | Достопримечательность архитектуры и градостроительства                              | 489-Од         |
| Особняк Толстого | арх. Троупянский Ф. А.                                                                           | | Нахимова пер. (во дворе) (Барятинский), 4                                                                                                | Достопримечательность архитектуры и градостроительства                              | 490-Од         |
| Доходный дом Латри |                                                                                                  | I пол. XIX ст. | Некрасова пер. (Казарменный), 3 | Достопримечательность архитектуры и градостроительства                              | 491-Од         |
| Дом Оттона (доходный дом Маврокордато) |                                                                                                  | 1885 год | Некрасова пер. (Казарменный), 4 | Достопримечательность архитектуры и градостроительства                              | 492-Од         |
| Особняк Кауфмана |                                                                                                  | 1860-е годы | Некрасова пер. (Казарменный), 5 | Достопримечательность архитектуры и градостроительства                              | 493-Од         |
| Дом Коклена в котором жил Александров О. И. — один из руководителей одесского подполья | арх. Козлов И. С.                                                                                | 1852 год.; 1900—1922 годы | Некрасова пер. (Казарменный), 7; угол Преображенской (Сов. Армии)                                                                        | Архитектура и градостроительство История                                            | 494-Од         |
| Доходный дом Маврокордато | арх. Мазыров Д. Е.                                                                               | 1880-е годы | Некрасова пер. (Казарменный), 8 | Достопримечательность архитектуры и градостроительства                              | 495-Од         |
| Жилой дом Авчинникова |                                                                                                  | кон. XIX ст. | Нечипуренко пер. (Авчинниковский), 1 | Достопримечательность архитектуры и градостроительства                              | 496-Од         |
| Доходный дом Авчинникова | арх. Торичелли Г. И.                                                                             | 1838 год. | Нечипуренко пер. (Авчинниковский), 3 | Достопримечательность архитектуры и градостроительства                              | 497-Од         |
| Доходный дом Авчинникова | арх. Торичелли Г. И.                                                                             | 1838 год. | Нечипуренко пер. (Авчинниковский), 3 угол Еврейской (Бебеля), 50                                                                         | Достопримечательность архитектуры и градостроительства                              | 498-Од         |
| Жилой дом Нищего |                                                                                                  | I пол. XIX ст. | Нечипуренко пер. (Авчинниковский), 7 | Достопримечательность архитектуры и градостроительства                              | 499-Од         |
| Доходный дом Сарача |                                                                                                  | сер. XIX ст. | Нечипуренко пер. (Авчинниковский), 15 | Достопримечательность архитектуры и градостроительства                              | 500-Од         |
| Дом, в котором жил Зеленецкий М. М. — учёный-ботаник, один из основателей Одесского сельхозинститута, профессор |                                                                                                  | 1896-1923 годы | Нежинская ул. (Ф.Меринга), 1 | Достопримечательность истории                                                       | 501-Од         |
| Доходный дом (Гросул-Толстого) в котором жили: - Жилой дом — Богатский В. Д.- учёный-химик, профессор; - Жилой дом — Перкель И. Д.- венеролог, профессор; - Жилой дом — Гимельфарб Ю. А. — театрально-общественный деятель, заслуженный артист УССР |                                                                                                  | 1910-е годы 1944—1950 годы 1944—1952 годы 1944—1980 годы | Нежинская ул. (Ф.Меринга), 5 | Архитектура и градостроительство История                                            | 502-Од         |
| Дом, где жил Красновский О. О. — биохимик, акад. АН СССР и академии естествознания Германии |                                                                                                  | 1913—1931 годы | Нежинская ул. (Ф.Меринга), 6 | Достопримечательность истории                                                       | 503-Од         |
| Дом, где жили: - Жилой дом — — Нищинский П. И.- украинский композитор и поэт-переводчик; - Жилой дом — — Аркас М. М.- композитор |                                                                                                  | 1860—1875 годы 1860—1870 годы 1863—1875 годы | Нежинская ул. (Ф.Меринга), 14 | Достопримечательность истории                                                       | 504-Од         |
| Доходный дом, где жил Славин Л. — писатель |                                                                                                  | II пол. XIX ст. 1909—1924 годы | Нежинская ул. (Ф.Меринга), 16 | Архитектура и градостроительство История                                            | 505-Од         |
| Доходный дом Рихтера, в котором жили: - Жилой дом — Мочульский В. Н. — историк литературы, профессор; - Жилой дом — Мочульский К. В. — литературовед, активный участник французского Движения сопротивления в 1940—1944 годы, профессор |                                                                                                  | 2 пол XIX в. 1889—1920 годы 1892—1906 годы | Нежинская ул. (Ф.Меринга), 18 | Архитектура и градостроительство История                                            | 506-Од         |
| Дом, в котором жил Диатроптов П. Н. — микробиолог и гигиенист, заведующий Одесской бактериологической станцией в 1893—1907 годы, профессор |                                                                                                  | 1892—1917 годы | Нежинская ул. (Ф.Меринга), 20 | Достопримечательность истории                                                       | 507-Од         |
| Доходный дом, где жил Малышевский В. М. — польский композитор, дирижёр и педагог, профессор Одесской консерватории |                                                                                                  | кон. XIX ст. 1903—1921 годы | Нежинская ул (Ф.Меринга), 24 | Архитектура и градостроительство История                                            | 508-Од         |
| Доходный дом Михельсона (арх. Влодек Л. Л.) |                                                                                                  | 1890 год | Нежинская ул. (Ф.Меринга), 30 | Достопримечательность архитектуры и градостроительства                              | 509-Од         |
| Жилой дом |                                                                                                  | 1900 | Нежинская ул. (Ф.Меринга), 34 | Достопримечательность архитектуры и градостроительства                              | 510-Од         |
| Дом торговый (арх. Фраполли Ф., арх. Козлов И. С.) |                                                                                                  | 1810-е годы, 1833 год (перестрой.) | Нежинская ул. (Ф.Меринга), 35 — угол Торговой ул. (Красной гвардии), 39                                                                  | Достопримечательность архитектуры и градостроительства                              | 511-Од         |
| Дом, где жили: — Мурзакевич М. М. — историк, один из основателей Одесского императорского общества истории и древностей, профессор Ришельевского лицея; — Маркелов Г. Л. — Невропатолог, акад. АН УССР, организатор и первый директор Одесского психоневрологического диспансера |                                                                                                  | 1830—1883 годы 1944—1952 годы | Нежинская ул. (Ф.Меринга), 37 | Достопримечательность истории                                                       | 512-Од         |
| Жилой дом (арх. Эдуард Меснер) |                                                                                                  | 1909 год | Нежинская ул. (Ф.Меринга), 38 | Достопримечательность архитектуры и градостроительства                              | 513-Од         |
| Дом, где жили: — Гантмахер Ф. Р. — математик и механик, лауреат Государственных премий СССР, профессор; — Соколов М. А. — искусствовед, профессор; — Кон Л. И. — учёный машиностроитель, профессор |                                                                                                  | 1920—1934 годы 1920—1945 годы 1945—1975 годы | Нежинская ул. (Ф.Меринга), 39 | Достопримечательность истории                                                       | 514-Од         |
| Дом, где жили: — Ганский А. П. — астроном, профессор; — Ришави Л. А. — ботаник-альголог, профессор; — Бучинский П. М. — эмбриолог, профессор; |                                                                                                  | 1870—1921 годы 1870—1889 годы 1899—1915 годы 1900—1921 годы | Нежинская ул. (Ф.Меринга), 40 — угол Дворянской ул. (П.Великого)                                                                         | Достопримечательность истории                                                       | 515-Од         |
| Жилой дом, в котором жили: — Коростелев К. И. — математик, профессор; — Казанский Б. О. — химик-органик, акад. АН СССР, Герой Соц. Труды, лауреат Государственной премии СССР |                                                                                                  | сер. XIX ст. 1850—1876 годы 1891—1912 годы | Нежинская ул. (Ф.Меринга), 43 | Архитектура и градостроительство История                                            | 516-Од         |
| Жилой дом, в котором жил Волков Р. М. — литературовед, фольклорист, ректор Одесского государственного университета | арх. Кабиольский В. М.                                                                           | 1892—1893 годы; 1918—1941 годы | Нежинская ул. (Ф.Меринга), 46 | Архитектура и градостроительство История                                            | 517-Од         |
| Доходный дом (арх. Юргевич А. В.) в котором жили: — Бабкин Б. П. — физиолог, доктор медицины и юриспруденции, лауреат Нобелевской премии |                                                                                                  | 1905 год 1915—1922 годы | Нежинская ул. (Ф.Меринга), 47 угол Дворянской (П.Великого), 24                                                                           | Архитектура и градостроительство История                                            | 518-Од         |
| Доходный дом (арх. Клепинин А. М.), в котором жил. Щеголев М.А — хирург, профессор |                                                                                                  | 1912 год 1913—1931 годы | Нежинская ул. (Ф.Меринга), 51 | Архитектура и градостроительство История                                            | 519-Од         |
| Доходный дом Вернета (арх. Минкус А. Б.) в котором жил Лигнау М. Г. — зоограф, профессор |                                                                                                  | 1910—1912 годы 1920—1940 годы | Нежинская ул. (Ф.Меринга), 52 угол Толстого(Илевой), 10                                                                                  | Архитектура и градостроительство История                                            | 520-Од         |
| Жилой дом (арх. Кюнер Ф. Е.) в котором жили: — Мельтцер М. Л. — оперная певица, режиссёр, народная артистка СССР — Кобозев И. А. — офтальмолог, профессор |                                                                                                  | ХІХ ст. 1899—1922 годы 1944—1958 годы | Нежинская ул. (Ф.Меринга), 56 | Архитектура и градостроительство История                                            | 521-Од         |
| Доходный дом Сливинской, в котором жил Дмитренко Л. Ф. — терапевт и поэт, с.н.а. УССР |                                                                                                  | кон. XIX ст. | Нежинская ул. (Ф.Меринга), 58 | Архитектура и градостроительство История                                            | 522-Од         |
| Доходный дом (арх. Маас В. Ф.) |                                                                                                  | 1875 год | Нежинская ул. (Ф.Меринга), 59 | Достопримечательность архитектуры и градостроительства                              | 523-Од         |
| Жилой дом (арх. Козлов И. С.) |                                                                                                  | 1850 год | Нежинская ул. (Ф.Меринга), 61 | Достопримечательность архитектуры и градостроительства                              | 524-Од         |
| Доходный дом Яворовской (арх. Кунберт В. И.) |                                                                                                  | 1911 год | Нежинская ул. (Ф.Меринга), 64 | Достопримечательность архитектуры и градостроительства                              | 525-Од         |
| Доходный дом Шполянского (арх. Серадский Ю. Г.) |                                                                                                  | 1892 год | Нежинская ул. (Ф.Меринга), 65 — угол Льва Толстого ул., 3                                                                                | Достопримечательность архитектуры и градостроительства                              | 526-Од         |
| Жилой дом |                                                                                                  | начало XX в. | Нежинская ул. (Ф.Меринга), 66 | Достопримечательность архитектуры и градостроительства                              | 527-Од         |
| Жилой дом |                                                                                                  | сер. XIX ст. | Нежинская ул. (Ф.Меринга), 69 | Достопримечательность архитектуры и градостроительства                              | 528-Од         |
| Жилой дом Зура и Кайзера (арх. Эдуард Меснер, Скведер Х. Я.) |                                                                                                  | 1912—1913 годы | Новая ул. (Соколовской), 2 — угол Великой. Арнаутской (Чкалова), 21                                                                      | Достопримечательность архитектуры и градостроительства                              | 529-Од         |
| Доходный дом (арх. Клейн П. У.) |                                                                                                  | 1879 год | Новая ул. (Соколовской), 3 | Достопримечательность архитектуры и градостроительства                              | 530-Од         |
| Доходный дом |                                                                                                  | кон. XIX ст. | Новая ул. (Соколовской), 10 | Достопримечательность архитектуры и градостроительства                              | 531-Од         |
| Жилой дом |                                                                                                  | сер. XIX ст. | Новосельского ул. (Островидова), 17 | Достопримечательность архитектуры и градостроительства                              | 532-Од         |
| Жилой дом |                                                                                                  | I пол. XIX ст. | Новосельского ул. (Островидова), 24 | Достопримечательность архитектуры и градостроительства                              | 533-Од         |
| Дом учебновой (Здание гимназии Видинской (арх. Кабиольский В. М.) |                                                                                                  | 1908 год | Новосельского ул. (Островидова), 31 - угол Конной (Артема)                                                                               | Достопримечательность архитектуры и градостроительства                              | 534-Од         |
| Дом, в котором. жил Островидов В. А. — оперный певец, протодиакон |                                                                                                  | 1919-1921 годы | Новосельского ул. (Островидова), 35 | Достопримечательность истории                                                       | 535-Од         |
| Дом, в котором жил Юшкевич А. П. — математик и историк науки, член Международной академии истории наук и его президент в 1965—1968 годы, с.д.н. РСФСР, Лауреат Государственной премии СССР |                                                                                                  | 1906—1922 годы | Новосельского ул. (Островидова), 37 | Достопримечательность истории                                                       | 536-Од         |
| Дом, в котором жили: — Спиро П. А. — физиолог и анатом, профессор; — Кипшидзе С. Н. — грузинский невропатолог, з. д.н. ГССР, профессор |                                                                                                  | 1871—1919 годы 1871—1893 годы 1908—1914 годы и в 1918—1919 годы | Новосельского ул. (Островидова), 41 | Достопримечательность истории                                                       | 537-Од         |
| Дом, в котором: - Жилой дом — жил Модестов В. И. — историк античности, профессор - Жилой дом — жил и работал Гогоберидзе В. К. грузинский учёныймедик, чл.кор. - Жилой дом — АН ГССР; |                                                                                                  | 1889—1893 годы 1903—1921 годы | Новосельского ул. (Островидова), 43 | Достопримечательность истории                                                       | 538-Од         |
| Доходный дом (арх. Токарев П. Д.) |                                                                                                  | 1901 год | Новосельского ул. (Островидова), 51 | Достопримечательность архитектуры и градостроительства                              | 539-Од         |
| Дом (арх. Гонсиоровский Ф. В.) в котором жили: - Жилой дом — — Гришко М. С. — оперный певец, н.а. СССР, Лауреат Госпремии СССР; - Жилой дом — — в 1894 год родилась и до 1897 года. жила Соколовская Е. К. — руководитель большевистского подполья во время иностранной интервенции в г. Одессе в 1918—1920 годы |                                                                                                  | 1881 год 1922—1927 годы 1894—1897 годы | Новосельского ул. (Островидова), 57 | Достопримечательность истории                                                       | 540-Од         |
| Дом учебный (арх. Кюнер Ф. Э.) Одесской консерватории, первой на юге Украины, открытой в сентябре 1913, в которой учились и преподавали деятели культуры: Столярский П. С., Малышевский В. М., Данькевич К. Ф., Благовидова О. М., Орофеев С., Золотарев В., Молчанов П., Ваулин В., Гилельс Э., Пирогов К., Коган А. и Герой Советского Союза Вершигора П. и другие. |                                                                                                  | начало XX в. | Новосельского ул. (Островидова), 63 | Архитектура и градостроительство История                                            | 541-Од         |
| Дом общежития (арх. Чернигов Л. М.), в котором : — деникинцами был казнен Хворостин О. В. и другие подпольщики по судебному делу «семнадцати»; — в штабе Одесского военного округа работал Жуков Г. К. — маршал Советского Союза; жили и работали: - Жилой дом — Герасюта М. Ф. — учёный в области машиностроения, чл. корр. АН УССР, лауреат Ленинской и Государственной премий СССР, Герой Социалистического Труда; - Жилой дом — Гуржий И. А. — историк, чл. корр. АН УССР |                                                                                                  | начало XX в. 1920 год. с 1946—1948 годы 1937—1941 годы | Новосельского ул. (Островидова), 64 (правоворотное сооружение)                                                                           | Архитектура и градостроительство История                                            | 542-Од         |
| Дом, где жил Дивари М. Б. — профессор, учёный в области исследований природы зодиакального света и межпланетной пыли |                                                                                                  | 1921—1993 годы | Новосельского ул. (Островидова), 64 (флигель во дворе)                                                                                   | Достопримечательность истории                                                       | 543-Од         |
| Жилой дом Вургафта (арх. Козлов И. С.) в котором жил Ямпольский С. М. — экономист, акад. АН УССР, з. д.н. УССР, основатель факультета радиоэлектроники Одесского политехнического института |                                                                                                  | 1845 | Новосельского ул. (Островидова), шестьдесят четвёртая (левоворотное сооружение)                                                          | Архитектура и градостроительство История                                            | 544-Од         |
| Доходный дом в котором жили: - Жилой дом — Петренко-Критченко П. И. — химик-органик, чл. корр. АН СССР, профессор; - Жилой дом — Ладислав Зеленко — чешский виолончалист и педагог, нар.арт. ЧССР, профессор; - Жилой дом — Франтишек Ступка — чешский скрипач, дирижёр и педагог, засл. артист УССР профессор; - Жилой дом — Ярослав Коциан — чешский скрипач, педагог и композитор. |                                                                                                  | кон. XIX ст. | Новосельского ул. (Островидова), 65 | Архитектура и градостроительство История                                            | 545-Од         |
| Жилой дом, (арх.. Козлов И. С.) в котором жили: — Ланге М. М. — психолог, основатель первой в России экспериментальной психологической лаборатории, основатель Одесской школы психологии и Одесских высших женщинчех курсов, профессор; — Бурксер Е. С. — химик — неорганик и геохимик, основатель первого в мире института радиологии, чл. АН УССР; — Бобинин М. М. — математик, профессор |                                                                                                  | 1845 год. 187—1938 годы 1919—1948 годы | Новосельского ул. (Островидова), 66 | Архитектура и градостроительство История                                            | 546-Од         |
| Доходный дом, в котором жили: — Павловский А— ареолог, профессор; — у Аркадьев И. П.— дирижёр, педагог, композитор, ректор Одесской консерватории, профессор |                                                                                                  | кон. XIX ст. 1891—1913 годы 1920—1923 годы | Новосельского ул. (Островидова), 67 | Архитектура и градостроительство История                                            | 547-Од         |
| Здание лютеранского училища (арх. Шейнс А. Э.) |                                                                                                  | 1897 год | Новосельского ул. (Островидова), 68 угол Топольского пер.                                                                                | Достопримечательность архитектуры и градостроительства                              | 548-Од         |
| Комплекс жилых домов |                                                                                                  | | Новосельского ул., 70— угол Лютеранского пер.                                                                                            |                                                                                     | 549 -Од        |
| Жилой дом |                                                                                                  | сер. XIX ст. | Новосельского ул. (Островидова), 70 — угол Лютеранского пер. (К.Цеткин); краеугольное сооружение                                         | Достопримечательность архитектуры и градостроительства                              | 549/1-Од       |
| Флигель жилой |                                                                                                  | сер. XIX ст. | Новосельского ул. (Островидова), 70 — угол Лютеранского пер. (К.Цеткин); сооружение по переулку                                          | Достопримечательность архитектуры и градостроительства                              | 549/2-Од       |
| Жилой дом Ближенского (арх. Прохаска В. И.), в котором жили: — Прохаска В. И. — одесский архитектор; — Вирский П. П. — балетмейстер, народный артист СССР и УССР, основатель и художественный руководитель ансамбля народного танца УССР |                                                                                                  | 1911 год | Новосельского ул. (Островидова), 75 угол Л.Толстого ул.(Игровой), 16                                                                     | Архитектура и градостроительство История                                            | 550-Од         |
| Жилой дом |                                                                                                  | сер. XIX ст. | Новосельского ул. (Островидова), 78 | Достопримечательность архитектуры и градостроительства                              | 551-Од         |
| Жилой дом Влодека (арх. Влодек Л. Л.), в котором жил Брусиловский Е. М. — ревматолог, бальнеолог, лимановед, основатель и первый директор артериологической клиники, бессменный председатель Одесского бальнеологического общества профессор |                                                                                                  | 1898 год. | Новосельского ул. (Островидова), 79 | Архитектура и градостроительство История                                            | 552-Од         |
| Доходный дом Одесской ремесленной управы |                                                                                                  | кон XIX в. | Новосельского ул. (Островидова), 86 | Достопримечательность архитектуры и градостроительства                              | 553-Од         |
| Дом, в котором жили: - Мгебров М. Г. — учёный — дерматовенеролог, основатель Одесского облвендиспансера и Одесского лепрозория, профессор; - Беленький М. Г. — курортолог и кардиолог профессор; - Мешкис Б. В. — режиссёр, главный режиссёр Одесского украинского музыкально-драматического театра, народный артист УССР |                                                                                                  | 1918—1929 годы 1944—1982 годы 1964—1984 годы | Новосельского ул. (Островидова), 88 | Достопримечательность истории                                                       | 554-Од         |
| Дом, в котором жили: - Вериго О. А. — химик, основатель стереохимии, организатор первой в России в 1889 году. станции для анализа потребительских продуктов и борьбы с их подлогом, профессор; - Баккал А. А. — изобретатель лекарств — бриллиантовой зелени, которая спасла жизнь многим воинам во время I мировой войны, профессор |                                                                                                  | 1865—1889 годы 1920—1956 годы | Новосельского ул. (Островидова), 90 (флигель во дворе)                                                                                   | Достопримечательность истории                                                       | 555-Од         |
| Здание гимназии, в котором учился Христо Ботев—болгарский революционер |                                                                                                  | 1850-е годы 1863—1865 годы | Новосельского ул. (Островидова), 93 — угол Тираспольской (1905 год)                                                                      | Архитектура и градостроительство История                                            | 556-Од         |
| Доходный дом Талисмана |                                                                                                  | начало ХХ ст. | Новосельского ул. (Островидова), 97 | Достопримечательность архитектуры и градостроительства                              | 557-Од         |
| Здание клуба | арх. Прохаско В. И.                                                                              | 1911 год | Новосельского ул. (Островидова), 100 (во дворе)                                                                                          | Достопримечательность архитектуры и градостроительства                              | 558-Од         |
| Здание Управления торгового порта |                                                                                                  | начало XIX ст., кон. XIX ст., 1940-е годы | Одесский морской торговый порт, Таможенная пл. (Вакуленчука)                                                                             | Достопримечательность архитектуры и градостроительства                              | 559-Од         |
| Здание пассажирского морского вокзала |                                                                                                  | кон. ХІХ ст. | Одесский морской торговый порт Военный (Практический) мол -Приморская (Суворова)                                                         | Достопримечательность архитектуры и градостроительства                              | 560-Од         |
| Воронцовский маяк |                                                                                                  | 1888, 1954 год | Одесский морской торговый порт, Рейдовый мол                                                                                             | Достопримечательность архитектуры и градостроительства                              | 561-Од         |
| Доходный дом Мерца (арх. Моранди Фр.) |                                                                                                  | 1862 год | Александровский просп. (Мира), 3 | Достопримечательность архитектуры и градостроительства                              | 562-Од         |
| Доходный дом (гостиница «Саксонская») (архитектор Апышков П. В.) |                                                                                                  | 1881 год | Александровский просп. (Мира), 4 | Достопримечательность архитектуры и градостроительства                              | 563-Од         |
| Доходный дом Тиктина | арх. Торичелли Г. И.                                                                             | кон. 1820-х гг. | Александровский просп. (Мира), 5 | Достопримечательность архитектуры и градостроительства                              | 564-Од         |
| Дом епархиальный (арх. Маас В. Ф., Прокофьевич Л. Ф.), в котором жил и учился Благоев Д. — болгарский революционер |                                                                                                  | 1876 год; кон. XIX ст. 1878—1879 годы | Александровский просп. (Мира), 6 — угол Жуковского ул.                                                                                   | Архитектура и градостроительство История                                            | 565-Од         |
| Жилой дом Елисаветинской |                                                                                                  | I пол. XIX ст. | Александровский просп. (Мира), 7 | Достопримечательность архитектуры и градостроительства                              | 566-Од         |
| Дом Авчинникова со скамейками, в котором находилась редакция и типография газеты «Голос пролетария» | (арх. Торичелли Г. И.)                                                                           | 1830-е годы 1917—1918 годы | Александровский просп. (Мира), 8—10, угол Жуковского и угол Еврейской (Бебеля), 50                                                       | Архитектура и градостроительство История                                            | 567-Од         |
| Дом, в котором в 1940—1941 годах содержалась Одесская специальная школа ВВС № 14 | арх. Владимирская Р. А., Павловская Л. П.                                                        | 1937 год рек.- 1947, 1949—1951 годы | Александровский просп. (Мира), 11 | Достопримечательность истории                                                       | 568-Од         |
| Доходный дом Покровской церкви | арх. Короповский В. А.                                                                           | 1901 год | Александровский просп. (Мира), 11— угол Еврейской (Бебеля), 48                                                                           | Достопримечательность архитектуры и градостроительства                              | 569-Од         |
| Доходный дом Ближенского (арх. Адамсон Л.) |                                                                                                  | 1890 год | Александровский просп. (Мира), 15 | Достопримечательность архитектуры и градостроительства                              | 570-Од         |
| Дом Файнштейна | арх. Дмитренко Ю. М.                                                                             | 1916 год | Александровский просп. (Мира), 18 | Достопримечательность архитектуры и градостроительства                              | 571-Од         |
| Дом, в котором в 1944—1979 годах жил и работал Кальфа С. Ф. — учёный офтальмолог, профессор |                                                                                                  | 1944—1979 годы | Александровский просп. (Мира), 19 | Достопримечательность истории                                                       | 572-Од         |
| Дом Одесского еврейского сиротского общества |                                                                                                  | сер. XIX ст. | Александровский просп. (Мира), 20 | Достопримечательность архитектуры и градостроительства                              | 573-Од         |
| Жилой дом | арх. Камбиаджо Л. Б.                                                                             | 1845 год | Александровский просп. (Мира), 36 — угол М.Арнаутской (Воровского), 107                                                                  | Достопримечательность архитектуры и градостроительства                              | 574-Од         |
| Жилой дом | арх. Влодек Л. Л.                                                                                | 1903 год | Александровский просп. (Мира), 41 — угол М.Арнаутской (Воровского)                                                                       | Достопримечательность архитектуры и градостроительства                              | 575-Од         |
| Комплекс построек медицинского института, где - во время первой русской революции 1905 год прошли многолюдные митинги рабочих и студентов и создавались вооруженные отряды для борьбы с самодержавием; - учился Микитенко И. К. — украинский писатель |                                                                                                  | 1905 год 1923—1926 годы | Ольгиевская ул. (Ак. Павлова), 4 | Достопримечательность истории                                                       | 576-Од         |
| Памятник студентам, преподавателям Одесского медицинского института, погибшим в годы Великой Отечественной войны (скульптура— чёрный гранит, постамент-гранит) |                                                                                                  | 1972 год | Ольгиевская ул. (Ак. Павлова), 4 | Достопримечательность монументального искусства                                     | 577-Од         |
| Доходный дом, на котором жил Глушко В. П.— основатель отечественного ракетостроения, дважды Герой Социалистического труда |                                                                                                  | начало XX в. | Ольгиевская ул. (Ак. Павлова), 10 | Архитектура и градостроительство История                                            | 578-Од         |
| Доходный дом (гостиница «Вена») |                                                                                                  | начало XX в. | Ольгиевская ул. (Ак. Павлова), 13 | Достопримечательность архитектуры и градостроительства                              | 579-Од         |
| Доходный дом Островской (арх. Яценко И. Ф.) |                                                                                                  | кон XIX в. | Ольгиевская ул. (Ак. Павлова), 15 | Достопримечательность архитектуры и градостроительства                              | 580-Од         |
| Здание прибыльное Гарбузова, в котором жили: - Нестурх Ф. И. — архитектор, профессор; - Нестурх М. Ф. — антрополог и приматолог, чл.-корр. АН СССР; - Красаутская А. А. — анатом, первая женщина профессор Новороссийского университета, Герой Соц. Работы, з. д.н. РСФСР; - Богомолец О. А. — патофизиолог, академик и президент АН СССР, академик и президент АН УССР, АМН СССР, Герой Соц. Труды, Лауреат Госпремии СССР; - Лазурский В. Ф. — физиолог, профессор, воспитатель детей Л. Толстого; - Кибрик — Е. О. народный художник СССР, акад. АХ СССР, Лауреат Гос.премии СССР. | арх. Бернардацци Л., Неструх Ф.                                                                  | начало ХХ ст. 1911—1936 годы 1911—1915 годы 1916—1920 годы 1902—1911 годы 1916—1922 годы 1922—1925 годы | Ольгиевская ул. (Ак. Павлова), 17 — угол Княжеской ул. (Бараново), 18                                                                    | - Архитектура и градостроительство - История                                        | 581-Од         |
| Жилой дом |                                                                                                  | II пол. ХІХ ст. | Ольгиевская ул. (Ак. Павлова), 21 | Достопримечательность архитектуры и градостроительства                              | 582-Од         |
| Доходный дом(арх. Марценковский Р. А.) |                                                                                                  | 1891 год | Ольгиевская ул. (Ак. Павлова), 24 | Достопримечательность архитектуры и градостроительства                              | 583-Од         |
| Жилой дом |                                                                                                  | I пол. XIX ст. | Ольгиевская ул. (Ак. Павлова), 25 | Достопримечательность архитектуры и градостроительства                              | 584-Од         |
| Доходный дом Раухвергера (левоворотное сооружение) |                                                                                                  | кон. XIX ст. | Ониловой пер. (Базарный), 8/10 | Достопримечательность архитектуры и градостроительства                              | 585-Од         |
| Доходный дом Котляревских |                                                                                                  | сер. XIX ст. | Ониловой пер. (Базарный), 12 | Достопримечательность архитектуры и градостроительства                              | 586-Од         |
| Дом торговых рядов | арх. Торичелли Г. И., Боффо Ф.К                                                                  | 1842 год | Ониловой пер. (Базарный), 14 — угол Базарной ул. (Кирова), 86, Старобазарного скв. (Кирова)                                              | Достопримечательность архитектуры и градостроительства                              | 587-Од         |
| Дом торговых рядов Кумбари | арх. Торичелли Г. И., Колович О. М.                                                              | 1844 год | Ониловой пер. (Базарный), 16 — угол ул Базарной 59 и пл. Старобазарной                                                                   | Достопримечательность архитектуры и градостроительства                              | 588-Од         |
| Доходный дом Серебряной | арх. Козлов Д. Я.                                                                                | 1887 год | Осиповая ул. (Ремесленная), 3 | Достопримечательность архитектуры и градостроительства                              | 589-Од         |
| Доходный дом Теперь (арх. Минкус А. Б.), в котором жил Артеменко С. Е. — дважды Герой Советского Союза |                                                                                                  | 1908—1910 годы | Осиповая ул. (Ремесленная), 6 | Архитектура и градостроительство История                                            | 590-Од         |
| Дом, в котором жили: — Кондаков М. П. — историк византийского и древнерусского искусства, директор одесской рисовальной школы; — Берштейн С. М. — учёный-математик; — Завьялов В. В. — микробиолог, физиолог, бальнеолог |                                                                                                  | 1870—1888 годы 1880—1894 годы 1912—1930 годы | Осиповая ул. (Ремесленная), 9 | Достопримечательность истории                                                       | 591-Од         |
| Доходный дом Шварца |                                                                                                  | 1880 год | Осиповая ул. (Ремесленная), 10 угол Троицкой ('Ярославского')                                                                            | Достопримечательность архитектуры и градостроительства                              | 592-Од         |
| Доходный дом Лузанова | арх. Зелинский Ц.Э.                                                                              | 1887 год | Осипова ул. (Ремесленная), 22 | Достопримечательность архитектуры и градостроительства                              | 593-Од         |
| Жилой дом Горичева |                                                                                                  | сер. XIX ст. | Осиповая ул. (Ремесленная), 25— угол Базарной (Кирова)                                                                                   | Достопримечательность архитектуры и градостроительства                              | 594-Од         |
| Доходный дом Шульберга |                                                                                                  | II пол. XIX ст. | Осипова ул. (Ремесленная), 32 | Достопримечательность архитектуры и градостроительства                              | 595-Од         |
| Доходный дом Мандельблата (арх. Троупянский Ф. А.) |                                                                                                  | 1911 год | Осиповая ул. (Ремесленная), 34 | Достопримечательность архитектуры и градостроительства                              | 596-Од         |
| Доходный дом (арх. Черкунов Н. Н.) |                                                                                                  | 1848 год | Осиповая ул. (Ремесленная), 39 | Достопримечательность архитектуры и градостроительства                              | 597-Од         |
| Доходный дом Витта (арх. Клепинин А. М.) |                                                                                                  | 1911 год | Пантелеймоновская ул. (Чижикова), 7 — угол Канатной ул., 80                                                                              | Достопримечательность архитектуры и градостроительства                              | 598-Од         |
| Доходный дом (арх. Радбиль Р.Л) |                                                                                                  | 1901 год | Пантелеймоновская ул. (Чижикова), 12 | Достопримечательность архитектуры и градостроительства                              | 599-Од         |
| Здание 5-й городской мужской гимназии |                                                                                                  | 1898 год. | Пантелеймоновская ул. (Чижикова), 13 угол Гимназической (Иностранной коллегии)                                                           | Достопримечательность архитектуры и градостроительства                              | 600-Од         |
| Дом, где жил Чуковский К. И. — писатель, критик, литературовед, переводчик |                                                                                                  | 1883—1905 годы | Пантелеймоновская ул. (Чижикова), 14 | Достопримечательность истории                                                       | 601-Од         |
| Здание судебных учреждений (арх. Толвинский М. К.) |                                                                                                  | 1893—1895 годы | Пантелеймоновская ул. (Чижикова), 19 | Достопримечательность архитектуры и градостроительства                              | 602-Од         |
| Доходный дом |                                                                                                  | кон. XIX ст. | Пантелеймоновская ул. (Чижикова), 28 | Достопримечательность архитектуры и градостроительства                              | 603-Од         |
| Доходный дом |                                                                                                  | начало XX в. | Пантелеймоновская ул. (Чижикова), 32 | Достопримечательность архитектуры и градостроительства                              | 604-Од         |
| Доходный дом Тарнапольских (арх. Арон Панпулов) |                                                                                                  | 1910-е годы | Пантелеймоновская ул. (Чижикова), 38 | Достопримечательность архитектуры и градостроительства                              | 605-Од         |
| Жилой дом |                                                                                                  | сер. XIX ст. | Пантелеймоновская ул. (Чижикова), 46 | Достопримечательность архитектуры и градостроительства                              | 606-Од         |
| Жилой дом (арх. Чернигов Л.М) |                                                                                                  | начало ХХ ст. | Пантелеймоновская ул. (Чижикова), 54 | Достопримечательность архитектуры и градостроительства                              | 607-Од         |
| Доходный дом Гроссмана (арх. Минкус А. Б.) |                                                                                                  | 1902—1903 годы | Пантелеймоновская ул. (Чижикова), 56 угол Лейтенанта Шмидта пер., 21                                                                     | Достопримечательность архитектуры и градостроительства                              | 608-Од         |
| Здание Андреевского двора Афонского монастыря (арх. Дмитренко Ю. М.) |                                                                                                  | 1886 год | Пантелеймоновская ул. (Чижикова), 58 угол Лейтенанта Шмидта пер., 24                                                                     | Достопримечательность архитектуры и градостроительства                              | 609-Од         |
| Здание Пантелеймоновского двора Афонского монастыря (арх. Прокопович Л. Ф.) |                                                                                                  | 1892—1895 годы | Пантелеймоновская ул. (Чижикова), 66 | Достопримечательность архитектуры и градостроительства                              | 610-Од         |
| Доходный дом |                                                                                                  | кон. XIX ст. | Пантелеймоновская ул. (Чижикова), 74 | Достопримечательность архитектуры и градостроительства                              | 611-Од         |
| Доходный дом |                                                                                                  | кон. XIX ст. | Пантелеймоновская ул. (Чижикова), 76 угол Екатерининской (К. Маркса)                                                                     | Достопримечательность архитектуры и градостроительства                              | 612-Од         |
| Доходный дом с магазином (арх. Шульгин) |                                                                                                  | 1911 год | Пантелеймоновская ул. (Чижикова), 84 | Достопримечательность архитектуры и градостроительства                              | 614-Од         |
| Дом Бражинского (арх. Боффо Ф. К.) |                                                                                                  | 1835 год | Пастера ул.('Херсонская'), 1 | Достопримечательность архитектуры и градостроительства                              | 615-Од         |
| Здание Бактериологической станции (арх. Дмитренко Ю. М.), где работали: — в 1886—1888 годах Гамалея М. Ф. — микробиолог, эпидемиолог; — в 1895—1907 годах Диатроптов П. Н., микробиолог, профессор — Бардах Я. Ю. — врач, профессор |                                                                                                  | 1894 год | Пастера ул.(('Херсонская'), 2 - угол Старопорто-Франковской (Комсомольской)                                                              | Архитектура и градостроительство История                                            | 616-Од         |
| Комплекс зданий клиники, где в 1922—1972 годах работал Ясиновский М. А. — з. д.н. УССР, акад.. АМН СССР |                                                                                                  | | |                                                                                     | 617 — Од       |
| Корпус клиники хирургии, акушерства и болезней (арх. Толвинский М. К., Бернардацци О. Й. (достро.) |                                                                                                  | 1899—1902 годы | Пастера ул.('Херсонская'), 7—9 | Архитектура и градостроительство История                                            | 617/1-Од       |
| Корпус детской поликлиники (арх. Толвинский М. К., Бернардацци О. Й. (достро.). |                                                                                                  | 1899—1902 годы | Валиховский переул.(Нариманова),7—9 угол ул. Пастера (Херсонская)                                                                        | Архитектура и градостроительство История                                            | 617/2-Од       |
| Корпус хирургической клиники (арх. Толвинский М. К., Бернардацци О. Й. (достро.). |                                                                                                  | 1899—1902 годы | Пастера ул.('Херсонская'), 7-—9 угол ул. Ольгиевской (Ак. Павлова)                                                                       | Архитектура и градостроительство История                                            | 617/3-Од       |
| Жилой дом (арх. Боффо Ф. К.) |                                                                                                  | 1835 год | Пастера по ул. (Херсонская), 11 | Достопримечательность архитектуры и градостроительства                              | 618-Од         |
| Дом, в котором жил Дерибас А. М. — историк-краевед Одессы |                                                                                                  | 1903—1922 годы | Пастера по ул. (Херсонская), 12 | Достопримечательность истории                                                       | 619-Од         |
| Здание драматического театра (театр Сибирякова) (Украинский музыкально-драматический театр им. В.Василько) (арх. Ландесман С. А., Линецкий М. И.), в котором жила Мещерская А. Е. — украинская драматическая актриса, н.а. УССР |                                                                                                  | 1909 год 1944—1951 годы | Пастера ул.(«Херсонская»), 15 угол Конной (Артема)                                                                                       | Архитектура и градостроительство История                                            | 620-Од         |
| Жилой дом (здание Одесского казначейства) (арх. Чернигов Л. М.), в котором жил Стельмах М. А. — украинский писатель, академик АН УНСР, Герой Социалистического Труда, лауреат Ленинской и Государственной премий СССР |                                                                                                  | 1912—1920 годы | Пастера по ул. (Херсонская), 16 | Архитектура и градостроительство История                                            | 621-Од         |
| Дом, где жил Гамов Д. — американский астрофизик, чл. национальной АН США |                                                                                                  | 1909—1922 годы | Пастера по ул. (Херсонская), 17 | Достопримечательность истории                                                       | 622-Од         |
| Доходный дом (арх. Оттон Л. Ц.) |                                                                                                  | 1893 год | Пастера по ул. (Херсонская), 18 | Достопримечательность архитектуры и градостроительства                              | 623—Ед         |
| Доходный дом (жилой комплекс Шретера) в котором жили: - Мандельштам Л. И. — физик, академик АН СССР, Лауреат Госпремии СССР, оды из основателей Одесского политехнического института; - Шатуновский С. И. — математик, основатель и руководитель Одесской математической школы, профессор; - Тамм И. Е. — физик, Герой Соц. Труды, Лауреат Гос.премии СССР, академик АН СССР; - Шведов Ф. Н. — учёный-физик, ректор Новороссийского университета в 1895—1903 годы, профессор; - Породко Ф. М. — учёный-ботаник, профессор; - Комаровский А. С. — фармаколог, профессор; - Некрасов И. С. — доктор Русской словесности, ректор Новороссийского университета; - Никитский О. В. — эллинист, акад. Российской АН - Бериташвили И. С. — физиолог, академик АН СССР, АМН СССР, АН ГССР, Герой Социалистического труда, лауреат Гос. премии СССР, почётный член Нью-Йоркской АН АН; - Богуславский А.О — литературовед, чл.-корр. АН СССР; - Вронский В. И. — балетмейстер, н.а. СССР; - Гиммельфарб Г. И. — профессор-хирург; - Цыганов С. В. — фармаколог, профессор; - Новопокровский И. В. — академик АН ГССР, засл.деятель науки РРСФР, профессор; - Кавтарадзе П. П. — академик АН ГССР, засл. деятель науки ГССР; - Атрощенко В. И. — химик-технолог, академик АН УССР; | арх. Шейнс А. Е.                                                                                 | 1880 год; 1883—1898, 1914, 1918—1922 годы; 1905—1929 годы; 1921—1922 годы; 1880—1905 годы; 1944—1948 годы; 1944—1956 годы; 1884—1895 годы; 1886—1899 годы; 1915—1919 годы; 1920—1924 годы; 1944—1954 годы; 1918—1928 годы; 1920—1958 годы; 1905—1908 годы; 1911—1915 годы; 1927—1935 годы | Пастера по ул. (Херсонская), 19 — угол Торговой ул. — (Красной Гвардии), 16 и Елисаветинской ул. (Щепкина), 4                            | - Архитектура и градостроительство - История                                        | 624-Од         |
| Дом, в котором жил Мейерсон Д. Л. — основатель Одесского НИИ туберкулеза и первой в СССР кафедры туберкулеза Одесского медицинского института, член Южного бюро ЦК РСДРП, профессор |                                                                                                  | 1920—1958 годы | Пастера по ул. (Херсонская), 20 | Достопримечательность истории                                                       | 625-Од         |
| Дом Даховской (арх. Йодко П. В.) |                                                                                                  | 1890-е годы | Пастера по ул. (Херсонская), 22 — угол Ольгиевской (Академика Павлова)                                                                   | Достопримечательность архитектуры и градостроительства                              | 626-Од         |
| Доходный дом Лубовича (арх. Яценко И. Ф.) |                                                                                                  | начало ХХ ст. | Пастера по ул. (Херсонская), 24 | Достопримечательность архитектуры и градостроительства                              | 627-Од         |
| Здание физико-химического института Новороссийского университета (арх. Толвинский М. К.) — в котором на работе работал Кириллов Е. А. — физик, профессор, основатель и первый директор института физики, лауреат Гос.премии СССР. |                                                                                                  | 1897—1899 годы 1907—1964 годы | Пастера по ул. (Херсонская), 27 | Архитектура и градостроительство История                                            | 628-Од         |
| Памятник Ляпунову Е. М. — математику, механику, акад. Петерб. АН. (скульптор Ломыкина З. Д., архитектор Мусаров В. В.) бюст-бронза, постамент-гранит |                                                                                                  | 1957 год | Пастера по ул. (Херсонская), 27, во дворе                                                                                                | Достопримечательность монументального искусства                                     | 629-Од         |
| Особняк Франца в котором жили: - Кочубинский А. А. — русский славист, ректор Новороссийского университета, профессор; - Шпаковский Б. А. — психиатр, профессор; - Тизенгаузен — патологоанатом, профессор; - Лавров Д. М. — фармаколог, профессор | арх. Толвинский М. К.                                                                            | 1887 год 1890—1907 годы 1888—1902 годы 1920—1939 годы 1926—1927 годы | Пастера по ул. (Херсонская), 28 | Архитектура и градостроительство История                                            | 630-Од         |
| Жилой дом Инбера (отель «Савой») | арх. Влодек Л. Л.                                                                                | 1870-е годы | Пастера по ул. (Херсонская), 29 | Достопримечательность архитектуры и градостроительства                              | 631-Од         |
| Жилой дом (арх. Толвинский М. К.) |                                                                                                  | кон XIX в. | Пастера по ул. (Херсонская), 30 | Достопримечательность архитектуры и градостроительства                              | 632-Од         |
| Дом Дурьяна (отель «Виктория» с паровой пекарней) | арх. Влодек Л. Л.                                                                                | 1880-е годы | Пастера по ул. (Херсонская), 33 — угол Преображенской (Сов. Армии), 17                                                                   | Достопримечательность архитектуры и градостроительства                              | 633-Од         |
| Доходный дом Брейтбарта (арх. Бернардацци О. И.) |                                                                                                  | 1891 год | Пастера по ул. (Херсонская), 34 | Достопримечательность архитектуры и градостроительства                              | 634-Од         |
| Дом Катынского (арх. Доллаква К. Й.) в котором в 1867—1888 годах жил и работал Мечников И. И. — биолог, один из основателей эволюционной эмбриологии, микробиолог, иммунолог, лауреат Нобелевской премии |                                                                                                  | 1850-е годы | Пастера по ул. (Херсонская), 36 | Архитектура и градостроительство История                                            | 635-Од         |
| Жилой дом (арх. Козлов И. С.) |                                                                                                  | 1856 год. | Пастера по ул. (Херсонская), 40 — угол Торговой ул. (Красной Гвардии)                                                                    | Достопримечательность архитектуры и градостроительства                              | 636-Од         |
| Особняк Фундуклея (арх. Боффо Ф. К., Мазыров Д. Е.) в каком: — размещалась канцелярия Воронцова М. С. — генерал-губернатора Новороссийского края, где бывал Пушкин А. С. — русский поэт, где жили и работали: — Фридрих Вольф — немецкий драматург-антифашист; — Добросердов Д. К. — учёный химик, основатель и первый зав.лабораторией неорганической химии ОГУ, проф.; — Условий М. А. — физик, профессор |                                                                                                  | 1820-е годы, 1878 год 1821 год 1935 год. 1923—1936 годы 1926—1930 годы | Пастера по ул. (Херсонская), 42 | Достопримечательность истории                                                       | 637-Од         |
| Дом, где жила Благовидова О. М. —¦ оперная певица и педагог, н.а. УССР, профессор |                                                                                                  | 1966—1975 годы | Пастера по ул. (Херсонская), 44 (правоворотный флигель в глубине двора)                                                                  | Достопримечательность истории                                                       | 638-Од         |
| Жилой дом (арх. Мазыров Д. Е.) |                                                                                                  | кон. Х1Х ст. | Пастера по ул. (Херсонская), 48 | Достопримечательность архитектуры и градостроительства                              | 639-Од         |
| Жилой дом Рынк-Вагнера (арх. Вейтко А. К.) |                                                                                                  | 1881 год | Пастера по ул. (Херсонская), 54 | Достопримечательность архитектуры и градостроительства                              | 640-Од         |
| Доходный дом Весле (арх. Мазыров Д. Е.) |                                                                                                  | 1881 год | Пастера по ул. (Херсонская), 56/58 | Достопримечательность архитектуры и градостроительства                              | 641-Од         |
| Доходный дом Леонарди (арх. Прохаско В. И.) |                                                                                                  | 1913 год | Пастера по ул. (Херсонская), 60 | Достопримечательность архитектуры и градостроительства                              | 642-Од         |
| Здание Реформатской церкви (арх. Шретер В. О., ¦ Бернардацци О. Й.) |                                                                                                  | 1892 год | Пастера ул. (Херсонская), 62 | Достопримечательность архитектуры и градостроительства                              | 643-Од         |
| Доходный дом Тригера (арх. Юргевич А. В., Чернигов Л.М) |                                                                                                  | 1905 год | Покровский пер. (Грибоедова), 5 (левоворотное сооружение)                                                                                | Достопримечательность архитектуры и градостроительства                              | 644-Од         |
| Жилой дом Филюрина |                                                                                                  | И пол. ХІХ ст. | Покровский пер. (Грибоедова), 8 | Достопримечательность архитектуры и градостроительства                              | 645-Од         |
| Жилой дом |                                                                                                  | 1839 год | Покровский пер. (Грибоедова), 12—14 | Достопримечательность архитектуры и градостроительства                              | 646-Од         |
| Доходный дом Великанова (арх. Влодек Л. Л.) |                                                                                                  | 1891 год | Польская ул. (Гарибальди), 5 — Польский спуск (Кангуна), 10                                                                              | Достопримечательность архитектуры и градостроительства                              | 647-Од         |
| Жилой дом (арх. Тандарин Б. И.) |                                                                                                  | 1956 год. | Польская ул. (Гарибальди), 13 — угол Бунина (Р.Люксембург), 9                                                                            | Достопримечательность архитектуры и градостроительства                              | 648-Од         |
| Доходный дом Ферри и Савина (арх. Боффо Ф. К.) |                                                                                                  | 1832 год | Польская ул. (Гарибальди), 19 | Достопримечательность архитектуры и градостроительства                              | 649-Од         |
| Здание конторы Государственного банка (арх. Маас В. Ф.) |                                                                                                  | 1880—1881 годы | Польская ул., (Гарибальди), 20 — угол Жуковского                                                                                         | Достопримечательность архитектуры и градостроительства                              | 650-Од         |
| Комплекс коттеджей |                                                                                                  | I пол. XIX ст. | Преображенская ул. (Сов. Армии), 1, 1-я                                                                                                  | Достопримечательность архитектуры и градостроительства                              | 651-Од         |
| Дом (арх. Коллович О. М.), — в котором жил Радецкий Ф. Ф. — герой Шипки, генерал |                                                                                                  | 1850 год 1889—1890 годы | Преображенская ул. (Сов. Армии), 2-я | Достопримечательность истории                                                       | 652-Од         |
| Жилой дом (арх. Прокофьевич Л. Ф.) |                                                                                                  | кон. XIX ст. | Преображенская ул. (Сов. Армии), 3 | Достопримечательность архитектуры и градостроительства                              | 653-Од         |
| Жилой дом (арх. Мазыров Д.Е) |                                                                                                  | 1881 год | Преображенская ул. (Сов. Армии), 5 | Достопримечательность архитектуры и градостроительства                              | 654-Од         |
| Жилой дом Толстого (арх. Моранди Ф.Й) |                                                                                                  | 1850 год | Преображенская ул. (Сов. Армии), 9 угол Софиевской (Короленко), 34                                                                       | Достопримечательность архитектуры и градостроительства                              | 655-Од         |
| Памятник (бюст) Малиновскому год Я. — дважды Герою Советского Союза, маршалу (ск. Вучетич Е. В., бюст-бронза, постамент-гранит) |                                                                                                  | 1965 год | Преображенская ул. (Сов. Армии), угол Некрасова пер., сквер                                                                              | Достопримечательность монументального искусства                                     | 656-Од         |
| Дом 1-го Российского Страхового общества (арх. Шмидт В. И.), в котором жили и работали: — Эмиль Млинарский-польский композитор, профессор; — Кирпичников А. И. — литературовед, академик Петербургской АН; — Фрумкин О. Н. — электрохимик, Герой Соц. Труды, академик; — Дайлис Й. Л. — учёный в области медицины и здравоохранения, один из основателей научного общества «Одессика», профессор; |                                                                                                  | 1900 год 1895—1898 годы 1885—1898 годы 1916—1922 годы 1944—1981 годы | Преображенская ул. (Сов. Армии), 11 — угол Елисаветинской (Щепкина), 23                                                                  | Архитектура и градостроительство История                                            | 657-Од         |
| Доходный дом Инбера (арх. Ландесман С. А.) |                                                                                                  | 1890-е годы | Преображенская ул.(Сов. Армии), 13 угол Елисаветинской (Щепкина), 18                                                                     | Достопримечательность архитектуры и градостроительства                              | 658-Од         |
| Здание Художественного училища (двухэтажное здание) в котором учились: - Судковский Р. — акад. Петербургской АХ; - Николадзе Е. — акад. АХ СССР; - Рубо Ф. — акад. Петербургской АХ; - Попов А. — акад. Петербургской АХ; - Опацкий Н., Козюренко А., Колесников И. — украинские художники; - Бродский И. — профессор, - Греков М. — художник, - Луиджи Иорини — скульптор и другие | арх. Моранди Ф. Й.                                                                               | Сер. ХІХ ст. 1909—1910 годы 1865—1929 годы | Преображенская ул. (Сов. Армии), 14 | - Достопримечательность архитектуры и градостроительства                            | 659-Од         |
| Жилой дом | арх. Бернардацци А. О.                                                                           | 1891 год | Преображенская ул. (Сов. Армии), 15 | Достопримечательность истории                                                       | 660-Од         |
| Доходный дом Машевского | арх. Домбровский В. А.                                                                           | 1903 год | Преображенская ул. (Сов. Армии), 18 | Достопримечательность архитектуры и градостроительства                              | 661-Од         |
| Дом Тимченко, где жили: - Ценковский Л. С. — ботаник и бактериолог, член-корр. Петербургской АН; - Соколов М. М. — химик, академик; - Абашев Д. М. — агроном и агрохимик, профессор |                                                                                                  | 1865—1880 годы 1865—1871 годы 1865—1872 годы 1860—1880 годы | Преображенская ул. (Сов. Армии), 20/24 (левоворотное сооружение)                                                                         | - Архитектура и градостроительство - История                                        | 662-Од         |
| Комплекс сооружений Новороссийского университета |                                                                                                  | | Преображенская ул., 24&— Городской сад                                                                                                   |                                                                                     | 663 — Од       |
| Здание исторического факультета Новороссийского университета |                                                                                                  | 1899—1902 годы | Преображенская ул.(Сов. Армии), 24 — Городской сад                                                                                       | - Достопримечательность архитектуры и градостроительства                            | 663/1-Од       |
| Здание кафедры и лаборатории органической химии Новороссийского университета, в котором работал Зелинский М. Д. — химик, академик |                                                                                                  | II пол. ХІХ ст. 1880—1893 годы | Преображенская ул. (Сов. Армии), 24 — Городской сад (флигель во дворе)                                                                   | Архитектура и градостроительство История                                            | 663/2-Од       |
| Жилой дом Григоровича | арх. Жуковский И. А.                                                                             | сер. XIX ст. | Преображенская ул. (Сов. Армии), 30 | Достопримечательность архитектуры и градостроительства                              | 664-Од         |
| Дом Рафаловича (гостиница «Центральная») |                                                                                                  | сер. XIX ст. | Преображенская ул. (Сов. Армии), 40 | Достопримечательность архитектуры и градостроительства                              | 665-Од         |
| Доходный дом Тангура | арх. Толвинский М. К.                                                                            | 1888 год | Преображенская ул. (Сов. Армии), 41 угол Новосельского (Островидова)                                                                     | Достопримечательность архитектуры и градостроительства                              | 666-Од         |
| Дом Родоконаки (отель «Одесский») |                                                                                                  | I пол. XIX ст. | Преображенская ул. (Сов. Армии), 42 угол Бунина (Р.Люксембург)                                                                           | Достопримечательность архитектуры и градостроительства                              | 667-Од         |
| Здание водолечебницы Исаковича | арх. Омарини А. А.                                                                               | 1876 год | Преображенская ул. (Сов. Армии), 45 | Достопримечательность архитектуры и градостроительства                              | 669-Од         |
| Доходный дом Розенблата | арх. Заварзин П. О., Влодек Л. Л.                                                                | 1887, 1888 год | Преображенская ул. (Сов. Армии), 46 угол Жуковского, 42                                                                                  | Достопримечательность архитектуры и градостроительства                              | 670-Од         |
| Доходный дом Аглицкой |                                                                                                  | кон. XIX ст. | Преображенская ул. (Сов. Армии), 58 | Достопримечательность архитектуры и градостроительства                              | 671-Од         |
| Доходный дом Штеренберга | арх. Ландесман С. А.                                                                             | 1890-е годы | Преображенская ул. (Сов. Армии), 60 | Достопримечательность архитектуры и градостроительства                              | 672-Од         |
| Доходный дом Блюмберга | арх. Минкус А. Б.                                                                                | 1912 год | Преображенская ул. (Сов. Армии), 64 угол Троицкой ('Ярославского')                                                                       | Достопримечательность архитектуры и градостроительства                              | 673-Од         |
| Жилой дом |                                                                                                  | II пол. XIX ст. | Преображенская ул. (Сов. Армии), 69 | Достопримечательность архитектуры и градостроительства                              | 674-Од         |
| Здание Успенского собора, над которым в ночь с 6 на 7 ноября 1943 года. Г.Дюбакиным был приподнят красный флаг | арх. Оттон Л. Ц.                                                                                 | 1855—1869 годы 1875 год. 1943 год. | Преображенская ул. (Сов. Армии), 70 | - Архитектура и градостроительство - История                                        | 675-Од         |
| Выдающееся место, где во время столкновения с германскими захватчиками 2 марта 1944 год был смертельно ранен Авдеев В. Д. (Черноморский) — командир партизанских отрядов г. Одессы |                                                                                                  | 1944 год | Преображенская ул. (Сов. Армии), 77 — угол пер. Книжного                                                                                 | Достопримечательность истории                                                       | 676-Од         |
| Комплекс зданий железнодорожного ведомства |                                                                                                  | | Приморская ул., 2 4 |                                                                                     | 677 — Од       |
| Дом жд ведомства | арх. Ландесман С. А.                                                                             | 1902—1903 годы | Приморская ул. (Суворова), 2 | Достопримечательность архитектуры и градостроительства                              | 677/1— Ед      |
| Дом жд ведомства | арх. Ландесман С. А.                                                                             | 1902—1903 годы | Приморская ул. (Суворова), 4 | Достопримечательность архитектуры и градостроительства                              | 677/2— Ед      |
| Отличительное место, где: — состоялась закладка первых сооружений, положивших начало строительству порта и города Одессы; — произошло восстание французских военных моряков |                                                                                                  | 1794 год апрель 1919 года. | Приморская ул. (Суворова), 6, территория Морского вокзала                                                                                | Достопримечательность истории                                                       | 678-Од         |
| Комплекс зданий станции Одесса-порт |                                                                                                  | | Приморская ул., 8— 10 |                                                                                     | 680—Од         |
| Корпус станции Одесса-порт | арх. Влодек Л. Л.                                                                                | 1907—1910 годы | Приморская ул. (Суворова), 8 | Достопримечательность архитектуры и градостроительства                              | 680/1-Од       |
| Корпус станции Одесса-порт | арх. Влодек Л. Л.                                                                                | 1907—1910 годы | Приморская ул. (Суворова), 10 | Достопримечательность архитектуры и градостроительства                              | 680/2-Од       |
| Здание административное | арх. Эдуард Меснер                                                                               | | Приморская ул. (Суворова), 37 | Достопримечательность архитектуры и градостроительства                              | 681-Од         |
| Поселение и некрополь античного времени |                                                                                                  | | Приморский бульв. (юго-западная часть)                                                                                                   | Достопримечательность археологии                                                    | 682-Од         |
| Памятник Глушко В. П. — академику, ученому в области космонавтики, дважды Герою Соц. Стирать | Ск. Ковалев О., бюст-бронза, постамент-гранит                                                    | 1978 год | Приморский бульв. | Достопримечательность монументального искусства                                     | 683-Од         |
| Подпорные стены | арх. Джорджо Торричелли, Франц Моранди инж. Григорий Морозов, Любенков М. Т., Борис Фон-дер-Флис | 1830—1840 годы | Приморский бульвар | Архитектуры и градостроительство                                                    | 684-Од         |
| Доходный дом Клеймана | арх. Торичелли Г. И., Мазыров Д. Е.                                                              | И пол. XIX ст. | Пушкинская ул., 1 угол Ланжероновской (Ласточкина), 5                                                                                    | Памятника архитектуры и градостроительства                                          | 685-Од         |
| Дом Маразли (отель «Европейский»), в котором жили: - Аксаков И. С. — русский писатель, поэт; - Сосюра В. — украинский поэт | арх. Боффо Ф. К.                                                                                 | 1835 год 1855—1856 годы 1920 год. | Пушкинская ул., 2 — угол Ланжероновской (Ласточкина)                                                                                     | - Архитектура и градостроительство - История                                        | 686-Од         |
| Дворец Рафаловича (банк внешней торговли) | арх. Гонсиоровский Ф. В.                                                                         | 1870 год | Пушкинская ул., 3 — угол Дерибасовской, 6                                                                                                | Достопримечательность архитектуры и градостроительства                              | 687-Од         |
| Жилой дом Маразли, в котором жил Маразли Г. Г. — одесский городской голова | арх. Оттон Л. Ц.                                                                                 | 1856 год. 1856—1895 годы | Пушкинская ул., 4 — угол Дерибасовской, 8                                                                                                | - Архитектура и градостроительство - История                                        | 688-Од         |
| Жилой дом Переца, в котором находился первый в России аэроклуб, созданный 11 марта 1908 года. | арх. Гонсиоровский Ф. В.                                                                         | 1881 год 1908 год. | Пушкинская ул., 5 — угол Дерибасовской, 5                                                                                                | - Архитектура и градостроительство - История                                        | 689-Од         |
| Жилой дом Ралли | арх. Кюнер Ф. Э., инж. М. Ф. Безчастнов                                                          | 1908 год | Пушкинская ул., 7 | Достопримечательность архитектуры и градостроительства                              | 690-Од         |
| Доходный дом Питкиса, в котором жил Столярский П. С. — музыкант и педагог | арх. Ниес А.                                                                                     | 1880 год 1932—1941 годы | Пушкинская ул., 8 | Архитектура и градостроительство История                                            | 691-Од         |
| Трансформаторная подстанция городской электросети |                                                                                                  | 1880-е годы | Пушкинская ул. — угол Греческой (К.Либкнехта)                                                                                            | Достопримечательность архитектуры и градостроительства                              | 692-Од         |
| Жилой дом Тальянского (арх. Боффо Ф. К.), в котором жили и работали руководители ЮгРОСТА: — Кольцов М. — писатель; — Нарбут В. — поэт |                                                                                                  | 1834 год | Пушкинская ул., 11 — угол Греческой (К.Либкнехта), 11                                                                                    | Архитектура и градостроительство История                                            | 693-Од         |
| Здание банка (арх. Дмитренко Ю. М.) |                                                                                                  | 1907 год. | Пушкинская ул., 12 — угол Греческой (К.Либкнехта), 13                                                                                    | Достопримечательность архитектуры и градостроительства                              | 694-Од         |
| Дом банковских служащих (арх. Дмитренко Ю. М.) |                                                                                                  | 1890-е годы | Пушкинская ул., 12 | Достопримечательность архитектуры и градостроительства                              | 695-Од         |
| Дом Черепенникова и производственное здание (арх. Коклен Ф. В.) |                                                                                                  | 1878 год | Пушкинская ул., 16 — угол Бунина (Р.Люксембург)                                                                                          | Достопримечательность архитектуры и градостроительства                              | 696-Од         |
| Здание административное (Здание Южно-Российского общества печатного дела) (арх. Доллаква К. Й.) |                                                                                                  | II пол. XIX ст. | Пушкинская ул., 18 | Достопримечательность архитектуры и градостроительства                              | 697-Од         |
| Здание Бродской синагоги и ограды (арх. Колович О. М.) |                                                                                                  | 1863—1870 годы | Пушкинская ул., 20 угол Жуковского, 18                                                                                                   | Достопримечательность архитектуры и градостроительства                              | 698-Од         |
| Доходный дом Лемме (арх. Бернардацци О. И.) |                                                                                                  | начало XX в. | Пушкинская ул., 22 — угол Жуковского | Достопримечательность архитектуры и градостроительства                              | 699-Од         |
| Доходный дом Лемме (арх. Скудиери Д. Б.) |                                                                                                  | 1848 год | Пушкинская ул., 22-я | Достопримечательность архитектуры и градостроительства                              | 700-Од         |
| Дом, в котором жила и была арестована Жанна Лябурб — француженка, член «Иностранной коллегии» |                                                                                                  | 1919. | Пушкинская ул., 24 | Достопримечательность истории                                                       | 701-Од         |
| Доходный дом Грубера (арх. Гонсиоровский Ф.В), в котором он жил. Педа П.М — украинский поэт |                                                                                                  | II пол. XIX ст. 1926—1933 годы | Пушкинская ул., 25 | Архитектура и градостроительство История                                            | 702-Од         |
| Жилой дом Анатра (арх. Гонсиоровский Ф. В.) |                                                                                                  | 1883 год | Пушкинская ул., 27 | Достопримечательность архитектуры и градостроительства                              | 703-Од         |
| Доходный дом Курле |                                                                                                  | II пол. XIX ст. | Пушкинская ул., 28 угол Еврейской (Бебеля)                                                                                               | Достопримечательность архитектуры и градостроительства                              | 704-Од         |
| Дом Анатра (арх. Гонсиоровский Ф. В.), в котором: — в находилось Общество авиации и воздухоплавания Украины и Крыма; — работал Королев С. П. — основатель отечественной космонавтики |                                                                                                  | 1884 год 1920—1924 годы | Пушкинская ул., 29 — угол Еврейской (Бебеля)                                                                                             | Архитектура и градостроительство История                                            | 705-Од         |
| Жилой дом (арх. Доллаква К. Й.) |                                                                                                  | 1846 год. | Пушкинская ул., 30 | Достопримечательность архитектуры и градостроительства                              | 706-Од         |
| Доходный дом Шполянского (арх. Бернардацци О. И.) |                                                                                                  | кон XIX в. | Пушкинская ул., 34 — угол Троицкой ('Ярославского')                                                                                      | Достопримечательность архитектуры и градостроительства                              | 707-Од         |
| Доходный дом Шполянского (арх. Бернардацци О. И.) |                                                                                                  | кон XIX в. | Пушкинская ул., 34 — угол Троицкой ('Ярославского')                                                                                      | Достопримечательность архитектуры и градостроительства                              | 708-Од         |
| Жилой дом Мармарино |                                                                                                  | сер. XIX ст. | Пушкинская ул., 35 | Достопримечательность архитектуры и градостроительства                              | 709-Од         |
| Доходный дом Асвадурова (арх. Чернигов Л. М., Гольденберг Я. С.) |                                                                                                  | 1913—1914 годы | Пушкинская ул., 37 — угол Троицкой ('Ярославского), 25                                                                                   | Достопримечательность архитектуры и градостроительства                              | 710-Од         |
| Особняк Геймана |                                                                                                  | 1910-е годы | Пушкинская ул., 38 | Достопримечательность архитектуры и градостроительства                              | 711-Од         |
| Жилой дом Люмана |                                                                                                  | кон. XIX ст. | Пушкинская ул., 42 — угол Успенской (Чичерина)                                                                                           | Достопримечательность архитектуры и градостроительства                              | 712-Од         |
| Здание административное (здание Управления земледелия и государственного имущества) (арх. Даллаква К. Й.), в котором жил Липский В. И. — ботаник, чл.-корр. АН СССР, акад. АН УССР |                                                                                                  | сер. XIX ст. 1928—1937 годы | Пушкинская ул., 44 | Архитектура и градостроительство История                                            | 713-Од         |
| Доходный дом Перозио (арх. Доллаква К. Й.) |                                                                                                  | сер. 1840-е годы | Пушкинская ул., 45 | Достопримечательность архитектуры и градостроительства                              | 714-Од         |
| Доходный дом Юфы (арх. Эдуард Меснер) |                                                                                                  | | Пушкинская ул., 46 | Достопримечательность архитектуры и градостроительства                              | 715-Од         |
| Жилой дом Футрана |                                                                                                  | кон. XIX ст. | Пушкинская ул., 54 | Достопримечательность архитектуры и градостроительства                              | 716-Од         |
| Доходный дом Зайченко (арх. Радбиль Р. Л.) |                                                                                                  | 1901 год | Пушкинская ул., 55 — угол Базарной ('Кировая'), 37                                                                                       | Достопримечательность архитектуры и градостроительства                              | 717-Од         |
| Жилой дом Константиновского (арх. Вейтко А. К.) |                                                                                                  | 1871 год | Пушкинская ул., 56 | Достопримечательность архитектуры и градостроительства                              | 718-Од         |
| Доходный дом Хаджи-Хачинова - Доходный дом Шполянского в котором жил: - Карышковский П. А. — археолог, профессор | арх. Минкус А. Б.                                                                                | 1910 год 1954—1963 годы | Пушкинская ул., 57 | - Архитектура и градостроительство - История                                        | 719-Од         |
| Доходный дом Шпиро |                                                                                                  | начало XX в. | Пушкинская ул., 58 — угол Б. Арнаутской (Чкалова)                                                                                        | Достопримечательность архитектуры и градостроительства                              | 720-Од         |
| Жилой дом Раухвергера, в котором жил: - Минкус М. А. — архитектор, лауреат Государственной премии | арх. Влодек Л. Л.                                                                                | 1883 год 1905—1924 годы | Пушкинская ул., 59 | - Архитектура и градостроительство - История                                        | 721-Од         |
| Жилой дом | арх. Фан-дер-Шкруфт И. А.                                                                        | 1860-е годы | Пушкинская ул., 64 | Достопримечательность архитектуры и градостроительства                              | 722-Од         |
| Жилой дом |                                                                                                  | 1820-е годы, 1900 год | Пушкинская ул., 65 | Достопримечательность архитектуры и градостроительства                              | 723-Од         |
| Жилой дом | арх. Моранди Ф. Й.                                                                               | 1860 год | Пушкинская ул., 66 | Достопримечательность архитектуры и градостроительства                              | 724-Од         |
| Жилой дом |                                                                                                  | сер. XIX ст. | Пушкинская ул., 67 | Достопримечательность архитектуры и градостроительства                              | 725-Од         |
| Жилой дом (арх. Вейтко А. К., Корницкий Д. А.) |                                                                                                  | 1880-е годы | Пушкинская ул., 73 — угол Малой Арнаутской (Воровского)                                                                                  | Достопримечательность архитектуры и градостроительства                              | 726-Од         |
| Жилой дом (арх. Шульгин Н.) |                                                                                                  | 1911 год | Пушкинская ул., 74 | Достопримечательность архитектуры и градостроительства                              | 727-Од         |
| Жилой дом (арх. Влодек Л.) |                                                                                                  | 1840 год | Пушкинская ул., 76 | Достопримечательность архитектуры и градостроительства                              | 728-Од         |
| Жилой дом | арх. Козлов И. С.                                                                                | 1842 год | Пушкинская ул., 77 | - Достопримечательность архитектуры и градостроительства                            | 729-Од         |
| Доходный дом | арх. Гонсиоровский Ф. В.                                                                         | 1874 год | Пушкинская ул., 78 — угол Пантелеймоновской, 64                                                                                          | - Достопримечательность архитектуры и градостроительства                            | 730-Од         |
| Здание Ильинской церкви Афонского двора (арх. Прокофьевич Л. Ф.) |                                                                                                  | 1896 год. | Пушкинская ул., 79 | - Достопримечательность архитектуры и градостроительства                            | 731-Од         |
| Жилой дом (арх. Корницкий Д. А.) |                                                                                                  | 1883 год | Пушкинская ул., 83 | Достопримечательность архитектуры и градостроительства                              | 733-Од         |
| Дом Страхового общества «Россия» (арх. Вэй Э. Б.), в котором жил Замечек М. В. — архитектор |                                                                                                  | кон XIX в. 1918—1958 годы | Ришельевская ул. (Ленина), 3— угол Дерибасовской, 10                                                                                     | Архитектура и градостроительство История                                            | 734-Од         |
| Дом банка объединённого в Ашкиназе (арх. Ландесман С. А. боков. фасад — Чичкин Х. Н., Корченов К. Б.) |                                                                                                  | начало ХХ ст. | Ришельевская ул. (Ленина), 4 (правоворотное сооружение)                                                                                  | Достопримечательность архитектуры и градостроительства                              | 735-Од         |
| Жилой дом Ралли (арх. Гонсиоровский Ф. В.), в котором жил Л. И. Гутенмахер — учёный в области вычислительной техники |                                                                                                  | 1887—1890 годы 1944—1981 годы | Ришельевская ул. (Ленина), 5 — угол Дерибасовской, 9                                                                                     | Архитектура и градостроительство История                                            | 736-Од         |
| Здание Государственного банка (арх. Абрамович И., Готгельф Г., Эрлениовский Л.) |                                                                                                  | 1956 год. | Ришельевская ул. (Ленина), 6 — угол Дерибасовской, 11                                                                                    | Достопримечательность архитектуры и градостроительства                              | 737-Од         |
| Здание Азовско-Донского банка (арх. Минкус А. Б.) |                                                                                                  | 1912 год | Ришельевская ул. (Ленина), 9 — угол Греческой К.Либкнехта), 19                                                                           | Достопримечательность архитектуры и градостроительства                              | 738-Од         |
| Комплекс жилой |                                                                                                  | | Ришельевская ул., 11&— Бунина ул., 18 |                                                                                     | 739 — Од       |
| Доходный дом Баржанского (арх. Гонсиоровский Ф. В.), в котором жил Гешелин И. Д. — отоларинголог |                                                                                                  | кон. XIX ст. 1944—1962 годы | Ришельевская ул. (Ленина), 11 — угол Бунина ул. (Р.Люксембург), 18                                                                       | Архитектура и градостроительство История                                            | 739/1-Од       |
| Флигель жилой (арх. Гонсиоровский Ф. В.) |                                                                                                  | кон. ХІХ ст. | Ришельевская ул. (Ленина), 11 — угол Бунина ул. (Р.Люксембург), 18 (во дворе)                                                            | Достопримечательность архитектуры и градостроительства                              | 739/2-Од       |
| Дом Баржанского (арх. Дмитренко Ю. М.), в котором содержалось правление Одесского отделения Всесоюзного общества бывших политкаторжан |                                                                                                  | 1899—1900 годы 1923—1935 годы | Ришельевская ул. (Ленина), 12, угол ул. Греческой (К.Либкнехта)                                                                          | Архитектура и градостроительство История                                            | 740-Од         |
| |                                                                                                  | 1951—1973 годы | Ришельевская ул. (Ленина), 13 угол ул. Бунина                                                                                            | Достопримечательность истории                                                       | 741-Од         |
| Здание универсального магазина Гальперина (арх. Троупянский Ф. А.) |                                                                                                  | 1912—1914 годы | Ришельевская ул. (Ленина), 14 | Достопримечательность архитектуры и градостроительства                              | 742-Од         |
| Доходный дом Наумова | арх. Кабиольский В. М.                                                                           | 1895 год. | Ришельевская ул. (Ленина), 16 угол Бунина (Р.Люксембург)                                                                                 | Достопримечательность архитектуры и градостроительства                              | 743-Од         |
| Дома прибыльные Райха, где жил и работал Бабель И. Е. — писатель | арх. Гальперсон С. С.                                                                            | начало XX в. 1920—1924 годы | Ришельевская ул. (Ленина), 15, 17 — угол Жуковского ул., 22                                                                              | - Архитектура и градостроительство - История                                        | 744-Од         |
| Дом, в котором жила Сергиенко Р. М. — народная артистка СССР |                                                                                                  | 1954 год 1976—1987 годы | Ришельевская ул. (Ленина), 19 угол Жуковского, 17                                                                                        | Достопримечательность истории                                                       | 745-Од         |
| Здания магазинов компании «Викандер и Ларсон» | арх. Бейтельсбахер Х.                                                                            | 1912 год | Ришельевская ул. (Ленина), 26 | Достопримечательность архитектуры и градостроительства                              | 746-Од         |
| Доходный дом Еврейского общества (арх. Сталь М. И., Ландесман С. А. (дострой.) |                                                                                                  | (дострой.) | Ришельевская ул. (Ленина), 30 | Достопримечательность архитектуры и градостроительства                              | 747-Од         |
| Дом, в котором жили: - Потапов М. И. — командующий 5-й армией, генерал-полковник; - Покровский М. Д. — дирижёр, педагог, профессор, н.а. Украины; - Данилов С. Д. — одесский поэт |                                                                                                  | 1850-е годы 1958—1965 годы 1944—1974 годы 1949—1984 годы | Ришельевская ул. (Ленина), 35/37 — угол Успенской ул.                                                                                    | Достопримечательность истории                                                       | 748-Од         |
| Жилой дом Дмитриева |                                                                                                  | 1845 год | Ришельевская ул. (Ленина), 38 | Достопримечательность архитектуры и градостроительства                              | 749-Од         |
| Доходный дом Мандражи | арх. Моранди Ф. Й.                                                                               | 1848 год | Ришельевская ул. (Ленина), 39 | - Достопримечательность архитектуры и градостроительства                            | 750-Од         |
| Жилой дом Камлета |                                                                                                  | 1830-е годы | Ришельевская ул. (Ленина), 40 | Достопримечательность архитектуры и градостроительства                              | 751-Од         |
| Жилой дом Камлета |                                                                                                  | И четверть XIX ст. | Ришельевская ул. (Ленина), 42— угол Успенской (Чичерина)                                                                                 | Достопримечательность архитектуры и градостроительства                              | 752-Од         |
| Дом, в котором жили: - Левина Ц. А. — учёный, терапевт-гематолог, профессор; - Плисов О. К. — учёный-химик, профессор; |                                                                                                  | 1944-1974 годы 1947—1968 годы | Ришельевская ул. (Ленина), 44/46 | Достопримечательность истории                                                       | 753-Од         |
| Дом Нолье | арх. Смидович Э. Н.                                                                              | 1901 год | Ришельевская ул. (Ленина), 45 | Достопримечательность архитектуры и градостроительства                              | 754-Од         |
| Доходный дом Абазы (арх. Черкунов Н. Н.) |                                                                                                  | Кон. ХІХ ст. | Ришельевская ул. (Ленина), 54 | Достопримечательность архитектуры и градостроительства                              | 755-Од         |
| Доходный дом Поповича (арх. Серадский Ю. Г.) |                                                                                                  | Кон. ХІХ ст. | Ришельевская ул. (Ленина), 55 | Достопримечательность архитектуры и градостроительства                              | 756-Од         |
| Доходный дом Семеновского (арх. Шейнс А. Э.) |                                                                                                  | 1892 год | Ришельевская ул.(Ленина), 56 | Достопримечательность архитектуры и градостроительства                              | 757-Од         |
| Доходный дом Шполянского |                                                                                                  | кон. ХХ ст. | Ришельевская ул. (Ленина), 58 | Достопримечательность архитектуры и градостроительства                              | 758-Од         |
| Дом торговый |                                                                                                  | начало XX в. | Ришельевская ул. (Ленина), 63 | Достопримечательность архитектуры и градостроительства                              | 759-Од         |
| Жилой дом с дворовым флигелем |                                                                                                  | сер. XIX ст. | Ришельевская ул. (Ленина), 66 | Достопримечательность архитектуры и градостроительства                              | 760-Од         |
| Доходный дом |                                                                                                  | кон. XIX ст. | Ришельевская ул. (Ленина), 67 | Достопримечательность архитектуры и градостроительства                              | 761-Од         |
| Доходный дом |                                                                                                  | II пол. XIX ст. | Ришельевская ул. (Ленина), 68 | Достопримечательность архитектуры и градостроительства                              | 762-Од         |
| Жилой дом |                                                                                                  | I пол. XIX ст. | Ришельевская ул. (Ленина), 69 | Достопримечательность архитектуры и градостроительство                              | 763-Од         |
| Жилой дом |                                                                                                  | I пол. XIX ст. | Ришельевская ул. (Ленина), 74 | Достопримечательность архитектуры и градостроительства                              | 764-Од         |
| Жилой дом |                                                                                                  | сер. XIX ст. | Ришельевская ул. (Ленина), 78 | Достопримечательность архитектуры и градостроительства                              | 765-Од         |
| Здание музыкальной школы им. Столярского (арх. Троупянский Ф. А.), в котором работал Столярский П. С. — профессор |                                                                                                  | 1938—1939 годы 1930-х гг. | Сабанеев мост (Менделеева), 1 | Архитектура и градостроительство История                                            | 766-Од         |
| Особняк Поммера (арх. Кабиольский В. М.) |                                                                                                  | 1893—1894 годы | Сабанеев мост (Менделеева), 3 — угол Военного спуск (Ж. Лябурб)                                                                          | Достопримечательность архитектуры и градостроительства                              | 767-Од         |
| Сабанеев мост | арх. Боффо Ф. К., Торричелли Г. И., инж. Уптон Д. И. Казаринов О. М.                             | 1829—1831 годы 1834—1836 годы 1866,1980-е годы | Сабанеев мост по ул. через Военный спуск (Ж. Лябурб)                                                                                     | Достопримечательность архитектуры и градостроительства                              | 768-Од         |
| Здание Ришельевской гимназии, в котором обучались: — Гарин-Михайловский М. — писатель; — Зелёный А. — контр-адмирал, участник гражданской войны, руководитель Ледового похода Балтийского флота в 1918 год; — Пастернак Л. — академик Петербургской АХ; — Пресняков О. Е. — Историк, чл.-корр. АН СССР; — Колосов М. А. — филолог, чл. — кор. Российской АН; и др. | арх. Боффо Ф. К.                                                                                 | 1843 год. | Садовая ул. 1-я | Архитектура и градостроительство История                                            | 769-Од         |
| Здание Земского банка (арх.-ры Маас В. Ф., Кабиольский В. М.) |                                                                                                  | 1883 год кон. ХІХ ст. | Садовая ул., 3 | Достопримечательность архитектуры и градостроительства                              | 770-Од         |
| Жилой дом (арх. Ниметц В. И.) |                                                                                                  | 1862 год | Садовая ул., 6 | Достопримечательность архитектуры и градостроительства                              | 771-Од         |
| Дом Масленникова (арх. Мазыров Д. Е.) |                                                                                                  | 1899—1900 годы | Садовая ул., 7 | Достопримечательность архитектуры и градостроительства                              | 772-Од         |
| Особняк Чижевича (арх. Оттон Л. Ц.) |                                                                                                  | 1895 год. | Садовая ул., 8 | Достопримечательность архитектуры и градостроительства                              | 773-Од         |
| Здание почтамта | арх. Харламов В. Ф., участвовал Домбровский В. О.                                                | 1893—1895 годг. | Садовая ул., 10 | Достопримечательность архитектуры и градостроительства                              | 774-Од         |
| Жилой дом | арх. Шейнс А. Э.                                                                                 | 1899—1900 годы | Садовая ул., 11 | Достопримечательность архитектуры и градостроительства                              | 775-Од         |
| Дом Романенко, историческое место, где находился дом, в котором размещалась подпольная типография «Южнороссийского союза рабочих» и жил организатор союза Заславский О. Е.; — в доме (построен в 1895 год) жили ученые: — Томсон Г. — профессор, доктор мед. наук; — Балодис К. Я. — основатель латвийской офтальмологии, з. д.н. Лат. СССР, профессор; — Зилле М. Б. — фтизиатр, основатель латвийской терапевтической школы, профессор | арх. Кабиольский В.М                                                                             | 1895—1896 годы 1874—1875 годы 1902—1927 годы 1917—1924 годы 1898—1920 годы | Садовая ул., 16 | Архитектура и градостроительство История                                            | 776-Од         |
| Дом Рокко (доходный дом Ратнера) (арх. Рейнгерц М. Г.) |                                                                                                  | 1894 год | Садовая ул., 18 | Достопримечательность архитектуры и градостроительства                              | 777-Од         |
| Доходный дом Рокко |                                                                                                  | кон. XIX ст. | Садовая ул., 20 | Достопримечательность архитектуры и градостроительства                              | 778-Од         |
| Здание Мариинского детского приюта (арх. Влодек Л. Л.) |                                                                                                  | кон XIX в. | Сеченова ул., 2 | Достопримечательность архитектуры и градостроительства                              | 779-Од         |
| Трансформаторная подстанция электрического трамвая (арх. Абт К. К.) |                                                                                                  | 1910 год | Сеченова ул. — угол Пастера | Достопримечательность архитектуры и градостроительства                              | 780-Од         |
| Памятник Воронцову М. С. — князю, генерал-губернатору Новороссийского края, герою Отечественной войны 1812 год | ск. Бруггер Ф., арх. Боффо Ф. К, скульптура бронза, постамент гранит                             | 1863 год. | Соборная пл. (Советской Армии) | Достопримечательность монументального искусства                                     | 781-Од         |
| Дом Папудовой, в котором жили: - Доходный дом Шполянского — Ковалевский А. А. — физиолог, академик Петербургской АН; - Доходный дом Шполянского — Базук П. А. — белорусский языковед, чл.-корр. АН БССР; - Доходный дом Шполянского — Холодная В. В. — актриса немого кино; - Доходный дом Шполянского — Троупянский Ф. А. — архитектор, профессор; - Доходный дом Шполянского — Хатин Д. М. — эпидемиолог и инфекционист, профессор | арх. Козлов И. С., Моранди Ф. Й.                                                                 | 1832—1833 годы 1843—1846 годы 1888—1892 годы 1911—1925 годы 1918 год 1920—1949 годы 1925—1926 годы | Соборная пл. (Сов. Армии), 1 — угол Преображенской ул. (Сов. Армии) и Веры Холодной пл. (Р.Люксембург)                                   | Архитектура и градостроительство История                                            | 782-Од         |
| Жилой дом Рокко (арх. Оттон Л. Ц. перестрой.), в котором жили: — Боровик В. год — украинский переводчик, филолог и общественный деятель; — Сигал А. М. — кардиолог и бальнеолог, профессор |                                                                                                  | сэр XIX в., 1875 год перестрой. 1911—1937 годы 1944—1968 годы | Соборная пл. (Сов. Армии), 2— угол Садовой                                                                                               | Архитектура и градостроительство История                                            | 783-Од         |
| Дом, в котором во время путешествия в Россию останавливался Сватоплук Чех — чешский писатель-демократ |                                                                                                  | 1874 год | Соборная пл. (Сов. Армии), 4 | Достопримечательность истории                                                       | 784-Од         |
| Доходный дом |                                                                                                  | кон. XIX ст. | Соборная пл. (Сов. Армии), 6 | Достопримечательность архитектуры и градостроительства                              | 785-Од         |
| Дом, в котором жил Пигров К. К. — хормейстер, заслуженный деятель искусств УССР, профессор |                                                                                                  | 1922—1962 годы | Соборная пл. (Сов. Армии), 12 | Достопримечательность истории                                                       | 786-Од         |
| Жилой дом (арх. Мазыров Д. Е.) |                                                                                                  | 1880-е годы | Софиевская ул. (Короленко), 4—6 угол Ляпунова пер. (Софиевского)                                                                         | Достопримечательность архитектуры и градостроительства                              | 787-Од         |
| Дом Потоцкого (Архиерейский дом) (1810 перестрой.; 1852 реконстр.арх. О. С. Шашин; 1886 перестрой. арх. А. Д. Тодоров, Ю. М. Дмитренко, Л. Ф. Прокопович) |                                                                                                  | начало XIX ст. | Софиевская ул.(Короленко), 7 | Достопримечательность архитектуры и градостроительства                              | 788-Од         |
| Дом, на котором жил Молчанов П. И. — украинский композитор и муз. педагог, профессор |                                                                                                  | 1898-1941 годы | Софиевская ул.(Короленко), 8 | Достопримечательность истории                                                       | 789-Од         |
| (арх. Чернигов Л. М.) в котором жил Замичковский И. Е. — украинский драматический актёр |                                                                                                  | кон. XIX ст. | Софиевская ул.(Короленко), 9 | Архитектура и градостроительство История                                            | 790-Од         |
| Дом, в котором жили и работали: -. Ляпунов О.М — учёный-математик, академик; — Ляпунов Б. М. — языковед, академик; — Том сон О. И. — языковед, профессор; — Василько В. — украинский режиссёр |                                                                                                  | 1913—1928 годы 1948—1972 годы | Софиевская ул.(Короленко), 10 | Достопримечательность истории                                                       | 791-Од         |
| (арх. Чернигов Л. М.) в котором жили: — Маринеско А. И. — Герой Советского Союза; — Мандес М. И. — филолог, профессор; — Казак М. П. — зоолог, профессор; — Вайнштейн О. Л. — историк, профессор; |                                                                                                  | кон. XIX ст. 1921—1935 годы 1896—1935 годы 1920—1941 годы 1920—1935 годы | Софиевская ул.(Короленко), 11 | Архитектура и градостроительство История                                            | 792-Од         |
| (арх. Чернигов Л. М., Гольденберг Я. С.) в котором жили: — Тронский И. М. — учёный, историк античной литературы, профессор; — Сабанеев И. Ф. — учёный хирург; — Тарас Костров — участник гражданской войны, организатор и первый главный редактор «Комсомольской правды»; — Шумский Ю. В. — украинский актёр, н.а. УССР; — Чуклин С. год — учёный в области холодильной техники, профессор; — Костюков А. — судостроитель, профессор; — Мартыновский Н. С. — учёный в области термодинамики, профессор; — Нятко П. — актриса, н.а. УССР; — Колтон С. И. — советский певец и преподаватель, педагог; — Михайличенко И. год — артистка балета, н.а. УССР |                                                                                                  | 1890-е годы 1897—1920 годы 1897—1908 годы 1908—1920 годы 1925—1934 годы 1944—1074 годы 1944—1976 годы 1944—1973 годы 1925—1935 годы 1944—1979 годы 1954—1966 годы | Софиевская ул.('Короленко'), 13 угол Торговой (Красной Гвардии), 10                                                                      | Архитектура и градостроительство История                                            | 793-Од         |
| Дом Скаржинского. (арх. Скаржинский К. А.) |                                                                                                  | 1880-е годы | Софиевская ул. (Короленко), 15 — угол Торговой (Красной Гвардии)                                                                         | Достопримечательность архитектуры и градостроительства                              | 794-Од         |
| |                                                                                                  | начало XX в. | Софиевская ул.(Короленко), 16 | Достопримечательность архитектуры и градостроительства                              | 795-Од         |
| Жилой дом |                                                                                                  | 1930-е годы | Софиевская ул. (Короленко), 17 | Достопримечательность архитектуры и градостроительства                              | 796-Од         |
| Дом, в котором жили и работали Врубель М. А. и Серов В. Л. — художники |                                                                                                  | | Софиевская ул. (Короленко), 18 | Достопримечательность истории                                                       | 797-Од         |
| Здания административные | арх. Чернигов Л. М.                                                                              | начало XX в. | Софиевская ул. (Короленко), 19, 19-а | Достопримечательность архитектуры и градостроительства                              | 798-Од         |
| Дом, в котором жили: - Фармаковский Б. Р. — археолог; - Небеснов Р. И. — учёный, судостроитель, профессор |                                                                                                  | 1877—1901 годы; 1944—1985 годы | Софиевская ул. (Короленко), 20 | Достопримечательность истории                                                       | 799-Од         |
| Жилой дом Мазырова | арх. Мазыров Д. Е.                                                                               | 1890 год | Софиевская ул. (Короленко), 21 | Достопримечательность архитектуры и градостроительства                              | 800-Од         |
| Жилой дом, в котором жили: - Мациевская Л.В — украинская актриса, н.а. УССР; - Бабенко Г. — украинский актёр, н.а. УССР; - Дублянская Е. И. — пианистка, дирижёр, офессор; - Збандутто С. — педагог, профессор; - Страутман Ф. И. — зоолог, профессор; - Борин Б. — н.а. УССР, главный режиссёр Одесского украинского драмтеатра; | арх. Мазыров Д. Е.                                                                               | 1890-е годы 1944—1955 годы 1944—1954 годы 1945—1982 годы 1944—1984 годы 1964—1967 годы 1931—1944 годы | Софиевская ул. (Короленко), 23 угол Преображенской, 7                                                                                    | Архитектура и градостроительство История                                            | 801-Од         |
| Дом учебный | арх. Троупянский Ф. А., Рейхенберг А. Р.                                                         | 1902—1903 годы | Софиевская ул.(Короленко), 26 | Достопримечательность архитектуры и градостроительства                              | 801-Од         |
| Дом Сигала (арх. Клейн П. У.) |                                                                                                  | 1880-е годы | Спиридоновская ул. (Горького), 8 | Достопримечательность архитектуры и градостроительства                              | 802-Од         |
| Жилой дом Михайлова | арх. Вейсман                                                                                     | 1875 год | Спиридоновская ул. (Горького), 9 | Достопримечательность архитектуры и градостроительства                              | 803-Од         |
| Доходный дом Фрица | арх. Толвинский М. К.                                                                            | кон. ХІХ ст. | Спиридоновская ул. (Горького), 10 | Достопримечательность архитектуры и градостроительства                              | 804-Од         |
| Дом Великановой, где жил Завриев К. С. — механик, акад. АН ЧССР и Академии строительства и архитектуры СССР з. д.н. ЧССР |                                                                                                  | кон. XIX ст. | Спиридоновская ул. (Горького), 14 | Архитектура и градостроительство История                                            | 805-Од         |
| Дом, в котором жил Займовский А. С. — учёный в области технологии металлов и сплавов, акад. АН СССР, Лауреат Ленинской и Госпремий СССР |                                                                                                  | 1905—1923 годы | Спиридоновская ул. Горького), 15 | Достопримечательность истории                                                       | 806-Од         |
| Жилой дом | арх. Коробец Р. И., Курбатов С. М.                                                               | 1950-е годы | Спиридоновская ул. (Горького), 18—24 | Достопримечательность архитектуры и градостроительства                              | 807-Од         |
| Дом Сутягина в котором жил Гехт С. год — писатель |                                                                                                  | кон. XIX ст.; 1903—1924 годы | Спиридоновская ул. (Горького), 21 угол Ковальской (Челюскинцев), 34                                                                      | Архитектура и градостроительство История                                            | 808-Од         |
| Жилой дом | арх. Коробец Р. И.                                                                               | 1954—1958 годы | Спиридоновская ул. (Горького), 28 — угол Осташкина ул.                                                                                   | Достопримечательность архитектуры и градостроительства                              | 809-Од         |
| Комплекс построек Народного училища |                                                                                                  | | Старопортофранковская ул., 2 — 4 |                                                                                     | 810—Од         |
| Народное училище | арх. Дмитренко Ю. Н.                                                                             | 1890-е годы | Старопортофранковская ул. (Комсомольская), 2-4                                                                                           | Достопримечательность архитектуры и градостроительства                              | 810/1-Од       |
| Дневное детское убежище | арх. Дмитренко Ю. М.                                                                             | 1890-е годы | Старопортофранковская ул. (Комсомольская), 2-4                                                                                           | Достопримечательность архитектуры и градостроительства                              | 810/2-Од       |
| Юбилейная столовая | арх. Дмитренко Ю. М.                                                                             | 1890-е годы | Старопортофранковская ул. (Комсомольская), 2-4                                                                                           | Достопримечательность архитектуры и градостроительства                              | 810/3-Од       |
| Доходный дом Швайкевича с дворовым сооружением | арх. Ландесман С. А., худ. Швайкевич                                                             | 1890-е годы | Старопортофранковская ул. (Комсомольская), 3; угол Княжеской ул. (Бараново)                                                              | Достопримечательность архитектуры и градостроительства                              | 811-Од         |
| Комплекс сооружений богадельни |                                                                                                  | | Старопортофранковская ул. (Комсомольская), 6 (корп. 2 по Мечникову, 5—7) между Студенческим пер. и Сеченова пер.                         |                                                                                     | 812 — Од       |
| Сооружение богадельни | арх. Рейхенберг А. Р.                                                                            | 1899 год | Старопортофранковская ул. (Комсомольская), 6 (корп. 2 по Мечникову, 5—7) угол Студенческого пер.                                         | Достопримечательность архитектуры и градостроительства                              | 812/1-Од       |
| Сооружение богадельни | арх. Рейхенберг А. Р.                                                                            | 1899 год | Старопортофранковская ул. (Комсомольская), 6 (корп. 2 по Мечникову, 5—7) угол Сеченова пер.                                              | Достопримечательность архитектуры и градостроительства                              | 812/2-Од       |
| Жилой дом |                                                                                                  | сер. XIX ст. | Старопортофранковская ул. (Комсомольская), 9                                                                                             | Достопримечательность архитектуры и градостроительства                              | 813-Од         |
| Дом, где работал Громашевский Л. В. — основатель и руководитель Одесской санитарно-дезинфекционной станции, эпидемиолог, академик АМН СССР, Герой Социалистического Труда |                                                                                                  | | Старопортофранковская ул. ('Комсомольская'), 10; угол Сеченова пер.                                                                      | Достопримечательность истории                                                       | 814-Од         |
| Доходный дом |                                                                                                  | кон. XIX ст. | Старопортофранковская ул. ('Комсомольская'), 13 — угол Сеченова пер. (Рождественского), 13                                               | Достопримечательность архитектуры и градостроительства                              | 815-Од         |
| Дом Ремесленного училища, в котором содержались бюро и клуб союза рабочей социалистической молодежи | арх. Толвинский М. К.                                                                            | 1892 год | Старопортофранковская ул. (Комсомольская), 14                                                                                            | Архитектура и градостроительство История                                            | 816-Од         |
| Здание церкви Григория Богослова | арх. Прокофьевич Л. Ф.                                                                           | 1895—1896 годы | Старопортофранковская ул. (Комсомольская), 18                                                                                            | Достопримечательность архитектуры и градостроительства                              | 817-Од         |
| Здание женской гимназии где (в здании профтехшколы № 1) учился Королев С. П. — конструктор ракетно-космической техники, акад., дважды Герои Социалистического Труда | арх. Ландесман С. А.                                                                             | 1893 год 1922—1924 годы | Старопортофранковская ул. (Комсомольская), 22 — Мечникова, 15                                                                            | Архитектура и градостроительство История                                            | 818-Од         |
| Здание Второй мужской гимназии, в котором обучались: - Шмидт О. Ю. — учёный, акад., Герой Советского Союза; - Олейник С. — украинский поэт; - учился и до 1941 года. работал Надеин Д. П. — украинский поэт журналист; - Цвигун С. К. — военный деятель и писатель, Герой социалистического Труда, генерал армии | арх. Мазыров Д. Е.                                                                               | 1896 год. 1901—1907 годы 1929—1934 годы 1929—1933 годы 1932—1937 годы | Старопортофранковская ул. (Комсомольская), 26 — угол Градоначальнической ул. (Перекопской победы) и Розкидайловской ул. (Станиславского) | Архитектура и градостроительство История                                            | 819-Од         |
| Здание ночлежного приюта барона Масса | арх. Тодоров А. Д.                                                                               | 1881 год | Старопортофранковская ул. (Комсомольская), 28 — угол Розкидайловской ул. (Станиславского) и Ак. Ясиновского ул.                          | Достопримечательность архитектуры и градостроительства                              | 820-Од         |
| Здание дневного детского приюта | арх. Дмитренко Ю. М.                                                                             | 1880-е годы | Старопортофранковская ул. (Комсомольская), 30 — угол Академика Ясиновского ул.                                                           | Достопримечательность архитектуры и градостроительства                              | 821-Од         |
| Доходный дом |                                                                                                  | кон. XIX ст. | Старопортофранковская ул. (Комсомольская), 31                                                                                            | Достопримечательность архитектуры и градостроительства                              | 822-Од         |
| Дом девичьего училища | арх. Толвинский М. К.                                                                            | 1890—1891 годы | Старопортофранковская ул. (Комсомольская), 32                                                                                            | Достопримечательность архитектуры и градостроительства                              | 823-Од         |
| Здание Народного училища (арх. Троупянский Ф. А.) |                                                                                                  | 1910—1914 годы | Старопортофранковская (Комсомольская), 34-а                                                                                              | Достопримечательность архитектуры и градостроительства                              | 825-Од         |
| Здание инвалидного Мещанской управы | арх. Дмитренко Ю. М.                                                                             | 1890 год | Старопортофранковская ул. (Комсомольская), 34                                                                                            | Достопримечательность архитектуры и градостроительства                              | 826-Од         |
| Здание Мещанской управы | арх. Бернардацци О. И.                                                                           | 1890 год | Старопортофранковская ул. (Комсомольская), 36 — угол Колонтаевской (Дзержинского) и Мечникова, 35                                        | Достопримечательность архитектуры и градостроительства                              | 827-Од         |
| Здание училища | арх. Ландесман С. А.                                                                             | 1891 год | Старопортофранковская ул. (Комсомольская), 40                                                                                            | Достопримечательность архитектуры и градостроительства                              | 828-Од         |
| Доходный дом Благотворительного общества Одесского кафедрального собора | арх. Мирошниченко, худ. Короновский В. А.                                                        | 1911 год | Старопортофранковская ул. (Комсомольская), 41                                                                                            | Достопримечательность архитектуры и градостроительства                              | 829-Од         |
| Здание убежища для подкидышей (лечебное заведение) | арх. Дмитренко Ю. М.                                                                             | 1893—1894 годы | Старопортофранковская ул. (Комсомольская), 46                                                                                            | Достопримечательность архитектуры и градостроительства                              | 830-Од         |
| Здание общежития Водного института | арх. Зайденберг А.                                                                               | 1928 год. | Старопортофранковская ул. (Комсомольская), 59 — угол Топольского пер.                                                                    | Достопримечательность архитектуры и градостроительства                              | 831-Од         |
| Здание училища Менделевича | арх. Линецкий М. И.                                                                              | 1911 год | Старопортофранковская ул. (Комсомольская), 61                                                                                            | Достопримечательность архитектуры и градостроительства                              | 832-Од         |
| Доходный дом | арх. Линецкий М. И.                                                                              | 1911—1912 годы | Старопортофранковская ул. (Комсомольская), 65                                                                                            | Достопримечательность архитектуры и градостроительства                              | 833-Од         |
| Дом Пташникова | арх. Линецкий М. И.                                                                              | 1911—1912 годы | Старопортофранковская ул. (Комсомольская), 97 угол Тираспольской, 34 (1905 года)                                                         | Достопримечательность архитектуры и градостроительства                              | 834-Од         |
| Доходный дом | арх. Розенфельд И. А.                                                                            | Кин XIX в. | Старопортофранковская ул. (Комсомольская), 99                                                                                            | Достопримечательность архитектуры и градостроительства                              | 835-Од         |
| Жилой дом |                                                                                                  | 1890—1905 годы | Старопортофранковская ул. (Комсомольская), 107                                                                                           | Достопримечательность архитектуры и градостроительства                              | 836-Од         |
| Дом, где жил Дубовый Ю. Д. — радиолог, основатель первого в Украине онкологического диспансера, з. д.н. УССР, профессор |                                                                                                  | 1944—1980 годы | Тираспольская ул. (1905 года), 1 | Достопримечательность истории                                                       | 837-Од         |
| Здание Автомобильно-дорожного техникума (арх. Шаповаленко Н. А., Грушевская Ж. М.) |                                                                                                  | 1953 год | Тираспольская ул. (1905 года), 6 | Достопримечательность архитектуры и градостроительства                              | 838-Од         |
| Жилой дом Зоншейна (арх. Ландесман С. А.) |                                                                                                  | 1900 год | Тираспольская ул. (1905 года), 8 — угол Новосельского (Островидова) ул., 91                                                              | Достопримечательность архитектуры и градостроительства                              | 839-Од         |
| Доходный дом Шейнштейна |                                                                                                  | кон. XIX ст. | Тираспольская ул.(1905 года), 19— угол Дегтярной (Сов. Милиции)                                                                          | Достопримечательность архитектуры и градостроительства                              | 840-Од         |
| Дом Давыдова (арх. Серадский Ю. Г.) |                                                                                                  | 1892 год | Тираспольская ул. (1905 года), 23 | Достопримечательность архитектуры и местостроение                                   | 841-Од         |
| Дом, в котором жил Добровольский В. Н. — украинский артист, н.а. СССР, лауреат Госпремии СССР. |                                                                                                  | 1906—1928 годы | Тираспольская ул. (1905 года), 24 | Достопримечательность истории                                                       | 842-Од         |
| Доходный дом Фалькевича (арх. Клейн П. У.) |                                                                                                  | 1901 год | Тираспольская ул. (1905 года), 25 | Достопримечательность архитектуры и градостроительства                              | 843-Од         |
| Дом Дурьяна (арх. Ландесман С. А.) |                                                                                                  | 1910 год | Тираспольская ул. (1905 года), 37 угол Старопорто-Франковской (Комсомольской)                                                            | Достопримечательность архитектуры и градостроительства                              | 844-Од         |
| Дом, в котором жили: — Фармаковский Б. Ф. — археолог, чл.-кор. АН СССР; — Лавров П. А. — филолог-славист, академик; — Левенштейн К. Б. — пианист и музыкальный педагог, профессор Одесской консерватории; — Котельников А. К. — Электротехник, чл. — кор. АН УССР. |                                                                                                  | 1891—1894 годы 1898—1900 годы 1913—1928 годы 1931—1938 годы | Топольского пер., 4 | Достопримечательность истории                                                       | 845-Од         |
| Жилой дом |                                                                                                  | II пол. XIX ст. | Торговая ул. (Красной Гвардии), 3 | Достопримечательность архитектуры и градостроительства                              | 846-Од         |
| Усадьба городская |                                                                                                  | | Торговая ул., 5 |                                                                                     | 847—Од         |
| Жилой дом |                                                                                                  | кон. XIX ст. | Торговая ул. (Красной Гвардии), 5 | Достопримечательность архитектуры и градостроительства                              | 847/1-Од       |
| Флигель дворовой | арх. Мэдокс В. Я.                                                                                | 1912 год | Торговая ул. (Красной Гвардии), 5; во дворе                                                                                              | Достопримечательность архитектуры и градостроительства                              | 847/2-Од       |
| (арх. Чернигов Л. М.), в котором жили: — Боресков год К. — учёный-химик, академик; — Костанди год В. — математик, профессор; — Селявин Н. А. — оперный певец, профессор; — Воликовская И. И. —¦ оперная певица, н.а. УССР; — Данченко С. —¦ оперный певец, з.а. УССР; — Неверов И. — поэт |                                                                                                  | 1890-е годы 1920—1937 годы 1920—1945 годы 1910—1941 годы 1944—1979 годы 1944—1967 годы 1979—1995 годы | Торговая ул. (Красной Гвардии), 6 | Архитектура и градостроительство История                                            | 848-Од         |
| Жилой дом |                                                                                                  | кон. XIX ст. | Торговая ул. (Красной Гвардии), 7 | Достопримечательность архитектуры и градостроительства                              | 849-Од         |
| (арх. Чернигов Л. М.) |                                                                                                  | кон. XIX ст. | Торговая ул. (Красной Гвардии), 8 | Достопримечательность архитектуры и градостроительства                              | 850-Од         |
| (арх. Чернигов Л. М.) |                                                                                                  | кон. XIX ст. | Торговая ул. (Красной Гвардии), 10 | Достопримечательность архитектуры и градостроительства                              | 851-Од         |
| Здание учебное Высших женских курсов (арх. Толвинский М. К.), в котором проходило заседание пленума Совета рабочих депутатов г. Одессы. |                                                                                                  | кон. XIX ст. 5 (18) декабря 1905 год | Торговая ул. (Красной Гвардии), 15 | Архитектура и градостроительство История                                            | 852-Од         |
| Дом Фундуклея (арх. Боффо Ф. К., Мазыров Д. Е.) |                                                                                                  | начало 1820-х г., 1878 год. перестрой. | Торговая ул. (Красной Гвардии), 17 | Достопримечательность архитектуры и градостроительства                              | 853-Од         |
| Дом торговых рядов (арх. Фраполли Ф., Дигби О. П.) |                                                                                                  | начало XIX ст. | Торговая ул. (Красной Гвардии), 19, 19-а                                                                                                 | Достопримечательность архитектуры и градостроительства                              | 854-Од         |
| Особняк (частная водолечебница) (арх. Моранди Ф. Й.) |                                                                                                  | 1847 год | Троицкая ул. (Ярославского), 1 — угол Маразлиевской (Энгельса), 5                                                                        | Достопримечательность архитектуры и градостроительства                              | 855-Од         |
| Доходный дом |                                                                                                  | кон. ХІХ ст. | Троицкая ул. (Ярославского), 5 | Достопримечательность архитектуры и градостроительства                              | 856-Од         |
| Усадьба городская |                                                                                                  | | Троицкая ул., 7 — угол Канатной ул. |                                                                                     | 857—Од         |
| Доходный дом Синицына | арх. Прокофьевич Л. Ф.                                                                           | 1891 год | Троицкая ул. (Ярославского), 7 — угол Канатной ул. (Свердлова)                                                                           | Достопримечательность архитектуры и градостроительства                              | 857/1-Од       |
| Флигель жилой Синицына | арх. Прокофьевич Л. Ф.                                                                           | 1891 год | Троицкая ул. (Ярославского), 7, во дворе                                                                                                 | - Достопримечательность архитектуры и градостроительства                            | 857/2-Од       |
| Дом чаеразвлекательной фабрики Высоцкого (арх. Зелинский Ц. Е.) |                                                                                                  | кон. ХІХ ст.; ХХ ст. | Троицкая ул. (Ярославского), 11 | - Достопримечательность архитектуры и градостроительства                            | 858-Од         |
| Доходный дом Петрокино, в котором жил Рабинович А. И. — учёный, физик, химик, академик АН СССР, основатель журнала «Журнал физической химии» | арх. Бернардацци О. Й.                                                                           | 1903 год | Троицкая ул. (Ярославского), 18 | - Архитектура и градостроительство - История                                        | 859-Од         |
| Доходный дом Петрокино, в котором жил Иловайский С. И. (1861—1907) — юрист, профессор | арх. Бернардацци О. И.                                                                           | 1893 год | Троицкая ул. (Ярославского), 20 | - Архитектура и градостроительство - История                                        | 860-Од         |
| Доходный дом Шварца | арх. Шейнс А. Э.                                                                                 | 1890-е годы | Троицкая ул. (Ярославского), 21 | - Достопримечательность архитектуры и градостроительства                            | 861-Од         |
| Жилой дом(арх. Виденко П. Н., инженер Горичев Ф. И.) |                                                                                                  | 1928 год. | Троицкая ул. ('Ярославского'), 22 | - Достопримечательность архитектуры и градостроительства                            | 862-Од         |
| Здание молокозавода Чичкина | архитектор Чернигов Л. М.                                                                        | 1915—1917 годы | Троицкая ул. (Ярославского), 29 | - Достопримечательность архитектуры и градостроительства                            | 863-Од         |
| Дом Трушевского | арх. Ф. К. Боффо                                                                                 | 1841 год | Троицкая ул. (Ярославского), 30 угол Ришельевской (Ленина)                                                                               | - Достопримечательность архитектуры и градостроительства                            | 864-Од         |
| Доходный дом Караимского общества | арх. Арон Панпулов                                                                               | 1913 год | Троицкая ул. (Ярославского), 33 — угол Ришельевской (Ленина)                                                                             | - Достопримечательность архитектуры и градостроительства                            | 865-Од         |
| Доходный дом Баржанской | арх. Оттон Л. С.                                                                                 | 1875 год | Троицкая ул. (Ярославского), 35; угол Ришельевской (Ленина)                                                                              | - Достопримечательность архитектуры и градостроительства                            | 866-Од         |
| Здание Греческого женского родоконакиевского училища | арх. Оттон Л. С.                                                                                 | 1874 год | Троицкая ул. (Ярославского), 37-а | Достопримечательность архитектуры и градостроительства                              | 867-Од         |
| Здание Греческого мужского родоконакиевского училища | арх. Гонсиоровский Ф. В.                                                                         | 1811—1812 годы | Троицкая ул. ('Ярославского'), 37 | Достопримечательность архитектуры и градостроительства                              | 868-Од         |
| Доходный дом Исаджика | арх. Камбиаджо Л. В.                                                                             | И пол. ХІХ ст. | Троицкая ул. (Ярославского), 39; угол Екатерининской (К. Маркса)                                                                         | Достопримечательность архитектуры и градостроительства                              | 869-Од         |
| Доходный дом Вальтуха |                                                                                                  | сер. XIX ст. | Троицкая ул. ('Ярославского'), 41 | - Достопримечательность архитектуры и градостроительства                            | 870-Од         |
| Доходный дом Эгиза |                                                                                                  | сер. XIX ст. | Троицкая ул. ('Ярославского'), 45 — угол Александровского просп. (Мира)                                                                  | - Достопримечательность архитектуры и градостроительства                            | 871-Од         |
| Жилой дом Зельдовича (арх. Файфель О. С.) |                                                                                                  | 1912 год | Троицкая ул. ('Ярославского'), 48 угол Покровского пер. (Грибоедова)                                                                     | - Достопримечательность архитектуры и градостроительства                            | 872-Од         |
| Доходный дом Лупарева (арх. Доллаква К. Й.) |                                                                                                  | 1851 г | Троицкая ул. ('Ярославского'), 52 угол Александровского просп. (Мира) и Нечипуренко пер. (Авчинниковского)                               | - Достопримечательность архитектуры и градостроительства                            | 873-Од         |
| Здание мужской гимназии (арх. Маас В. Ф., Мазыров Д. Е.) |                                                                                                  | 1880 год | Успенская ул. (Чичерина), 1 — угол Белинского ул.                                                                                        | - Достопримечательность архитектуры и градостроительства                            | 874-Од         |
| Комплекс построек Михайловского женского монастыря |                                                                                                  | | Успенская ул., 4 |                                                                                     | 875 — Од       |
| Главный корпус и кельи |                                                                                                  | 1842 — 1901 год | Успенская ул. (Чичерина), 4 | - Достопримечательность архитектуры и градостроительства                            | 875/1-Од       |
| Епархиальное училище (арх. Маас В. Ф.) |                                                                                                  | 1841 год | Успенская ул. (Чичерина), 4 | Достопримечательность архитектуры и градостроительства                              | 875/2-Од       |
| Игуменский дом |                                                                                                  | 1844 год | Успенская ул. (Чичерина), 4 | - Достопримечательность архитектуры и градостроительства                            | 875/3-Од       |
| Дом причта |                                                                                                  | 1875 год | Успенская ул. (Чичерина), 4 | - Достопримечательность архитектуры и градостроительства                            | 875/4-Од       |
| Врачебный дом |                                                                                                  | 1903 год | Успенская ул. (Чичерина), 4 | - Достопримечательность архитектуры и градостроительства                            | 875/5-Од       |
| Баня |                                                                                                  | 1909 год | Успенская ул. (Чичерина), 4 | - Достопримечательность архитектуры и градостроительства                            | 875/6-Од       |
| Фрагмент ограды |                                                                                                  | 1893 год | Успенская ул. (Чичерина), 4 | - Достопримечательность архитектуры и градостроительства                            | 875/7-Од       |
| Доходный дом Котляревской (арх. Прохаска В. И.), в котором жили: — Добролюбский К. П. — историк; — Мельник С. А. — учёный-виноградарь |                                                                                                  | начало XX в. 1930—1953 годы 1944—1968 годы | Успенская ул. (Чичерина), 7 | - Архитектура и градостроительство - История                                        | 876-Од         |
| Доходный дом Ломейера (арх. Прохаска В. И.), в котором жила и работала Рейнгбальд. Б. М. — пианистка и педагог |                                                                                                  | 1911 год 1920—1941 годы | Успенская ул. (Чичерина), 9 | - Архитектура и градостроительство - История                                        | 877-Од         |
| Жилой дом Елича |                                                                                                  | I пол. XIX ст. | Успенская ул. (Чичерина), 12 | Достопримечательность архитектуры и градостроительства                              | 878-Од         |
| Доходный дом Синицына (арх. Бернардацци О. И.) |                                                                                                  | 1892 год | Успенская ул. (Чичерина), 16 | - Достопримечательность архитектуры и градостроительства                            | 879-Од         |
| Здание обувной фабрики (арх. Минкус А. Б., Фельдштейн В. Л.) |                                                                                                  | 1935 год | Успенская ул. (Чичерина), 22 | Достопримечательность архитектуры и градостроительства                              | 880-Од         |
| Доходный дом Анатра (арх. Дмитренко Ю. М.) |                                                                                                  | 1911—1912 годы | Успенская ул. (Чичерина), 25 | - Достопримечательность архитектуры и градостроительства                            | 881-Од         |
| Жилой дом (дом Айзенберга) (арх. С. С. Гальперсон) |                                                                                                  | начало XX в. | Успенская ул. (Чичерина), 26 — угол Осипова ул.                                                                                          | - Достопримечательность архитектуры и градостроительства                            | 882-Од         |
| Домприбыльный Шифф-Райзмана (арх. Каменецкий Ш. Э.) |                                                                                                  | 1911 год | Успенская ул. (Чичерина), 27 | - Достопримечательность архитектуры и градостроительства                            | 883-Од         |
| Жилой дом Островского |                                                                                                  | 1870-е годы | Успенская ул. (Чичерина), 32 | - Достопримечательность архитектуры и градостроительства                            | 884-Од         |
| Доходный дом Булгака (арх. Шейнс А. Э., Линецкий М. И.) |                                                                                                  | 1899 год | Успенская ул. (Чичерина), 41 | - Достопримечательность архитектуры и градостроительства                            | 885-Од         |
| Жилой дом (арх. Оттон год Ц.) |                                                                                                  | 1891 год | Успенская ул. (Чичерина), 43 | Достопримечательность архитектуры и градостроительства                              | 886-Од         |
| - Доходный дом Гальперина (арх. Гальперсон С. С.) |                                                                                                  | 1912 год | Успенская ул. (Чичерина), 45 — угол Осипова (Ремесленной), 19                                                                            | Достопримечательность архитектуры и градостроительства                              | 887-Од         |
| Дом со скамейками (гимназия Иглицкого) | арх. Дж. Торричелли                                                                              | 1830 год. | Успенская ул. (Чичерина), 58 — угол александровского просп. (Мира)                                                                       | - Достопримечательность архитектуры и градостроительства                            | 888-Од         |
| Доходный дом Асвадурова | арх. Славкин П. Л.                                                                               | 1913 год | Успенская ул. (Чичерина), 60— угол Александровского просп. (Мира), 26                                                                    | - Достопримечательность архитектуры и градостроительства                            | 889-Од         |
| Дом, в котором жил Соболь С. Л. — историк биологии, чл.-корр. Международной академии истории науки, профессор |                                                                                                  | 1893—1922 годы | Успенская ул. (Чичерина), 73 | - Достопримечательность истории                                                     | 890-Од         |
| Доходный дом |                                                                                                  | кон. XIX ст. | Успенская ул. (Чичерина), 76 | Достопримечательность архитектуры и градостроительства                              | 891-Од         |
| Дом с лавкой Пташниковых |                                                                                                  | кон. XIX ст. | Успенская ул. (Чичерина), 91 — угол Александровского просп. (Мира)                                                                       | - Достопримечательность архитектуры и градостроительства                            | 892-Од         |
| Дом Дородного |                                                                                                  | сер. ХІХ ст. | Успенская ул. (Чичерина), 97 | - Достопримечательность архитектуры и градостроительства                            | 893-Од         |
| Жилой дом |                                                                                                  | II пол. XIX ст. | Успенская ул. (Чичерина), 113 | - Достопримечательность архитектуры и градостроительства                            | 894-Од         |
| Доходный дом |                                                                                                  | кон. XIX ст. | Успенская ул. (Чичерина), 127 угол Утесова пер. (Треугольного)                                                                           | - Достопримечательность архитектуры и градостроительства                            | 895-Од         |
| Жилой дом |                                                                                                  | 1825—1850 годы | Успенский пер. (Деготя), 3 | - Достопримечательность архитектуры и градостроительства                            | 896-Од         |
| Доходный дом |                                                                                                  | кон. XIX ст. | Утесова ул. (Треугольный), 4 | - Достопримечательность архитектуры и градостроительства                            | 897-Од         |
| Дом, где родился и жил Утесов Л. О. — актёр, певец |                                                                                                  | 1895 год. | Утесова ул. (Треугольный), 11 | - Достопримечательность истории                                                     | 898-Од         |
| Жилой дом |                                                                                                  | I пол. XIX ст. | Утесова ул. (Треугольный), 14 угол Базарной ('Кировая')                                                                                  | - Достопримечательность архитектуры и градостроительства                            | 899-Од         |
| Жилой дом |                                                                                                  | I пол. XIX ст. | Утесова ул. (Треугольный), 16-й угол Большой Арнаутской (Чкалова)                                                                        | - Достопримечательность архитектуры и градостроительства                            | 900-Од         |
| Доходный дом в Ефруси |                                                                                                  | 1840 год | Чайковского пер. (Театральный), 6 | - Достопримечательность архитектуры и градостроительства                            | 901-Од         |
| Доходный дом Бекеля (арх. Чернигов Л. М.) |                                                                                                  | | Чайковского пер. (Театральный), 10 | - Достопримечательность архитектуры и градостроительства                            | 901-Од         |
| Дом Шорштейна (Мариинский театр) |                                                                                                  | 1844 год | Чайковского пер. (Театральный), 14 | - Достопримечательность архитектуры и градостроительства                            | 902-Од         |
| Доходный дом Порыби (арх. Шейнс А. Э.) |                                                                                                  | 1893—1894 годы | Чайковского пер. (Театральный), 16 | - Достопримечательность архитектуры и градостроительства                            | 903-Од         |
| Доходный дом Бонифаци, в котором содержалась театральная школа Морской М. И., в которой: — Лазарев Л. Ф. — режиссёр; — Карганов П. А. — актёр — Ардоров год П. — актёр; — располагался театр «Крот» («Конференция рыцарей острого театра») | арх. Эдуард Меснер                                                                               | 1913 год 1902—1907 годы 1902—1924 годы | Чайковского пер. (Театральный), 18 угол Екатерининской (К. Маркса)                                                                       | - Архитектура и градостроительство - История                                        | 904-Од         |
| Доходный дом Сосновской |                                                                                                  | начало XX в. | Юрия Олеши ул. (Карантинная), 2 | Достопримечательность архитектуры и градостроительства                              | 905-Од         |
| Дом, в котором жил Олеша Ю. К. — писатель |                                                                                                  | 1912—1922 годы | Юрия Олеши ул. (Карантинная), 3 | Достопримечательность истории                                                       | 906-Од         |
| Доходный дом Калачевской |                                                                                                  | II пол. ХIX ст. | Юрия Олеши ул. (Карантинная), 4 | Достопримечательность архитектуры и градостроительства                              | 907-Од         |
| Комплекс построек казарм |                                                                                                  | | Юрия Олеши ул., 5 |                                                                                     | 908 — Од       |
| Корпус казармы |                                                                                                  | I пол. XIX ст. | Юрия Олеши ул. (Карантинная), 5 | Достопримечательность архитектуры и градостроительства                              | 908/1-Од       |
| Корпус казармы |                                                                                                  | I пол. XIX ст. | Юрия Олеши ул. (Карантинная), 5 | Достопримечательность архитектуры и градостроительства                              | 908/2-Од       |
| Корпус казармы |                                                                                                  | I пол. XIX ст. | Юрия Олеши ул. (Карантинная), 5 | Достопримечательность архитектурыи градостроительство                               | 908/3-Од       |
| Особняк Трапани |                                                                                                  | кон. XIX ст. | Юрия Олеши ул. (Карантинная), 8— угол Греческой (К.Либкнехта)                                                                            | Достопримечательность архитектуры и градостроительства                              | 909-Од         |
| Дом лоцманский |                                                                                                  | сер. XIX ст. | Юрия Олеши ул. (Карантинная), 10 — угол Греческой К.Либкнехта), 3                                                                        | Достопримечательность архитектуры и градостроительства                              | 910-Од         |
| Дом Чарторыжского (Де-Антонини) |                                                                                                  | II пол. ХIX ст. | Юрия Олеши ул. (Карантинная), 11 | Достопримечательность архитектуры и градостроительства                              | 911-Од         |
| Дом, в котором жил Леонидов Л. М. — актёр, н.а. СССР |                                                                                                  | 1880—1895 годы | Юрия Олеши ул. (Карантинная), 13 — угол Бунина ул.                                                                                       | Достопримечательность истории                                                       | 912-Од         |

### Приказ Министерства культуры и туризма Украины от 3 февраля 2010 года (№ 58/0/16-10)
| Название достопримечательности                                         | Автор | Датирование | Адрес          | Вид достопримечательности                       | Охранный номер |
| ---------------------------------------------------------------------- | ----- | ----------- | -------------- | ----------------------------------------------- | -------------- |
| Монумент для ознаменования восстания матросов на броненосце «Потемкин» |       | 1965 год    | пл. Таможенная | Достопримечательность монументального искусства | 915-Од         |

### Приказ Министерства культуры и туризма Украины от 15 сентября 2010 года (№ 706/0/16-10)
| Название достопримечательности                                 | Автор | Датирование                 | Адрес                      | Вид достопримечательности                              | Охранный номер |
| -------------------------------------------------------------- | ----- | --------------------------- | -------------------------- | ------------------------------------------------------ | -------------- |
| Жилой дом                                                      |       | конец XIX век               | пер. Волжский, 8           | Достопримечательность архитектуры и градостроительства | 944-Од         |
| Дом Амбеликопуло, в котором жил В. Ф. Дидрихсон — изобретатель |       | 1880-е годы, 1900—1930 годы | ул. Дидрихсона, 9          | Архитектура и градостроительство История               | 946-Од         |
| Жилой дом                                                      |       | 1931 год                    | ул. Маразлиевская, 1 а     | Достопримечательность архитектуры и градостроительства | 947-Од         |
| Особняк                                                        |       | начало XX век               | ул. Среднефонтанская, 30 б | Достопримечательность архитектуры и градостроительства | 948-Од         |

### Приказ Министерства культуры и туризма Украины от 21 декабря 2010 года (№ 1266/0/16-10)
| Название достопримечательности | Автор | Датирование                                                   | Адрес                                  | Вид достопримечательности                    | Охранный номер |
| --- | ----- | ------------------------------------------------------------- | -------------------------------------- | -------------------------------------------- | -------------- |
| Комплекс построек Еврейской больницы                                                                                               |       |                                                               | ул. Мясоедовская, 32 и Б. Хмельницкого |                                              | 949-Од         |
| Главный корпус |       | 1864—1874 годы                                                | __"__                                  | - Достопримечательность архитектуры          | 949/1-Од       |
| Корпус нейрохирургического отделения                                                                                               |       | 1903 год                                                      | __"__                                  | - Достопримечательность архитектуры          | 949/2-Од       |
| Павильон хирургический |       | 1900 год                                                      | __"__                                  | - Достопримечательность архитектуры          | 949/3-Од       |
| Корпус отоларингологического отделения                                                                                             |       | 1906 год                                                      | __"__                                  | - Достопримечательность архитектуры          | 949/4-Од       |
| Корпус терапевтического отделения                                                                                                  |       | 1905 год                                                      | __"__                                  | - Достопримечательность архитектуры          | 949/5-Од       |
| Приемное отделение |       | 1903 год                                                      | __"__                                  | - Достопримечательность архитектуры          | 949/6-Од       |
| Корпус административный |       | 1910-1911 годы                                                | __"__                                  | - Достопримечательность архитектуры          | 949/7-Од       |
| Корпус неврологического отделения                                                                                                  |       | 1905—1906 годы                                                | __"__                                  | - Достопримечательность архитектуры          | 949/8-Од       |
| Корпус прозектуры |       | 1910—1911 годы                                                | __"__                                  | - Достопримечательность архитектуры          | 949/9-Од       |
| Корпус эндокринологического отделения                                                                                              |       | 1910—1911 годы                                                | __"__                                  | - Достопримечательность архитектуры          | 949/10-Од      |
| Хозяйственный корпус и ограждение                                                                                                  |       | 1903 год                                                      | __"__                                  | - Достопримечательность архитектуры          | 949/11-Од      |
| Комплекс жилой, в котором проживали: И. Н. Перестиани, актёр, режиссёр; И. П. Кавалериде, скульптор, драматург; А. М. Бучма, актёр |       | начало XX век, 1927—1928 годы, 1928—1933 годы, 1926—1930 годы | ул. Пироговская, 13                    | - Достопримечательность истории, архитектуры | 950-Од         |

### Приказ Министерства культуры Украины от 5 апреля 2011 года (№ 207/0/16-11)
| Название достопримечательности | Автор | Датирование                    | Адрес                      | Вид достопримечательности               | Охранный номер |
| --- | ----- | ------------------------------ | -------------------------- | --------------------------------------- | -------------- |
| Комплекс Ришельевского трамвайного депо |       |                                |                            |                                         | 951-Од         |
| Административный корпус |       | 1910 год                       | Алексеевская площадь, 21а  | - Наука и техника - Архитектура         | 951/1-Од       |
| Тяговая подстанция |       | 1910 год                       | Алексеевская площадь, 21а  | - Наука и техника - Архитектура         | 951/2-Од       |
| Производственные корпуса (ангары) |       | 1910 год                       | Алексеевская площадь, 21а  | - Наука и техника - Архитектура         | 951/3-Од       |
| Здание железнодорожного технического училища (Одесский колледж транспортных технологий), где учился первый российский авиатор Михаил Никифорович Ефимов |       | конец XIX века, 1899—1902 годы | Алексеевская площадь, 17   | - История - Архитектура                 | 952-Од         |
| Комплекс сооружений Черноморского канатного завода |       | 1913 год, 1949—1956 годы       | ул. Водопроводная, 16      | - Достопримечательность архитектуры     | 953-Од         |
| Административный корпус |       | 1913 год                       | ул. Водопроводная, 16      | - Достопримечательность архитектуры     | 953/1-Од       |
| Новый административный корпус |       | 1949—1956 годы                 | ул. Водопроводная, 16      | - Достопримечательность архитектуры     | 953/2-Од       |
| Мост по линии трамвая № 19 |       | 1907 год                       | ул. Дача Ковалевского      | - Достопримечательность науки и техники | 954-Од         |
| Главный корпус санатория |       | 1934—1938 годы                 | ул. Зои Космодемьянской, 1 | - Достопримечательность архитектуры     | 955-Од         |
| Дача |       | начало XX века                 | ул. Литературная, 16       | - Достопримечательность архитектуры     | 956-Од         |
| Дом Боффо |       | 1846 год, 1897 год             | ул. Ольгиевская, 2         | - Достопримечательность архитектуры     | 957-Од         |
| Комплекс жилой |       | 1930-е годы                    | ул. Пироговская, 7/9       | - Достопримечательность архитектуры     | 958-Од         |
| Жилой дом |       | II половина XIX век            | ул. Среднефонтанская, 12   | - Достопримечательность архитектуры     | 959-Од         |
| Жилой дом |       | 1950-е годы                    | ул. Б. Хмельницкого, 15—19 | - Достопримечательность архитектуры     | 960-Од         |
| Особняк |       | 1890 год                       | ул. Черноморская, 10       | - Достопримечательность архитектуры     | 961-Од         |

### Приказ Министерства культуры Украины от 21 декабря 2012 года (№ 1566)
| Название достопримечательности | Автор                                 | Датирование                           | Адрес                               | Вид достопримечательности | Охранный номер |
| ------------------------------ | ------------------------------------- | ------------------------------------- | ----------------------------------- | ------------------------- | -------------- |
| Жилой дом                      | II половина XIX в., начало 80-х годов | пер. Воронцовский (Краснофлотский), 4 | - Достопримечательность архитектуры | 962-Од                    |                |

### Приказ Министерства культуры Украины от 14 апреля 2014 года (№ 212)
| Название достопримечательности                                                                                               | Автор                                                    | Датирование                          | Адрес                                                                                    | Вид достопримечательности                         | Охранный номер |
| --- | -------------------------------------------------------- | ------------------------------------ | ---------------------------------------------------------------------------------------- | ------------------------------------------------- | -------------- |
| Дом, в котором в 1922—1925 годах жили Э. Багрицкий и В. Багрицкий                                                            | конец ХІХ ст. — сооружение, 1922—1925 годах жили деятели | ул. Дальницкая, 3, Малиновский район |                                                                                          | - Достопримечательность истории, архитектуры      | 965-Од         |
| Комплекс Сергиевского артиллерийского училища                                                                                |                                                          | 1912—1914 годы, 1915 год             | Фонтанская дорога, 4, на пересечении ул. Артиллерийской                                  | - Достопримечательность градостроительства        | 966-Од         |
| |                                                          | 1912—1914 годы 1915 годы             | Фонтанская дорога, 4                                                                     | - Достопримечательность архитектуры, истории      | 966/1-Од       |
| Забор Сергиевского артиллерийского училища                                                                                   |                                                          | 1914 год                             | На углу Фонтанской дороги, 4 и ул. Артиллерийской 2/1—2/3                                | - Достопримечательность градостроительства        | 966/2-Од       |
| Комплекс завода им. Октябрьской революции                                                                                    |                                                          | 1920—1930-е годы, 1975 год           | ул. Черноморского казачества, 72                                                         | - Достопримечательность истории                   | 967-Од         |
| Административное здание завода им. Октябрьской революции, в котором во время обороны Одессы 1941 года производили вооружение |                                                          | 1920—1930-е годы                     | ул. Черноморского казачества, 72, Суворовский район, на углу переулка 1-го Солонцеватого | - Достопримечательность истории                   | 967/1-Од       |
| Инструментальный цех завода им. Октябрьской революции, в котором во время обороны Одессы 1941 года производили вооружение    |                                                          | 1920—1930-е годы                     | ул. Черноморского казачества, 72, Суворовский район, слева от входа на территорию завода | - Достопримечательность истории                   | 967/2-Од       |
| Памятник воинам-рабочим на заводе им. Октябрьской революции, погибших в годы Великой Отечественной войны                     |                                                          | 1975 год                             | ул. Черноморского казачества, 72                                                         | - Достопримечательность монументального искусства | 968-Од         |

### Приказ Министерства культуры Украины от 6 декабря 2016 года (№ 1162)
| Название достопримечательности                                         | Автор | Датирование    | Адрес                                | Вид достопримечательности   | Охранный номер |
| ---------------------------------------------------------------------- | ----- | -------------- | ------------------------------------ | --------------------------- | -------------- |
| Комплекс подземных сооружений города Одессы                            |       |                |                                      |                             | 979-Од         |
| Древняя каменоломня Карантинной балки (К-6; Катакомба Кантакузина)     |       | 1811—1814 годы | Бунина, 7                            | - История - Наука и техника | 979/1-Од       |
| Подземный ход (Воронцовский дворец) (М-102)                            |       | 1986 год       | Воронцовский переулок, 2-д           | - История - Наука и техника | 979/2-Од       |
| Каменоломные Молдаванки (К-24) (музей катакомб Тайны подземной Одессы) |       | 1850—1880 годы | Умовский 2-й переулок, 3/1 Бабеля, 4 | - История - Наука и техника | 979/3-Од       |

### Приказ Министерства культуры Украины от 18 апреля 2017 года (№ 324)
| Название достопримечательности                                                                         | Автор | Датирование | Адрес                             | Вид достопримечательности                     | Охранный номер                               |        |
| --- | ----- | ----------- | --------------------------------- | --------------------------------------------- | -------------------------------------------- | ------ |
| Дом, где в 1867—1876 годах жил Пётр Шмидт (один из руководителей Севастопольского восстания 1905 года) |       |             | середина XIX века, 1867—1876 годы | пер. Инбер Веры, 17 — бульв. Лидерсовский, 17 | - Достопримечательность истории, архитектуры | 980-Од |